# 雨傘革命時間軸 (2014年10月)
本条目记录2014年10月雨傘革命的佔領情況、細節。

## 9月30日
私家車衝向旺角群眾

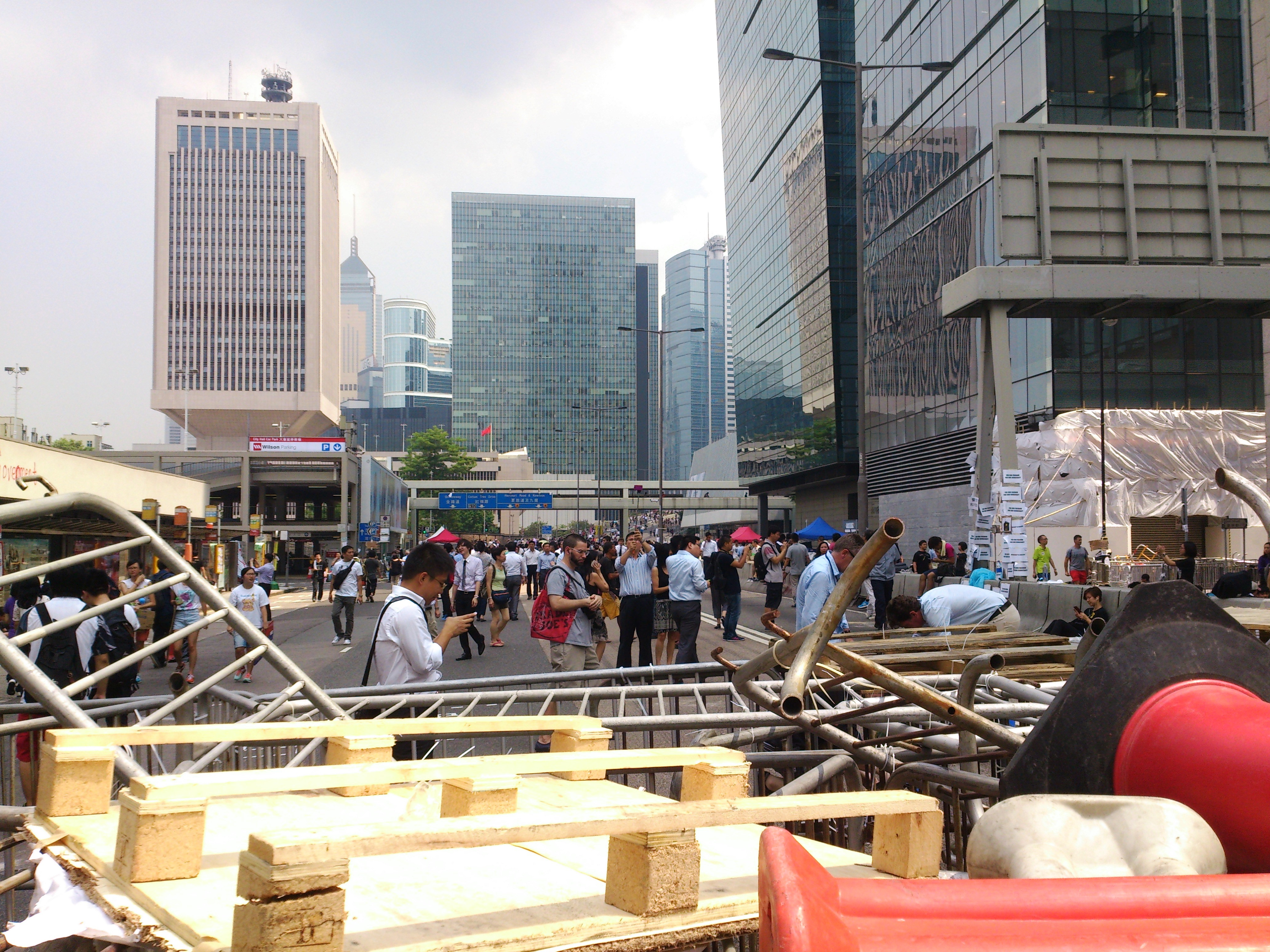
集會人士於干諾道中自行堆砌的路障。

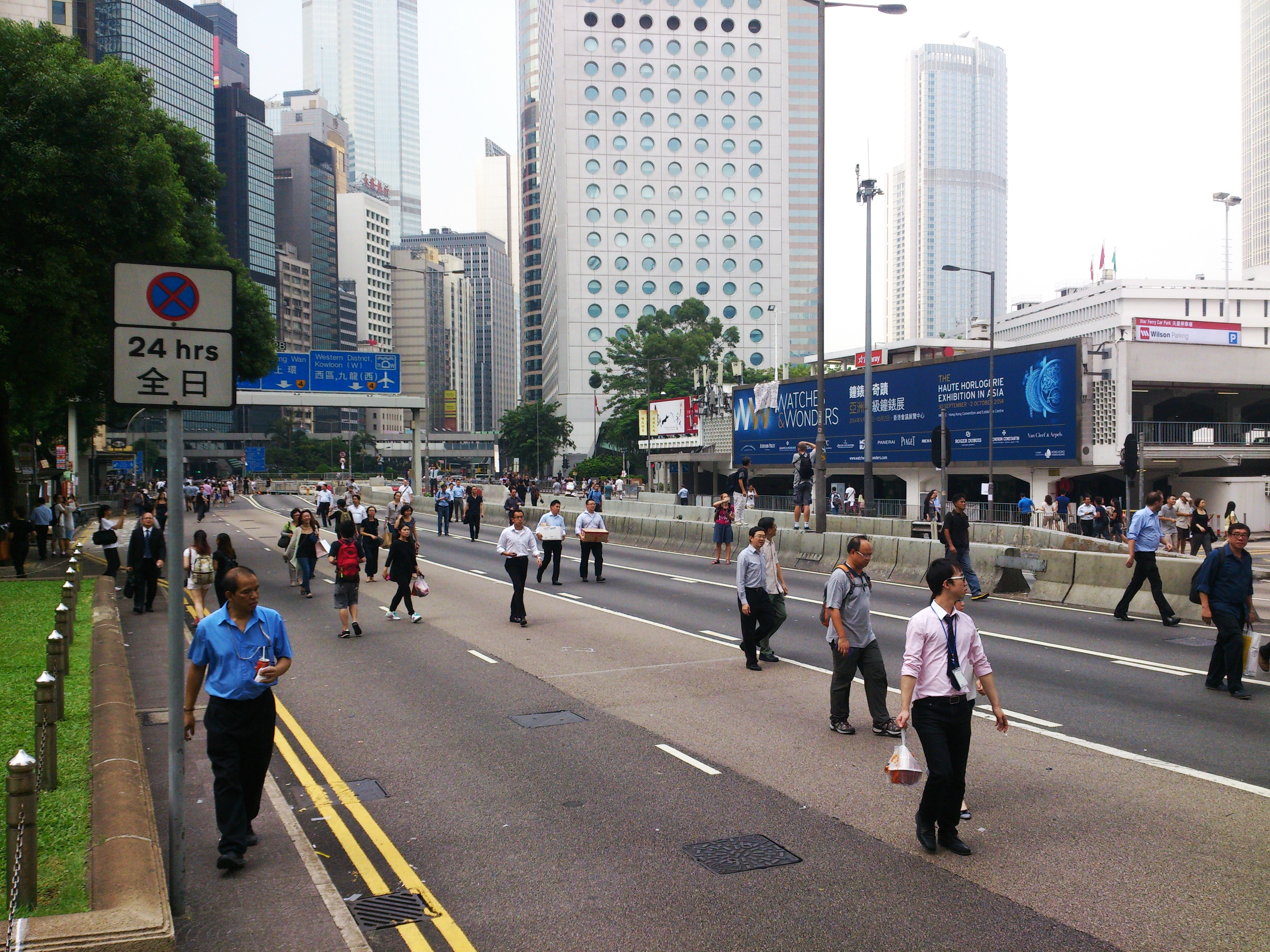
集會外圍的干諾道中路段仿如行人專用區。

凌晨1時54分，在旺角集會的會場外突然有一輛平治房車從亞皆老街由東向西，穿越當時示威者所處的路面，當時示威者立即向後退避房車，有記者及示威者立即拍下其司機樣貌，最終該房車往大角嘴方向駛去。事後有旺角警署的警長從電視直播得悉事件到場了解，並感嘆「近日失望，警察原本是公僕，現在好似好唔受歡迎。」稍後《明報》的記者尋找到該司機，為姓張的59歲男子，該司機向記者回應自己是合法使用道路，並表示自己在亞皆老街被堵塞20分鐘，「趕時間」之下穿越示威者所處路面。其後司機被警方以涉嫌危險駕駛被逮捕，警方在後來會見記者時表示該司機當時穿越路面沒有特別意圖，只是在「找朋友」，亦表示他通過酒精測試，精神清醒及沒有任何交通事故紀錄。
早上留守人數急降
早上留守金鐘、中環、灣仔、銅鑼灣及旺角等地的人數明顯減少。金鐘至中環一帶的留守人數減少至數千人，旺角的留守人數亦由凌晨的約2000人減少至約200人。中午後，金鐘政府總部至夏慤道的集會人數開始回升。
傍晚學聯秘書長周永康表示金鐘、銅鑼灣及旺角三個佔領區必須繼續，並希望市民以金鐘為據點；又表示若各區集會市民決定擴散佔領區，學聯會全力支持。讓愛與和平佔領中環發起人之一陳健民認為鞏固三個佔領區為當務之急，並指從各個佔領區都沒有任何組織統一管理的現象中，可看到香港人的公民質素。學民思潮召集人黃之鋒約8時半到金鐘向集會人士發言時，亦呼籲堅守三個陣地，和在集會期間要堅守和平理性原則。學聯和佔中亦提出了兩個訴求，分別是行政長官梁振英下台和全國人大撤回政改決議；若政府在10月2日之前沒有回應他們訴求，會包圍政府機關。
晚間人數回升，20萬人冒雨繼續佔領

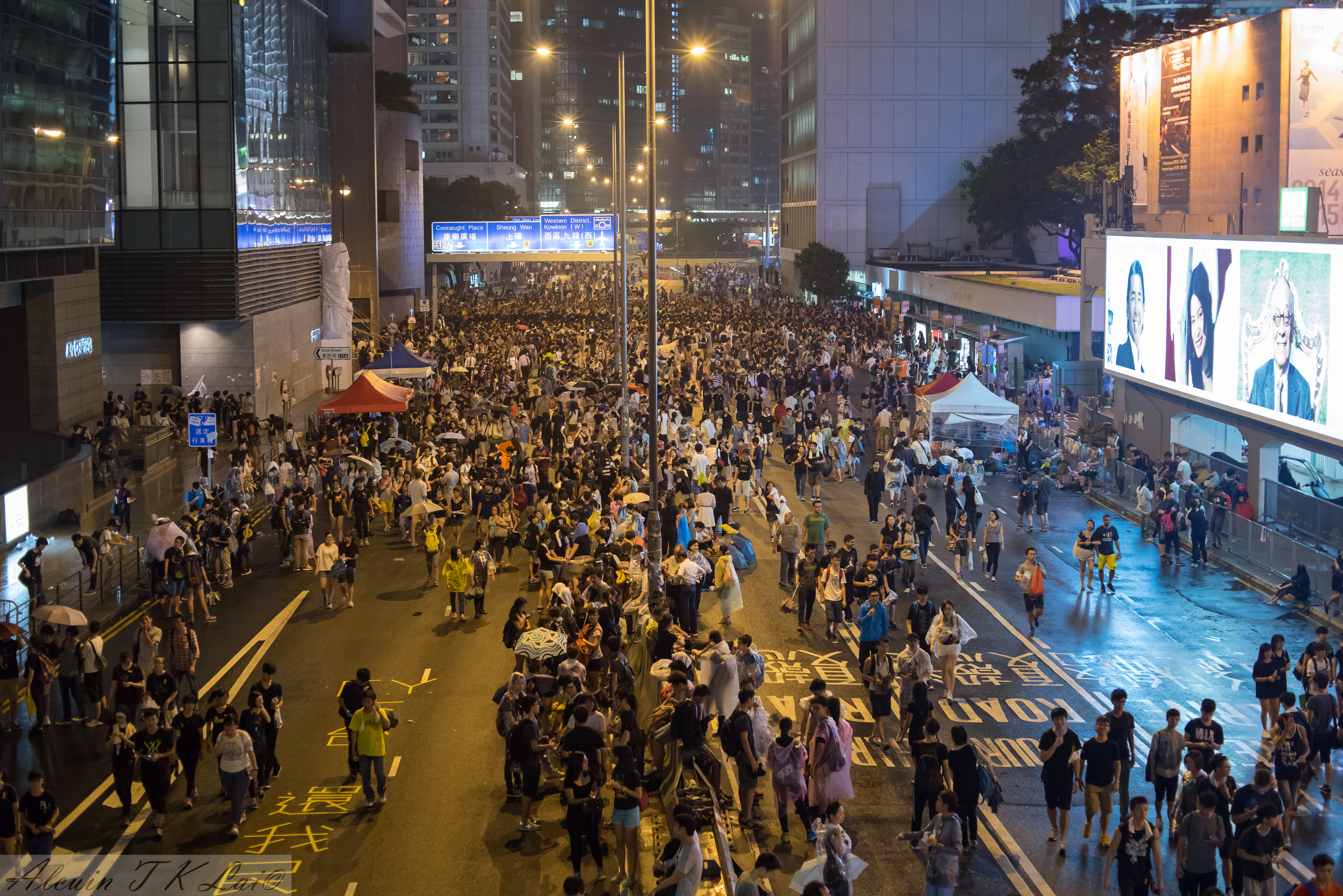
入夜後的中環干諾道中。

入夜後，香港各地都下大雨和有雷暴，示威者紛紛開傘擋雨。學聯因此呼籲正在前往示威地區的市民帶備雨衣、雨傘等物資，又呼籲市民提供衣物供示威者替換。旺角集會區有人搭起帳篷，並向集會人士派發雨傘和雨衣。部份到附近避雨的市民待雨勢減弱後，立即回到集會現場。大雨持續至翌日凌晨，天文台更一度發出黃色暴雨警告信號，但市民繼續重返佔領區，當晚再度有20萬人佔據主幹道。
上水站集會聲援佔領
港鐵上水站外有市民集會，支持佔領行動。有10多名市民在上水站外派發宣傳單張，呼籲市民支持及參與，並在地上展示「689下台 我要真普選」標語，又高呼「梁振英下台」口號。
香港多處地方亦有響應佔領行動的集會
另外，在9月30日至10月2日期間香港多處地方亦有響應佔領行動的集會，包括港鐵上水站附近（9月30日）、深水埗、葵盛東、大圍、屯門、柴灣、觀塘等地。

## 10月1日
示威者佔領尖沙咀
踏入凌晨，超過100名示威者在尖沙咀海防道與廣東道交界的海港城外佔據馬路。示威者在馬路上擺設鐵馬和以私家車攔路，亦有車輛運送物資到該處。另外，有300名示威者到灣仔金紫荊廣場外集結。
日間在金鐘有更多家長帶同小朋友到場，指出適逢假期給子女上一課公民教育。集會人士更一起在金鐘撐傘，顯示團結及堅持。
尖沙咀方面，佔據海防道與廣東道交界的人數增加至200到300人。示威者在路中心拉起寫上「我要真普選」及「公民提名」的橫額。附近有很多圍觀的旅客，不少人舉相機拍照。而街道兩旁部分名店照常營業，有不少遊客在店門外排等候。
晚間20萬人再現

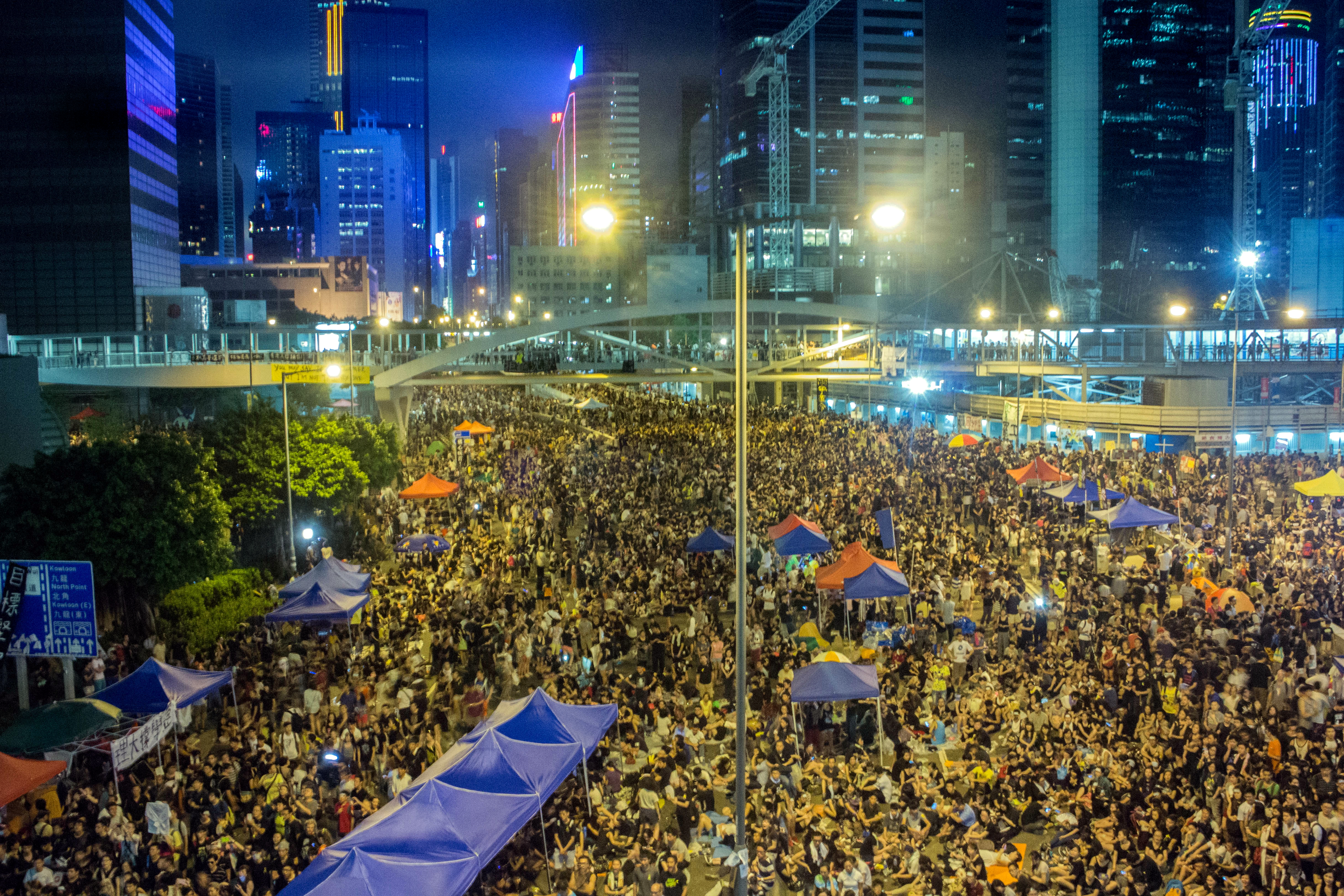
「和平佔中」、學聯及學民思潮於10月1日晚上在金鐘夏愨道發起「四大訴求，必須回應，佔領抗爭，政制改革」大集會，當晚繼續有近20萬人到場。

「和平佔中」、學聯和學民思潮在當晚8時於金鐘夏慤道再發起集會，主題為「四大訴求，必須回應，佔領抗爭，政制改革」。大量市民再次湧到夏慤道參與，夏慤道、干諾道中再度全線爆滿，當晚集會人數又再達到20萬人。學聯及學民思潮宣佈，如果特首梁振英在10月3日午夜12時前拒絕辭職或回應示威者訴求，就會把佔領行動升級。
銅鑼灣方面，在晚上近8時，有人從崇光百貨附近的高處拋下一個載有水及西瓜皮的袋。袋子掉落路面，並無擊中任何人。佔領行動的義工聲稱，拍下有住戶拋擲物品的片段，警方到場調查。

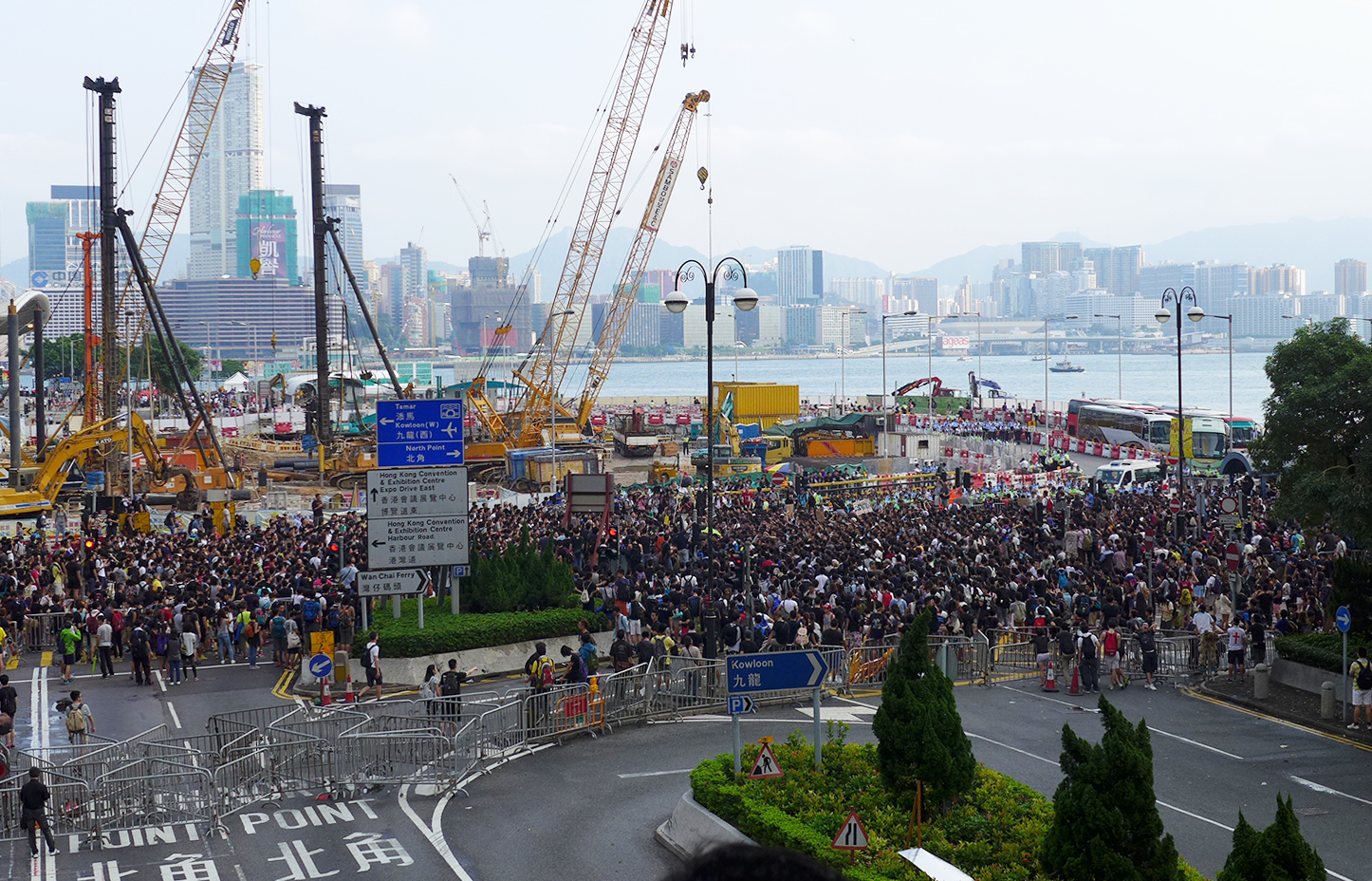
有數百名示威者到灣仔金紫荊廣場外集結
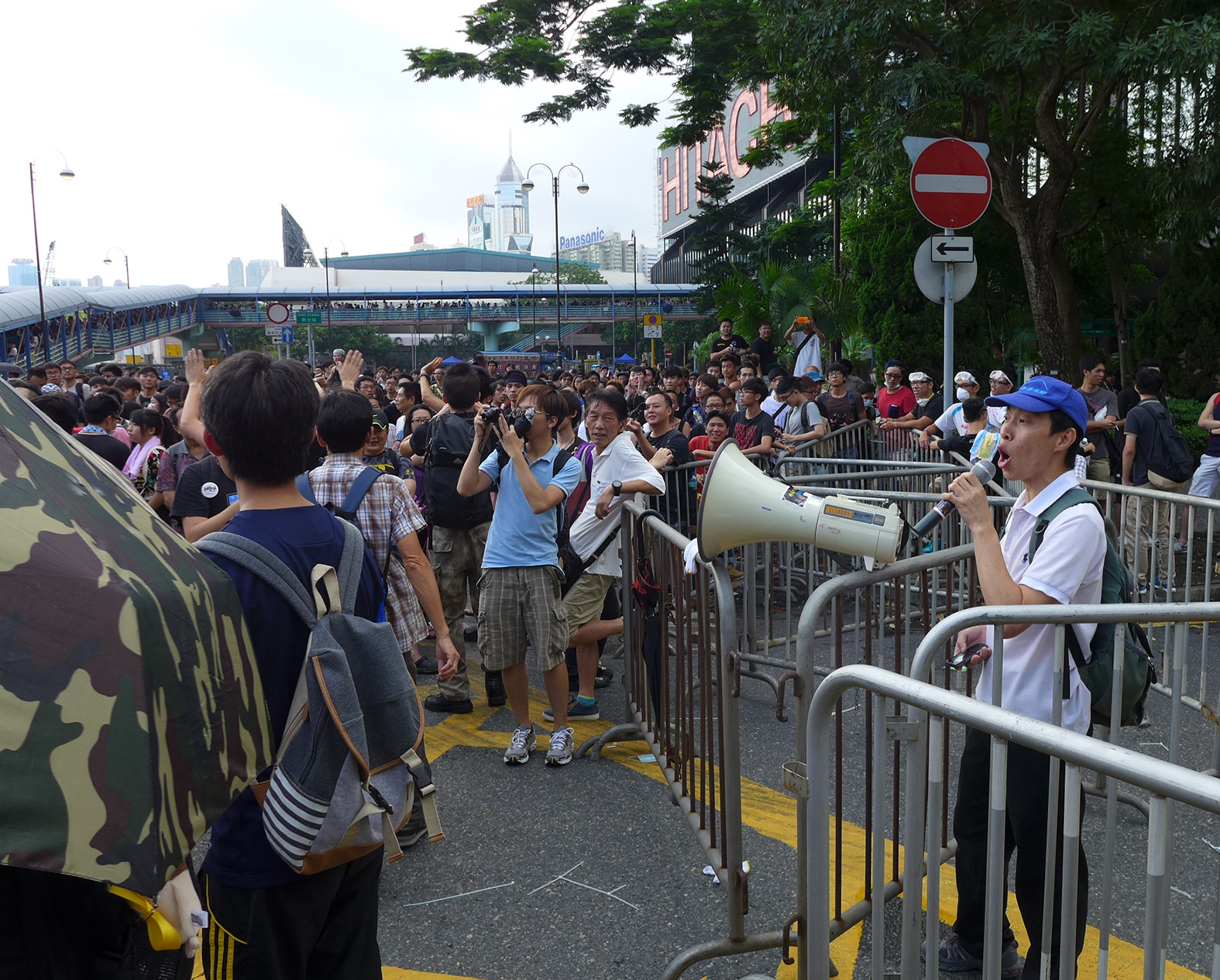
愛港之聲成員到灣仔金紫荊廣場外，批評示威者令到香港混亂
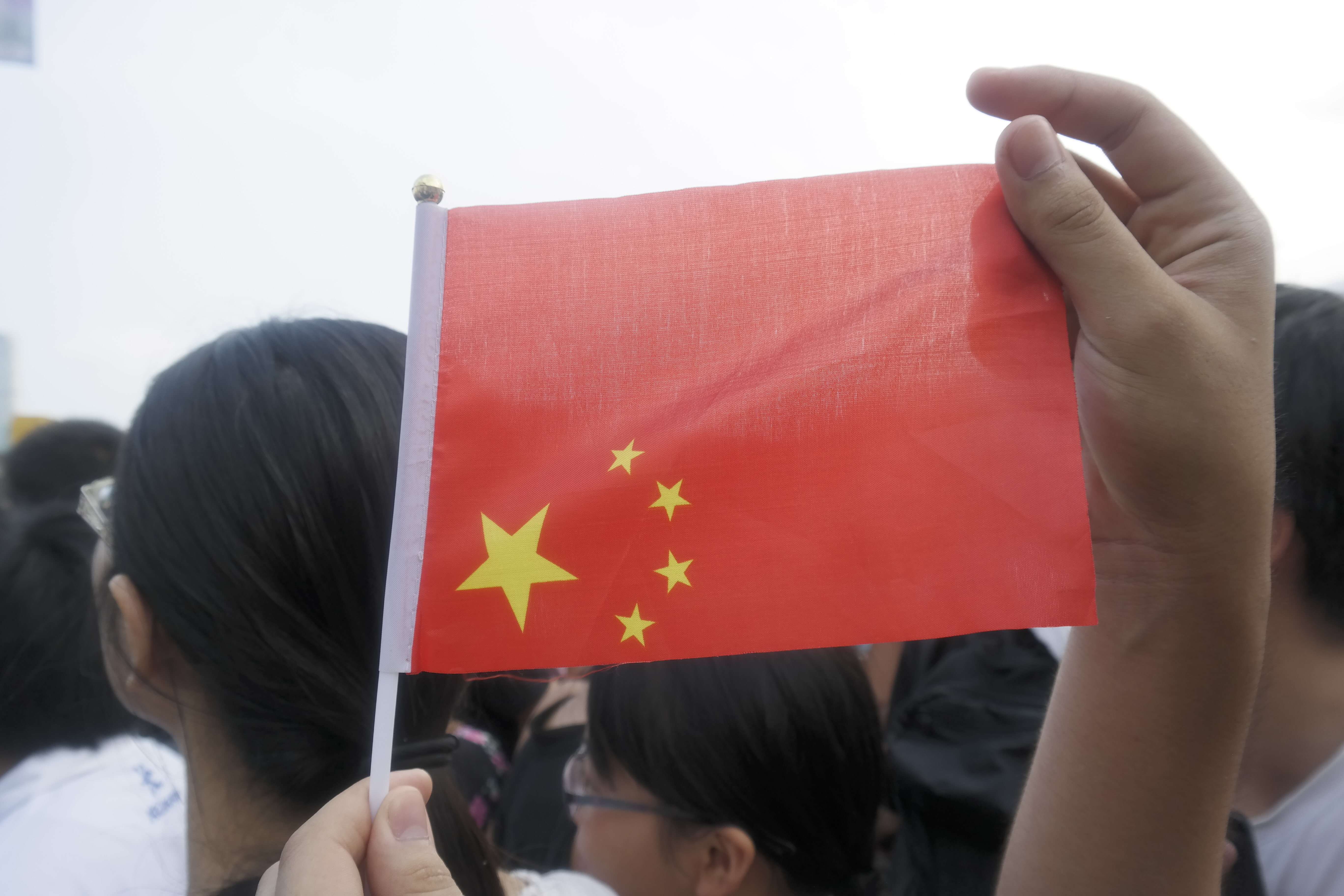
有示威者在金紫荆广场内展示倒国旗
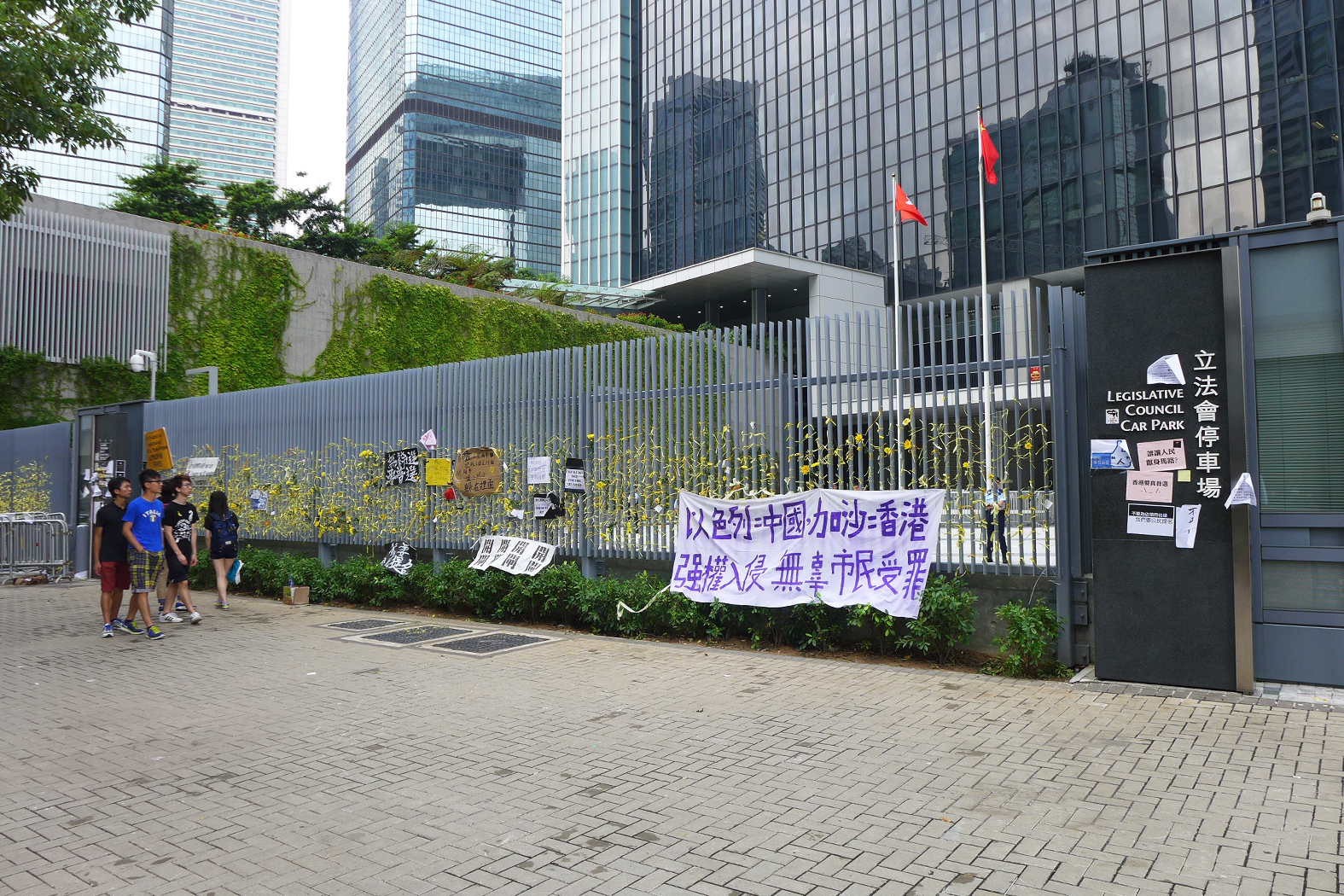
政府總部外的公民廣場掛滿黃絲帶及標語
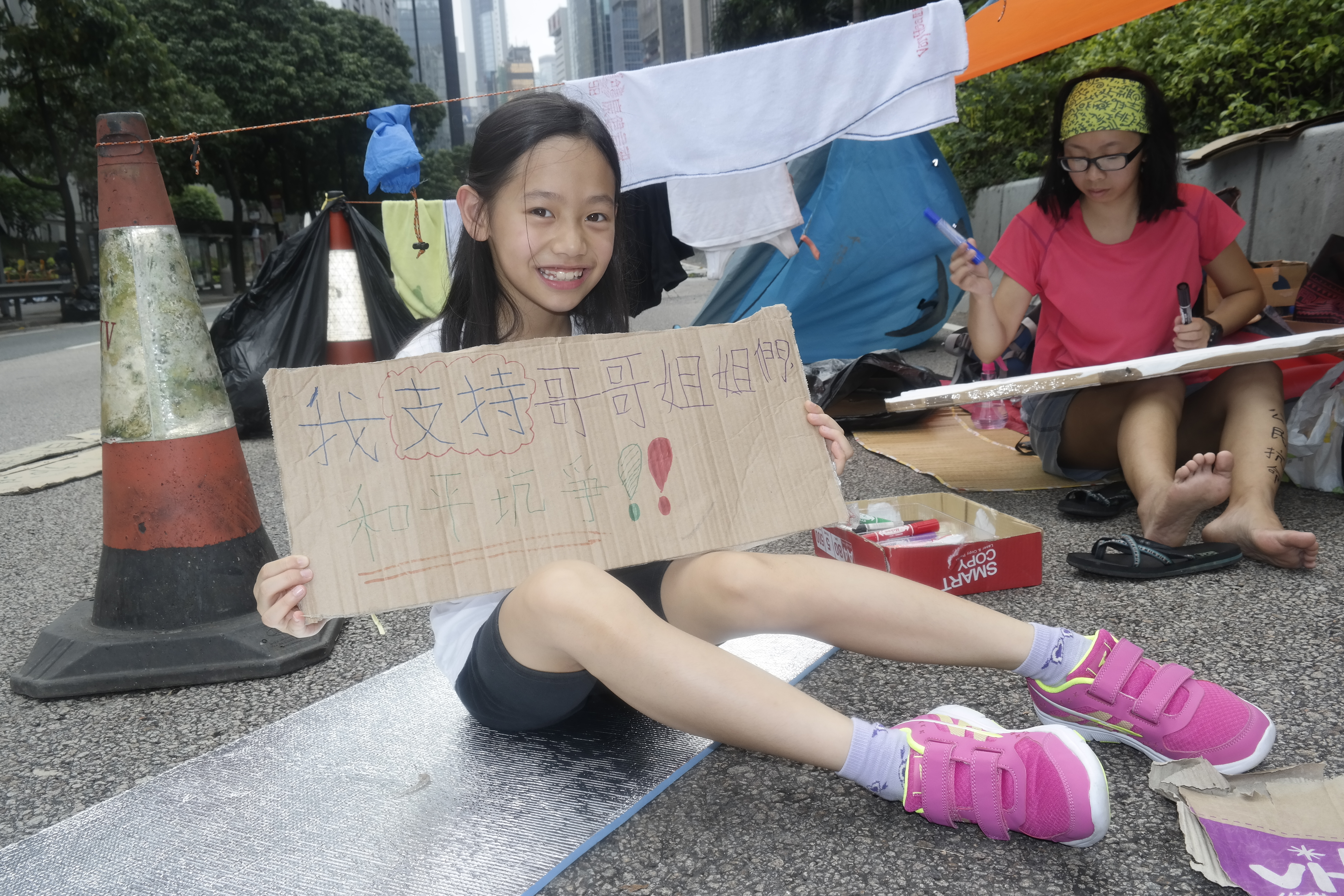
小女孩展示标语支持占中
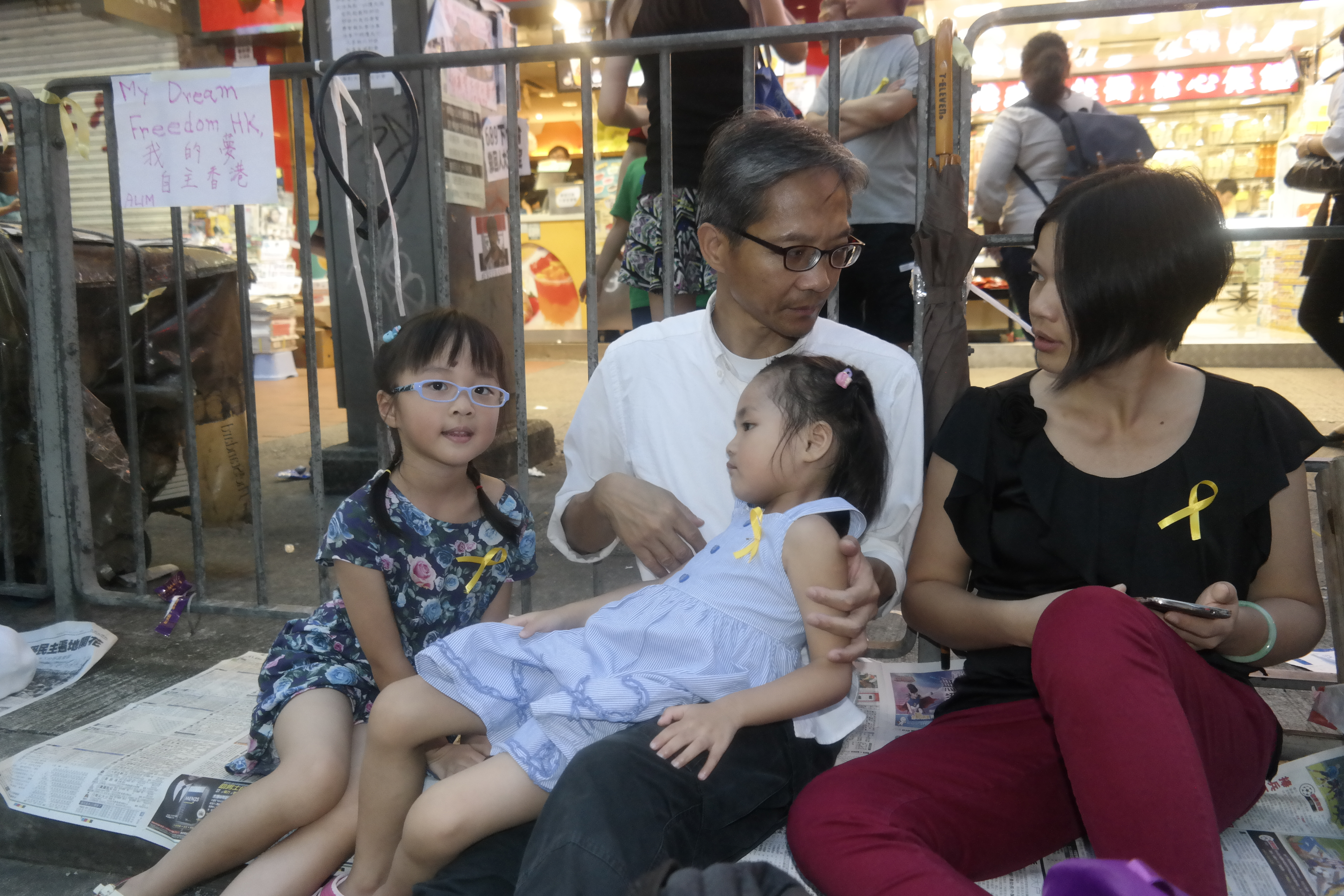
在铜锣湾，有家庭表示支持占领铜锣湾
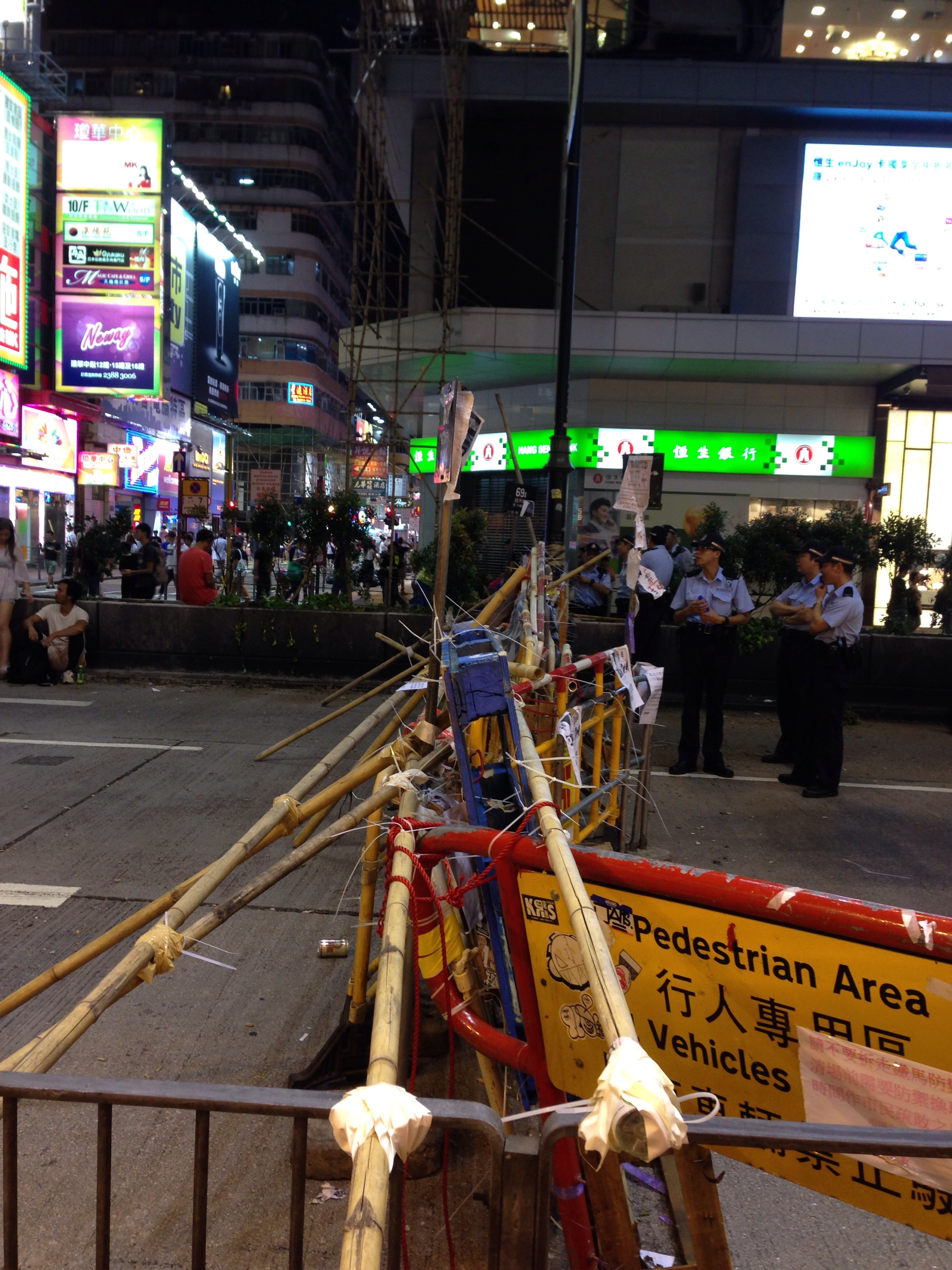
旺角佔領區界
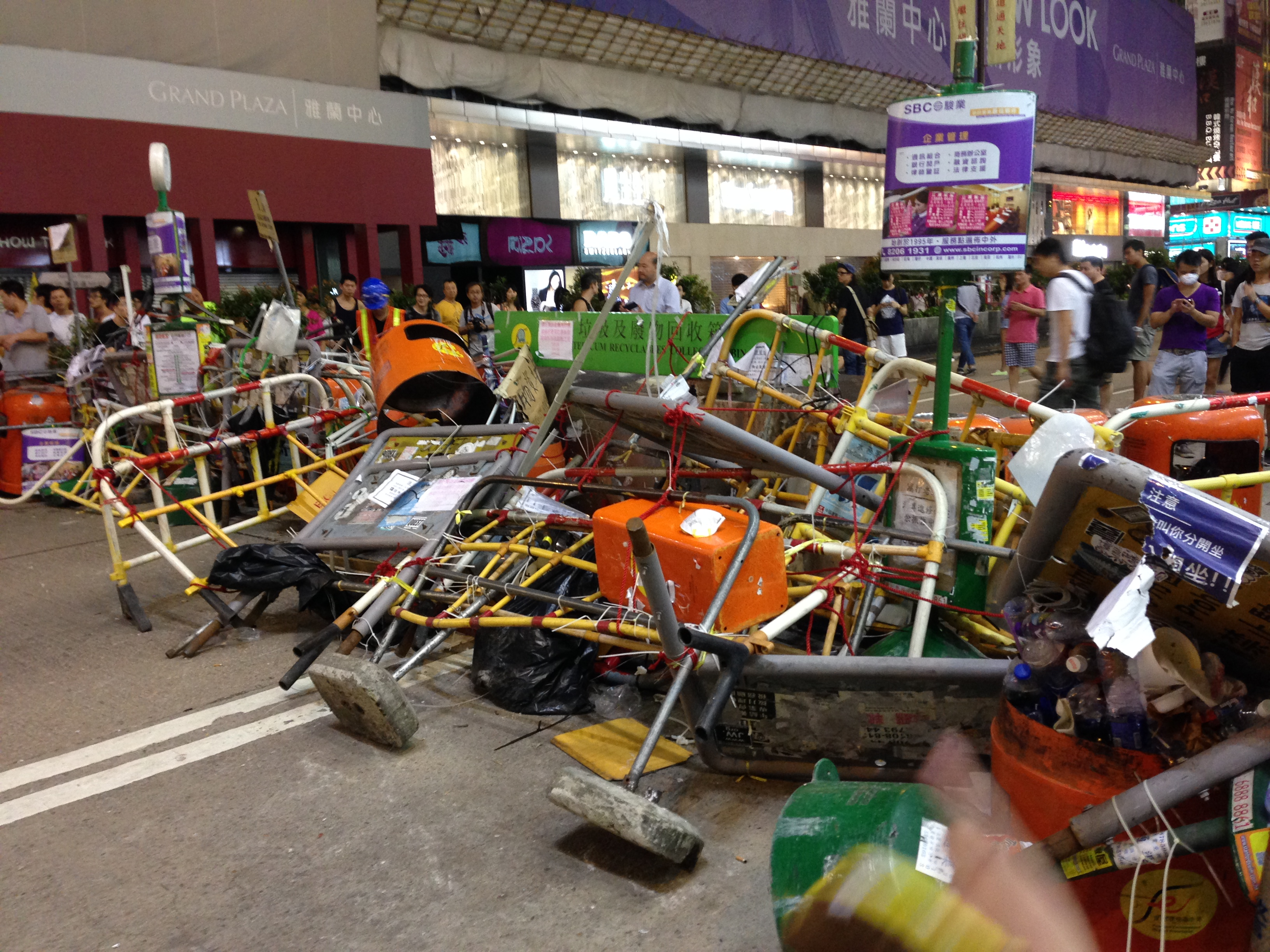
示威者建造的路障

國慶日相關活動
10月1日為國慶日，亦是中華人民共和國政權成立65週年紀念日，香港政府於金紫荊廣場舉行升旗禮。20名學民思潮成員與約10名市民成功進入公眾觀禮區，升旗期間背對國旗，並以以雙手做出交叉手勢默站，表示訴求。學民思潮以往都未能進入升旗禮會場，故黃之鋒指今年成功進場，是因為市民佔領行動對政府構成壓力。在會場外圍，有過千名示威者聚集。梁振英到達後，示威人士不斷高呼「689」、「我要真普選」等口號；梁國雄和四五行動成員亦到廣場外抗議，高呼「我有權普選、毋須共產黨批准」等口號。
升旗禮後，梁振英在國慶酒會上致詞，表示500萬選民投票選出的行政長官，肯定比1200人選出的行政長官更好。立法會議員梁國雄穿上西裝褸及打領帶出席酒會，在梁振英準備上台祝酒前，高呼「香港要普選，梁振英下台」，被保安帶離會場。南區區議員司馬文襟前貼上黃絲帶，並在酒會會場上打開黃色雨傘，希望將外面示威者的聲音帶進會場。
官員慰問警員 強調梁振英絕不辭職
特首梁振英，政務司司長林鄭月娥、保安局局長黎棟國前往警察總部、灣仔警署及中區警署向參與處理佔中行動的前線警員打氣。林鄭月娥向在場警員說，政治紛爭應該透過政治解決，不應為難警察，又表示警員也是受害者。警務處處長曾偉雄稱自己會對事件「一力承擔」，指警員沒有做錯，發言期間一度哽咽。有關講話片段昨在警界廣泛流傳：「⋯⋯批評和謾罵，我想告訴大家，你們沒有做錯！」。
另一方面，學聯要求行政長官梁振英要在10月2日晚前下台，否則會將佔領行動升級，例如圍堵政府重要部門。特區政府消息人士強調，梁振英絕不會辭職，若學聯堅持有關要求，雙方見面機會很微。早前，消息人士表示，政府對與學聯代表會面持開放態度，但須顧及三點：須在合適環境和地點舉行、不應有任何前設、及以共同解決問題為目標。

## 10月2日
特首辦外靜坐
凌晨12時半，學民思潮和學聯等約1000名社運人士，由立法會停車場出發，「散步」到添華道特首辦外靜坐，高呼梁振英下台。約100名警方在添華道架設鐵馬，築起防線，防止示威者前進。警方早上8時派人到金鐘集會點地呼籲市民讓路，讓駐守的警員和警車可以換更，集會人士配合搬走路障讓警車駛走，警方亦履行承諾將路障還原。
集會情況

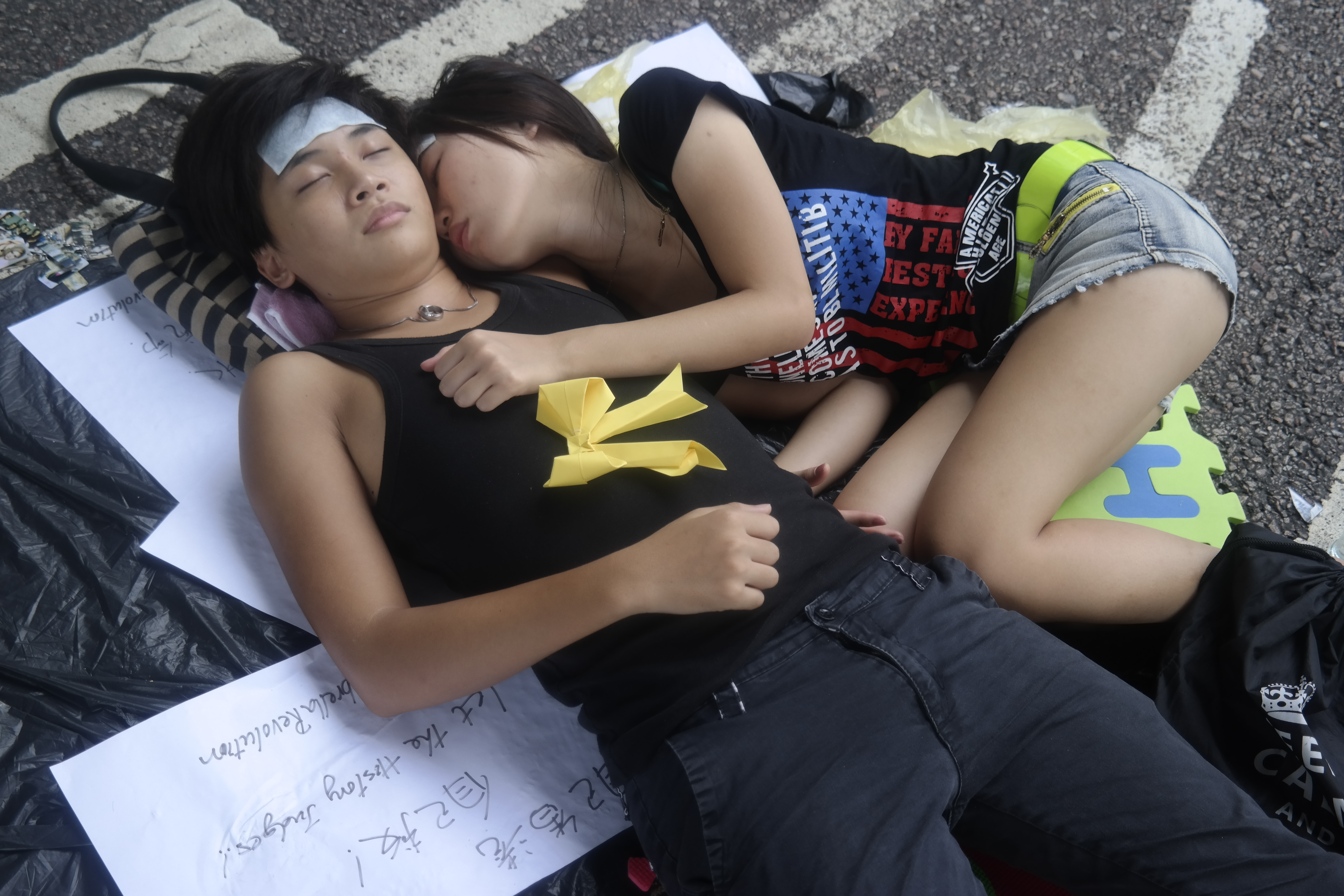
金钟示威者在街道上熟睡
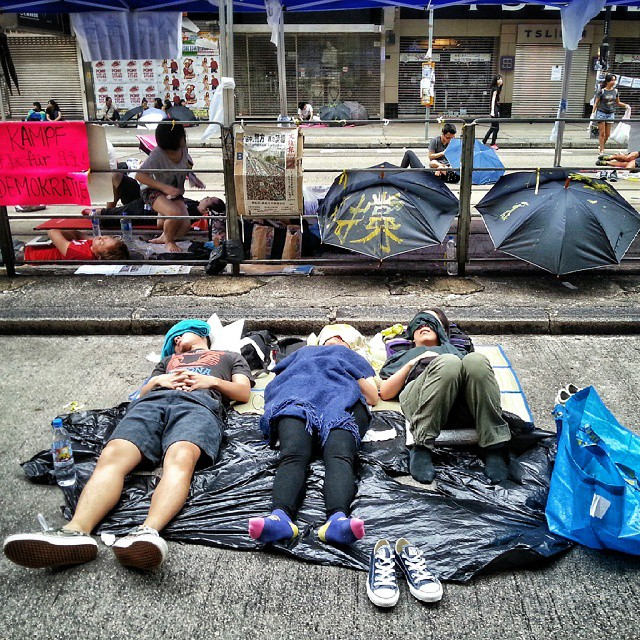
旺角示威者在街道上熟睡
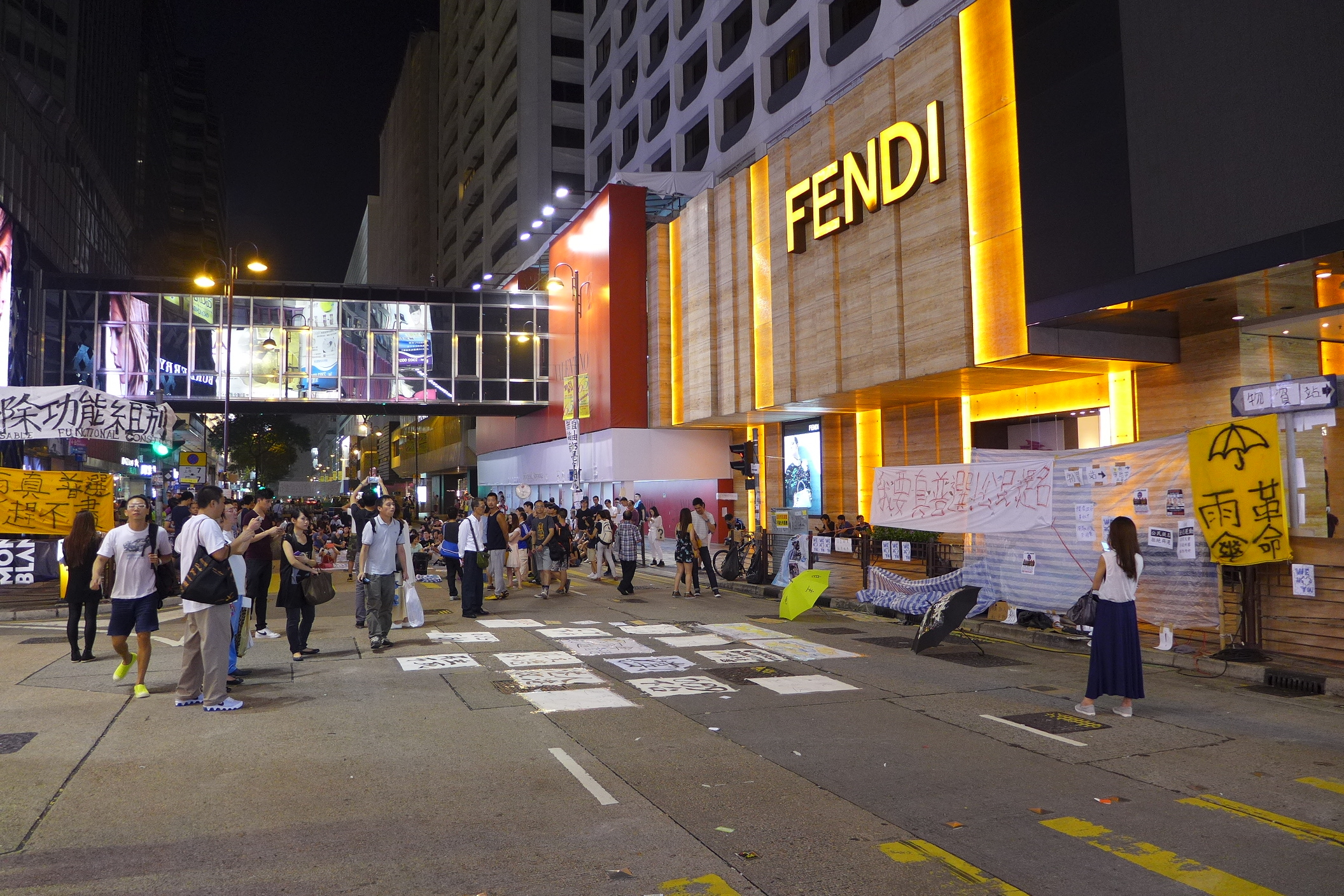
尖沙咀集會現場夜間氣氛平靜，示威者人數不多
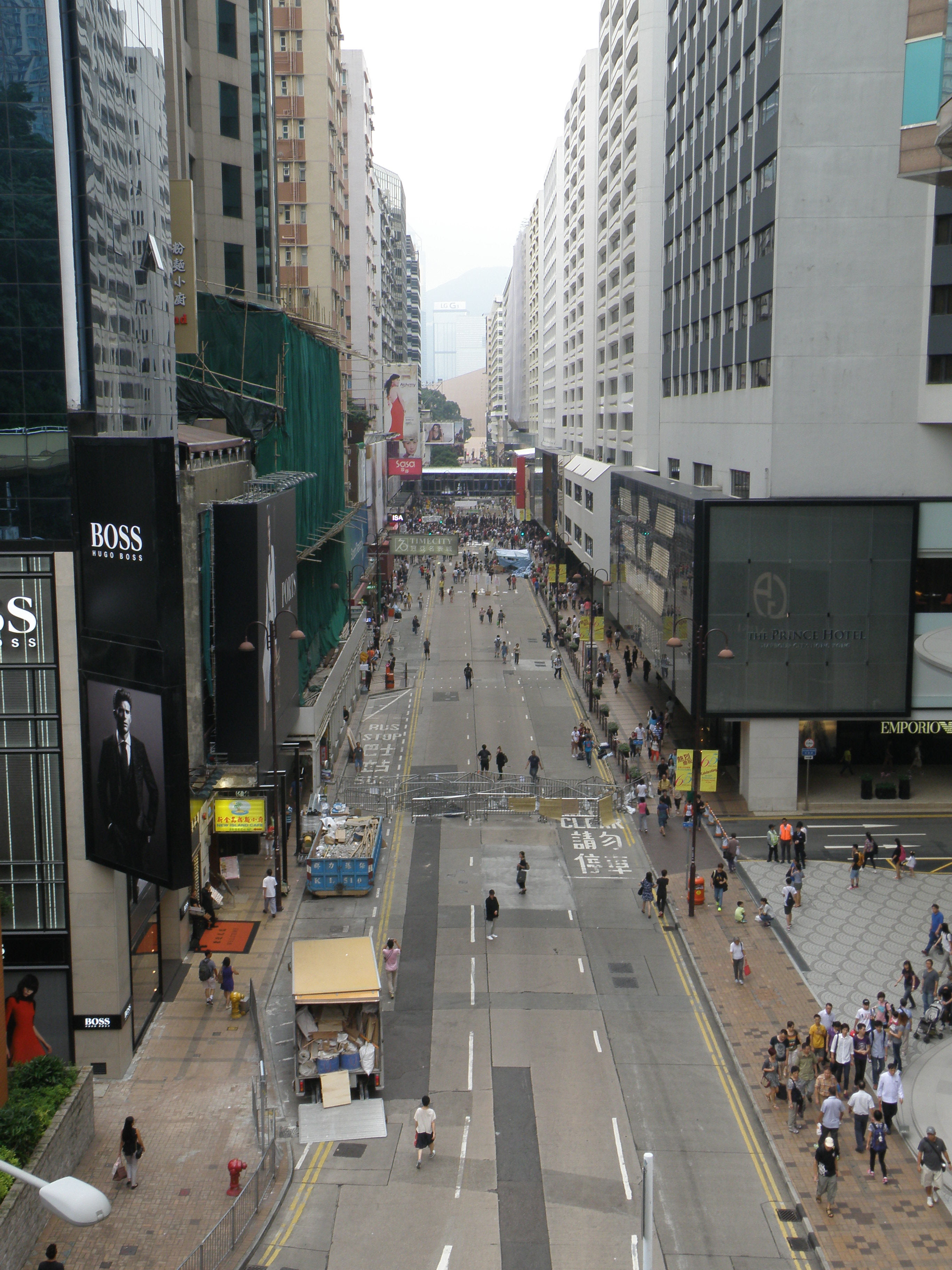
日間俯瞰尖沙咀佔領情況

清晨5时许，金鐘添美道忽然出現幾名身穿藍色單車衫、寫有「佔中糾察隊」字樣的人士抵達。他們聲稱要運送物資，並要求集會人士拆除部分鐵馬。但是，集會人士質疑其身份真偽，以及是否必要拆除鐵馬。期間更一度聚集了幾百人，最後「糾察」離開。其後學聯和民主黨成員黃偉賢澄清那幾名「糾察」都是「和平佔中」的糾察隊。
在旺角，早上集會人數減少。警方再次派出談判專家，勸喻示威者讓出馬路作緊急通道。但示威者沒有理會，警方隨即離開。有集會人士指警方的談判專家每日重覆同樣說話，說完就離開，故質疑警方並非真心想跟他們談判。現場亦不時有途人和居民與示威者口角，不滿集會者深夜時份聲浪過大，令附近居民難以入睡，需由糾察調停。在尖沙咀廣東道聚集人數亦不多。除了部分金舖外，大部分商店都照常營業。在場人士呼籲不要拆走鐵馬。在銅鑼灣集會現場日間氣氛平靜，並無警員在場。大約百多人示威者繼續佔據一段怡和街和軒尼詩道。有市民經過時指罵示威者阻塞交通。附近商舖則照常營業，有商戶表示人流同平日一樣，沒有受到特別大影響。期間有路人跟部份示威者口角，其他示威者立即呼籲雙方冷靜。
反佔中運動集會
占领行動踏入第五日，香港多个民间团体举行活动，启动反对“占领中环”的蓝丝带行动。反佔中組織以蓝丝带作為象徵物，並指出藍絲帶代表天空及海洋，象徵着海阔天空。参与民众高呼“香港是我家，不要破坏她”、“香港是我家，一齐保护她”等口号。但藍絲帶在同年2月至3月曾被香港記者協會用作守護新聞自由的象徵，當時接連發生商業電台節目主持李慧玲被無理解僱、《明報》前總編輯劉進圖被斬傷等多宗侵害新聞自由的事件，引發連續兩週的遊行，分別有6000人及1萬3千人上街；上述反佔中組織並沒有參與，甚至企圖「打對台」。後來反佔中組織更毆打佔領人士及記者，令藍絲帶守護新聞自由的意義蕩然無存，更有網民認為藍絲帶已變成暴力的象徵。
持反對佔中立場的香港家長聯會會長李偲嫣和退休高級督察的親中共人士冼澤正發起支持警方及反对“占领中环”的藍絲帶運動，於尖沙咀鐘樓前舉行發布會，有50人在場。另一方面，反對佔中的「六四真相」在深水埗擺設街站，呼籲的市民簽名支持。
警方運裝備入特首辦
下午4時許，集會人士應警方要求開路讓一輛救護車駛入，但兩架警車想尾隨進入，數十名集會人士即以身體截擋警車，要求警方交待警車執行甚麼職務。警方最初解釋是換班及運送物資，其後雙方對峙並發生推撞。而原本在添馬公園靜坐市民亦陸續趕抵添華道加入阻止警車的人群。經交涉後，兩架警車始駛回龍和道行車綫。警車駛回龍和道後，60名警員與守護防綫的集會市民發起口角，由於警車無法進入，警員將近百袋藍色尼龍袋寫上「SUP TW」的物資、最少20枝旗、盾牌、黃色大桶胡椒噴霧、一桶寫有「CS Grenade」（催淚彈）及一桶寫明是「橡膠子彈」的大桶運入特首辦內，令示威者更為憤怒。警方在下午承认此事。
其後，數百名警員進駐特首辦外，手持警棍、盾牌及警告旗幟，部分人員有防暴裝備，多部警車泊附近。警方多番表示，政府不會容許政府建築物被衝擊，又說警方絕不會坐視不理。晚上更出稿警告，示威人士切勿衝擊特首辦、政總和該處的警方防線，若示威者拒絕聽從勸喻和警告，將果斷執法。
緊張氣氛升溫，特首辦外聚集了逾3000人，少數情緒激動的示威者一度稱要衝擊特首辦，但被其他示威者叫停。晚上8时许，繼續有市民聚集，特首辦外有示威者突然衝出龍和道，並意圖架起鐵馬封鎖兩邊行車線，被其他集會人士阻止，又勸喻衝出馬路的集會人士返回行人路，以免警方以此為藉口清場。部份反對佔據龍和道集會人士手拖手築成人鏈開路，確保車輛順利駛往對面行車線，對交通未有造成太大影響。
晚上9時左右，學聯向林鄭月娥發出公開信，表示「梁振英失信於民，已無管治威信；學生和政府的對話，政改是唯一議題；確立平等權利，實行真普選、真民主；在一國兩制框架下，香港問題，香港解決；政治問題，政治解決」。不過，信中並無再提要求梁下台。

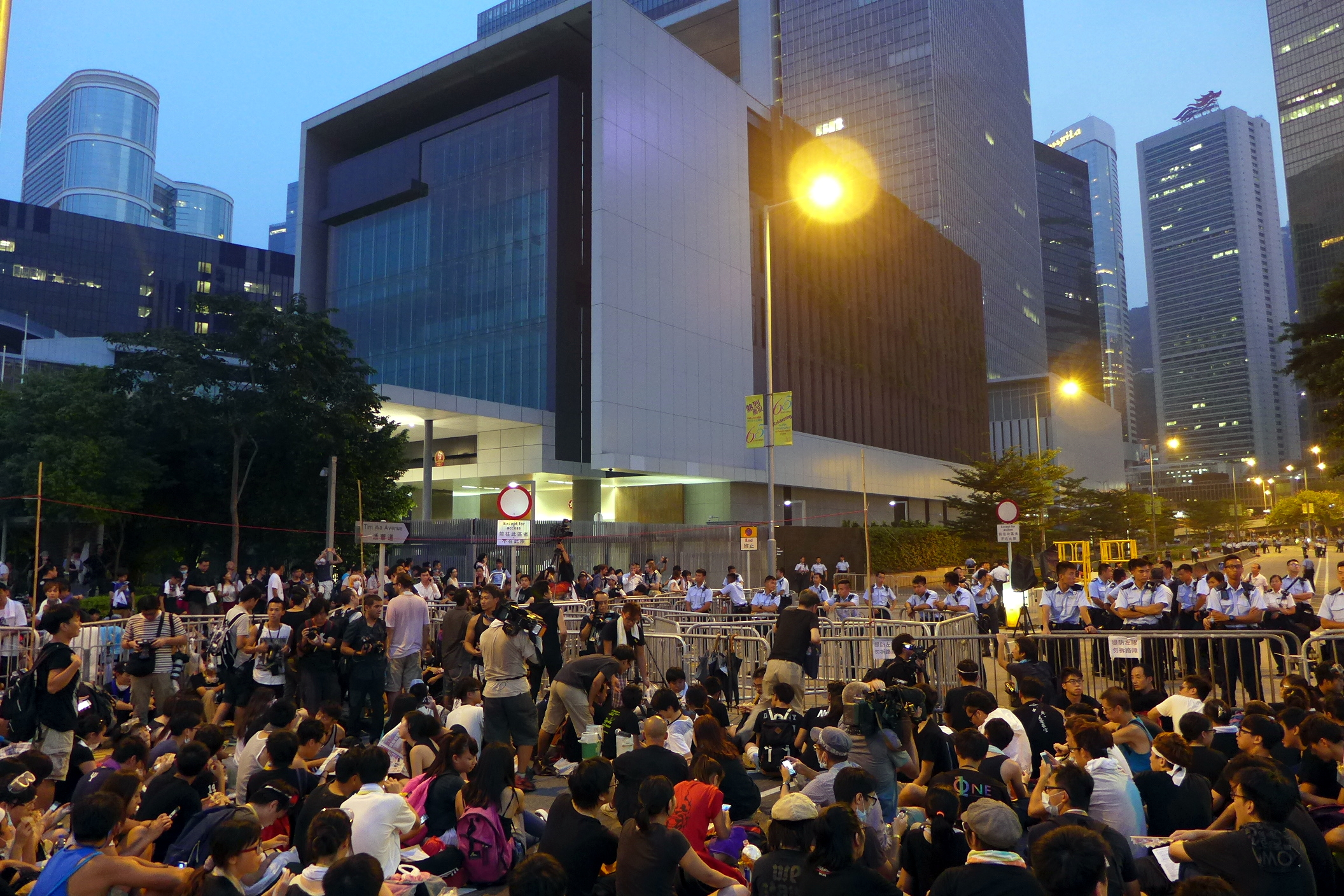
集會人士陸續在特首辦外靜坐
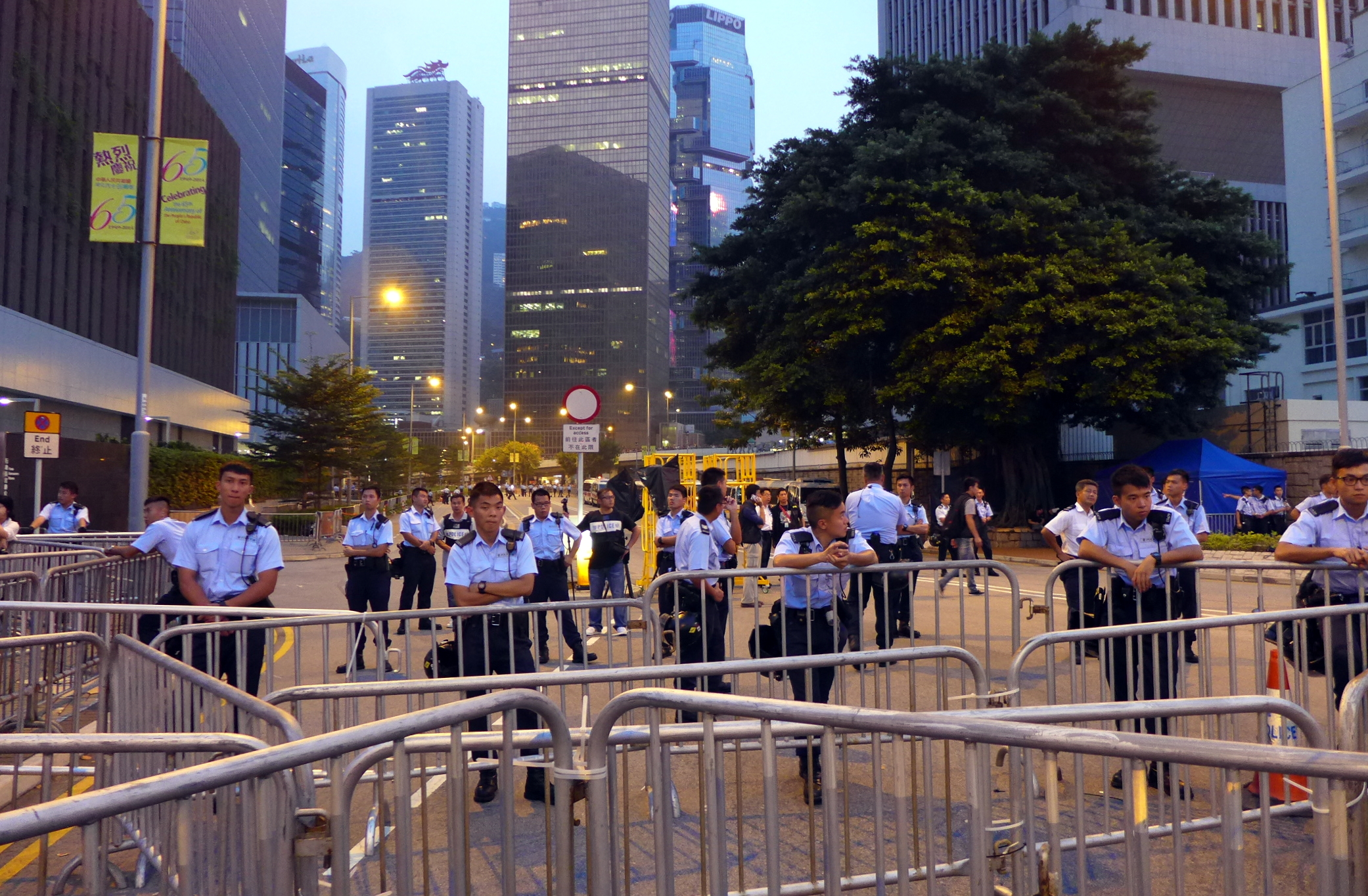
警員進駐特首辦外
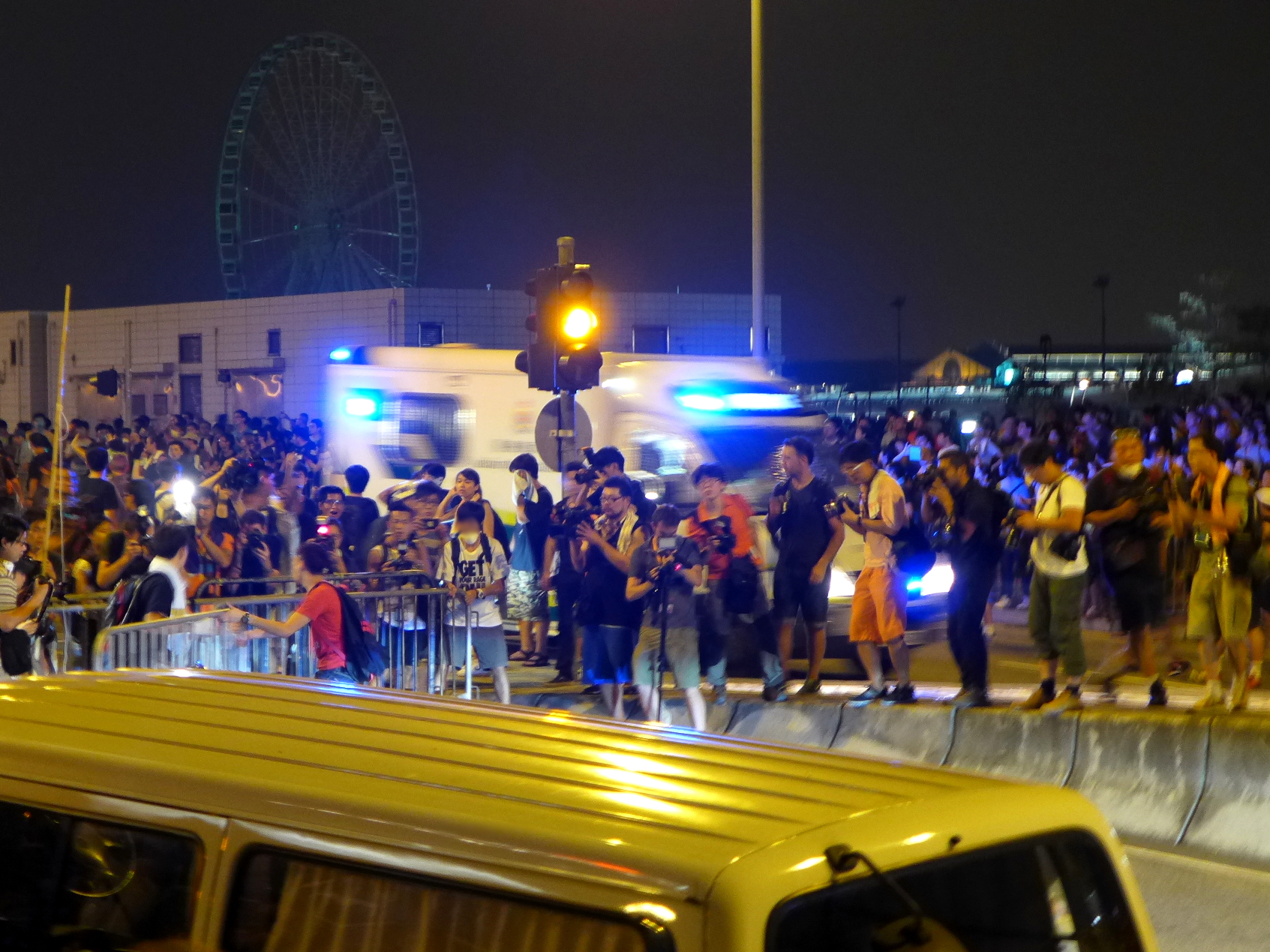
少數激動示威者一度衝出龍和道，並意圖架起鐵馬封鎖兩邊行車線，很快被其他集會人士阻止
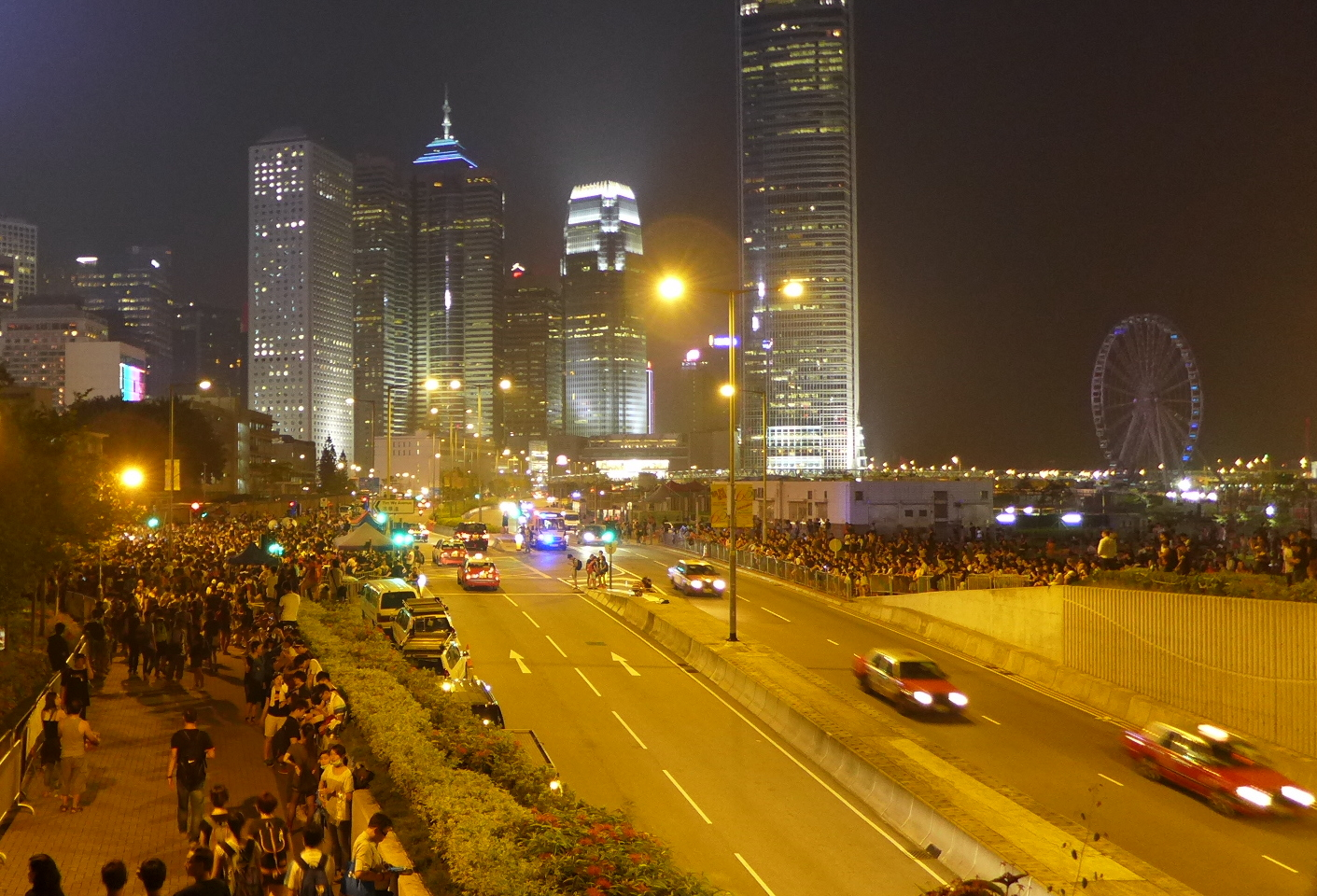
龍和道兩旁在晚間聚集了超過3000人
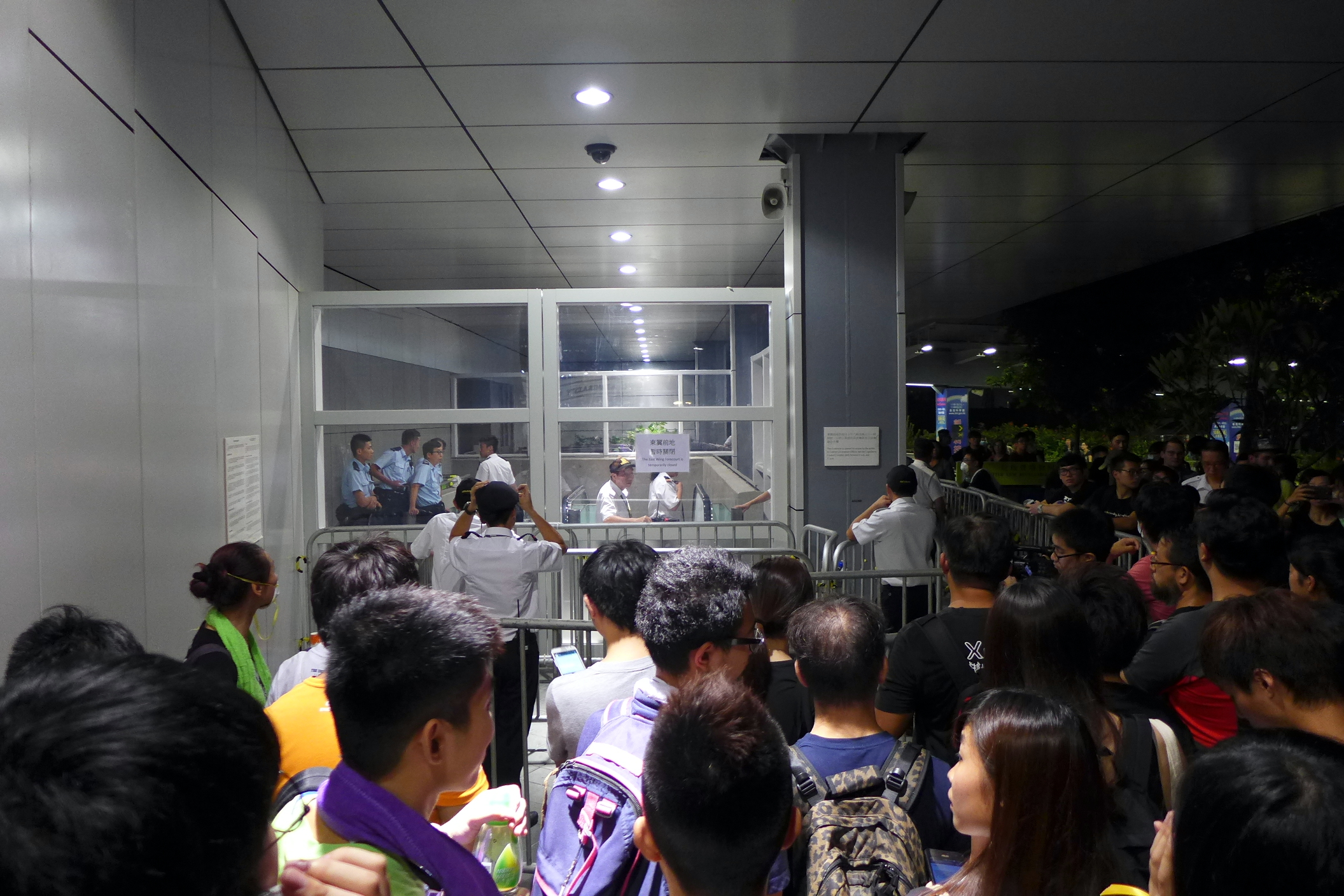
示威者堵塞往政總東翼入口，阻止政府人員上班

港大中大校長到場
晚上11時09分，即特首梁振英舉行記者會前，香港大學校長馬斐森及中文大學校長沈祖堯突然結伴到特首辦外見學生，呼籲示威者冷靜，勿引發衝突，以免前功盡廢，贏得學生熱烈掌聲。二人稱，他們是主動決定到現場，並非受政府所託。他們在逗留約1小時，與學生領袖會面後離開。
出現新轉機 林鄭短期晤學生
行政長官梁振英及政務司司長林鄭月娥晚上11時40分於禮賓府召開記者會，回應學聯公開信，行政長官稱已委託政務司司長短期內與學生見面，並稱政府總部、行政長官辦公室等是政府機構重地，若受到衝擊，警方會認真處理。梁振英亦強調不會辭去行政長官職務。當行政長官及政務司司長會見傳媒期間，特首辦外的示威者以手機及收音機等聽取直播，氣氛大致平靜，沒特別起哄，但有人對行政長官的回應表示失望。其後部分示威者欲衝出龍和道，在場者大叫「冷靜、回來」，又自發手牽手守住兩旁的行人路，防止有人衝出。

## 10月3日
政總一帶集會情況
清晨及早上8時07分，警方兩次要求在龍和道聚集的示威者開路，讓運送早餐及清水的貨車進入，但示威者基於不信任，而警方用作送飯的貨車車身上貼有爆炸品、軍火等標誌，所以示威者拒絕讓貨車通過。警方強烈讉責事件，遺憾未能與示威者達成共識，令在政總當值的警察不能享有基本物資。有示威者建議，指可幫助警方以人手運送物資。警方表示「人手送飯」並非合理安排。
早上8時，約30至40名示威者堵塞往政總天橋阻止政府人員上班。到早上8時半，政府指由於通往添馬政府總部的通道受阻，行政署宣佈政府總部暫停開放，在政府總部工作的員工毋須返回工作地點，並應按照所屬決策局或部門的應變計劃工作。政總投標箱暫時不接收投標書。唯有政總上班的員工指出，8時半後已經可以暢通無阻進入政總，質疑行政署刻意在公務員及市民間製造矛盾。據蘋果日報記者觀察，佔領市民主要守着海富中心通往政府總部的通道，部份員工能順利入內，佔領市民雖然一度收緊限制，任何人只能離開不能進，但在中午時分，政府總部人員已經能夠自由進出。
而《蘋果日報》亦報導，有被傳媒攝入鏡頭的「被阻上班者」，原來是臨時演員。香港獨立媒體再向電影業界中人核實，確實此人黃X權確乃臨時演員。後來蘋果日報找到黃海權，黃表示自己是日薪保安。。
上午10時許，示威人士繼續堵塞添華道特首辦外，警方表示一名警員暈倒，要求示威者讓路給救護車通過，示威者拒絕，在場警員一度與示威者推撞，強行開出一條路，最後成功開出一條通道讓救護車開走，之後示威者再度將通道阻塞。
銅鑼灣、灣仔清場
在灣仔告士打道及銅鑼灣在場集會人士「人丁單薄」下，多名警員拆除示威者設置多日的路障，交通故逐步恢復。波斯富街以西的軒尼詩道，波斯富街行車路重開，而利園山道亦同時重開，車輛可左轉軒尼詩道。
銅鑼灣旺角同時受反佔中人士襲擊

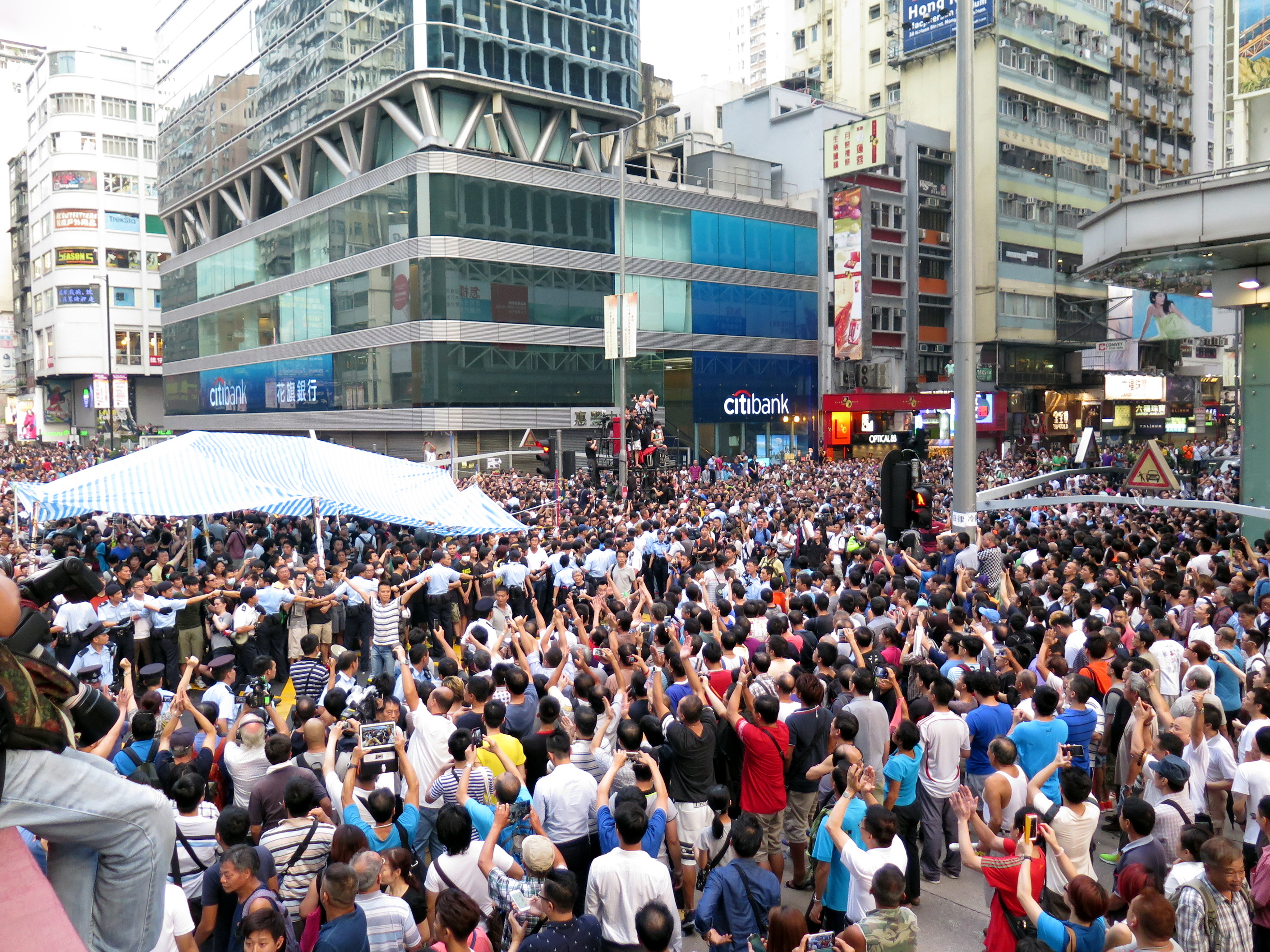
反佔中示威者到旺角包圍佔中示威者，並在佔中示威者前拍照留念

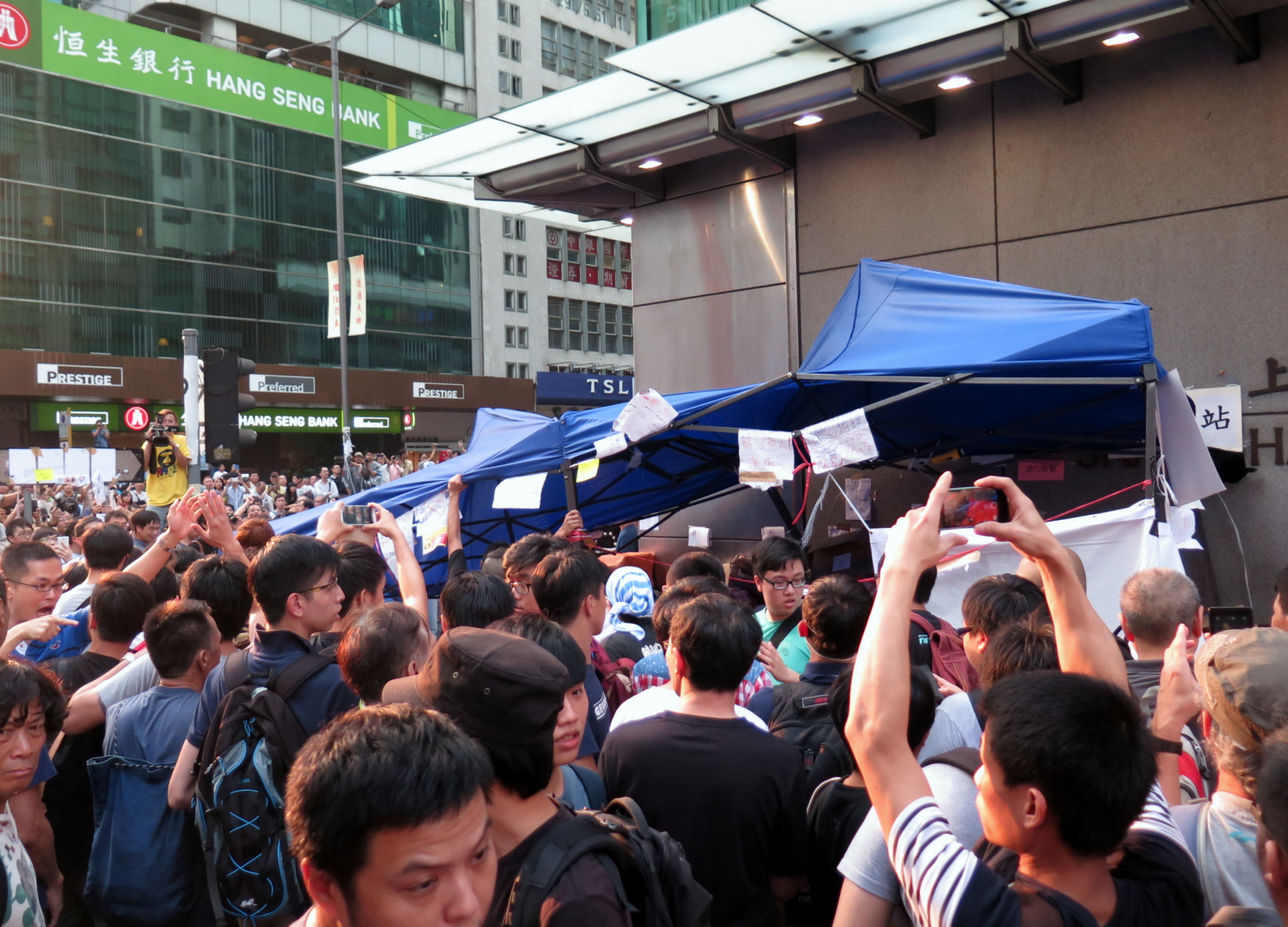
反佔中示威者拆毁佔領者的帳篷

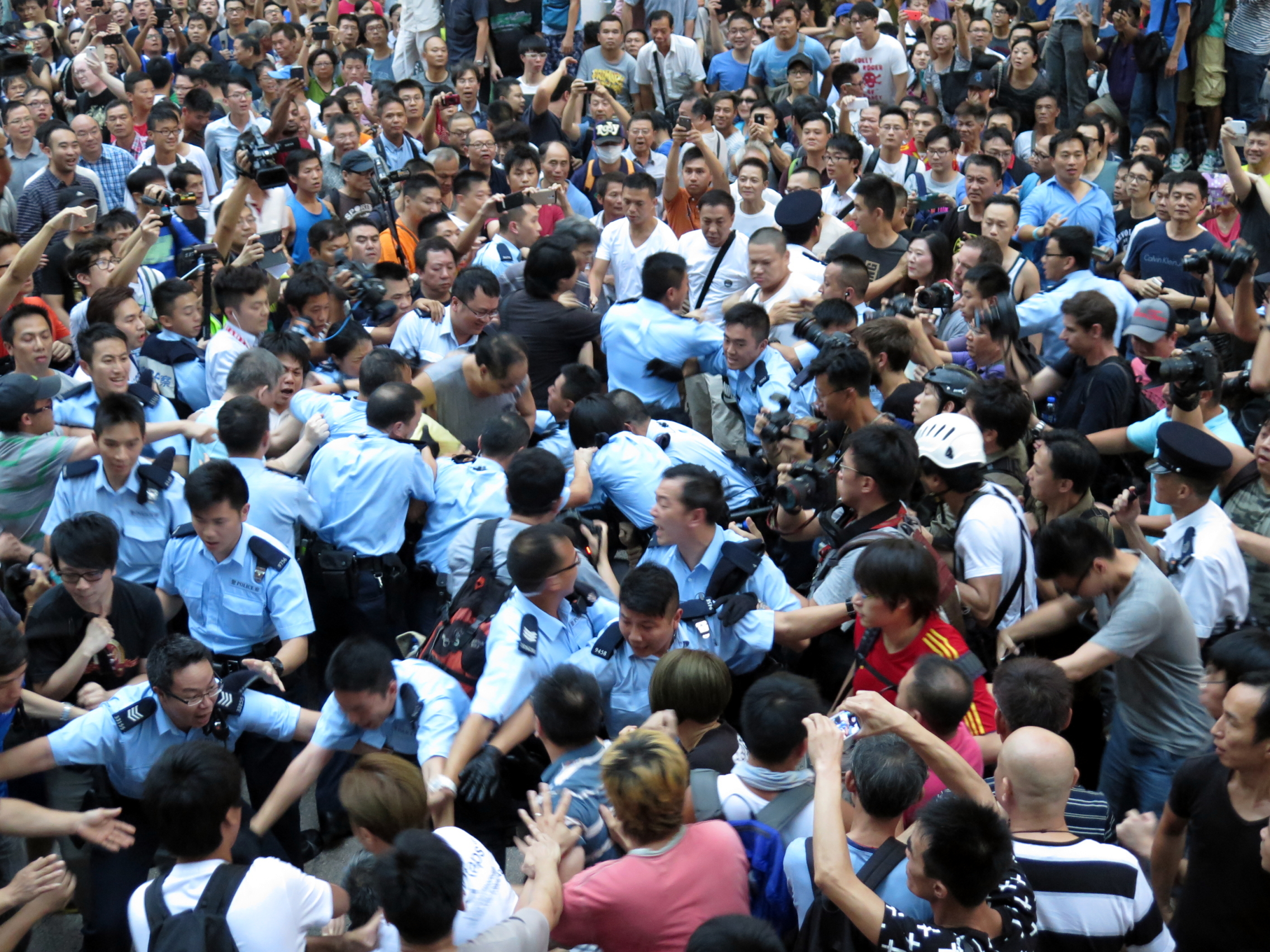
警員開路協助反佔中示威者離開，期間多次有佔中示威者被在場的反佔中示威者追打及挑釁指罵，現場十分混亂，警員隨即加派人員控制場面

在旺角彌敦道及亞皆老街的集會地點，約在下午2時開始，有大批反佔中示威者到達旺角，且人數是示威者的數倍。反佔中示威者四出挑釁指罵和推撞，不斷拆毁在場的帳篷及路障，並追打集會人士。他們亦不時向集會人士和在場記者投擲雜物。集會人士批評警方並未有效地阻止反佔中人士的襲擊。有市民得知警方未有阻止反佔中人士的暴行，在下班後趕到現場，希望保護和支持現場學生。另一方面，愛港之聲召集人陳淨心在Facebook專頁留言，指「情況危急，緊急召集熱血之仕」，呼籲民眾晚上6點在旺角雅蘭商場集合，到旺角清除鐵馬，並將行動命名為「光復香港」。
到傍晚，反佔中人士不斷增多。警員在安全考慮下，將停留在彌敦道多日的巴士由司機駛出，並開路協助集會人士離開。期間有集會人士被在場的反佔中示威者追打及挑釁指罵，警員隨即加派人員控制場面，集會者斥警方並無有效地阻止反佔中暴徒的行為。但由於現時大批反佔中人士繼續包圍集會人士，現場不時有打鬥事件。混亂中至少兩名男子頭部受傷。其中一名男子被人打至頭破血流，由警員扶到港鐵站出口。被打傷至頭部流血的男子稱，他在十字路口被反佔中人士襲擊，過程約十秒。他表示，自己支持學生，到場保護學生，期間被十多人包圍，頭部再被腳踢。他批評警方完全不執法，漠視市民安全，指警方助長暴力，揚言一定會追究。而佩戴藍絲帶的示威者情緒激動，大喊：「清場！清場！」、「打死他！」香港記者協會指，有女記者在旺角採訪反佔中與佔中示威者衝突時，遭一名男子用硬物敲打手臂。
多家外國傳媒的報道均稱該些反佔中示威者為「暴徒」 。而佔中示威者亦稱，若警方不阻止反佔中人士的暴力行為，就會終止與政府的對話。和平佔中和學聯宣布棄守旺角，往金鐘集會現場，但無人理會。佔中發起人之一戴耀廷呼籲旺角集會人士離開，到金鐘互相守護。學聯副秘書長岑敖暉表示「不想（集會人士）流任何一滴血同有任何傷害」，呼籲於旺角集會人士遇傷害時要立即撤離。學民思潮發言人周庭亦呼籲佔中支持者盡快離開旺角。有佔中示威者不滿警方沒有及時制止反佔中人士發起的「自發清場」暴力行動 ，有網民隨即在Facebook開設一個「反佔中暴徒認人組」，收集圖片、影片，希望能找出施暴者，然後交警方處理。
晚上10時16分，特首梁振英突然發出廣播視頻，緊急呼籲在旺角、銅鑼灣現場市民盡快和平散去，學生立即離開示威現場。他亦呼籲無論對「佔中」持什麼態度，都要保持冷靜，任何情況下都不應使用暴力或破壞社會秩序。
凌晨2時後，有警員在旺角朗豪坊對開登上一輛警車準備交更，但被大批佔中示威者包圍，佔中示威者指責警方包庇黑社會和暴力份子，導致旺角發生流血衝突。他們要求警方向民眾交代，否則不會讓警車離開。而大批示威者凌晨在旺角多處包圍警方，在花園街逼退警方防線，逼令警方高舉紅旗警告。警方又在銀行中心附近，在無警告下施放胡椒噴霧。
警察公共關係科高級警司郭柏聰深夜會見記者回應旺角事件。他表示，因為現場面積廣大，人數極多，警方執法有一定難度。到凌晨4時半，警方宣布於旺角的反佔中衝突中，共拘捕20名男子。他們分別涉嫌在公眾場所打架、非法集結及毆打。事件中共12人受傷，另6名警員受傷，警方正深入調查，不排除更多人被捕。警方同時透露，其中8名非法集結疑犯有黑社會背景，而成報報導警方聲稱所拘捕的黑社會人物中，既有反佔中，也有佔中人士。對於有人指警方昨晚很久之後才到達旺角，他解釋其中一個原因是部分警員由金鐘到旺角，因道路阻塞不能使用警車，需要改為乘坐港鐵，因此用了1小時。唯據港鐵官網顯示，由金鐘乘港鐵往旺角，預計乘車時間僅為10分鐘。

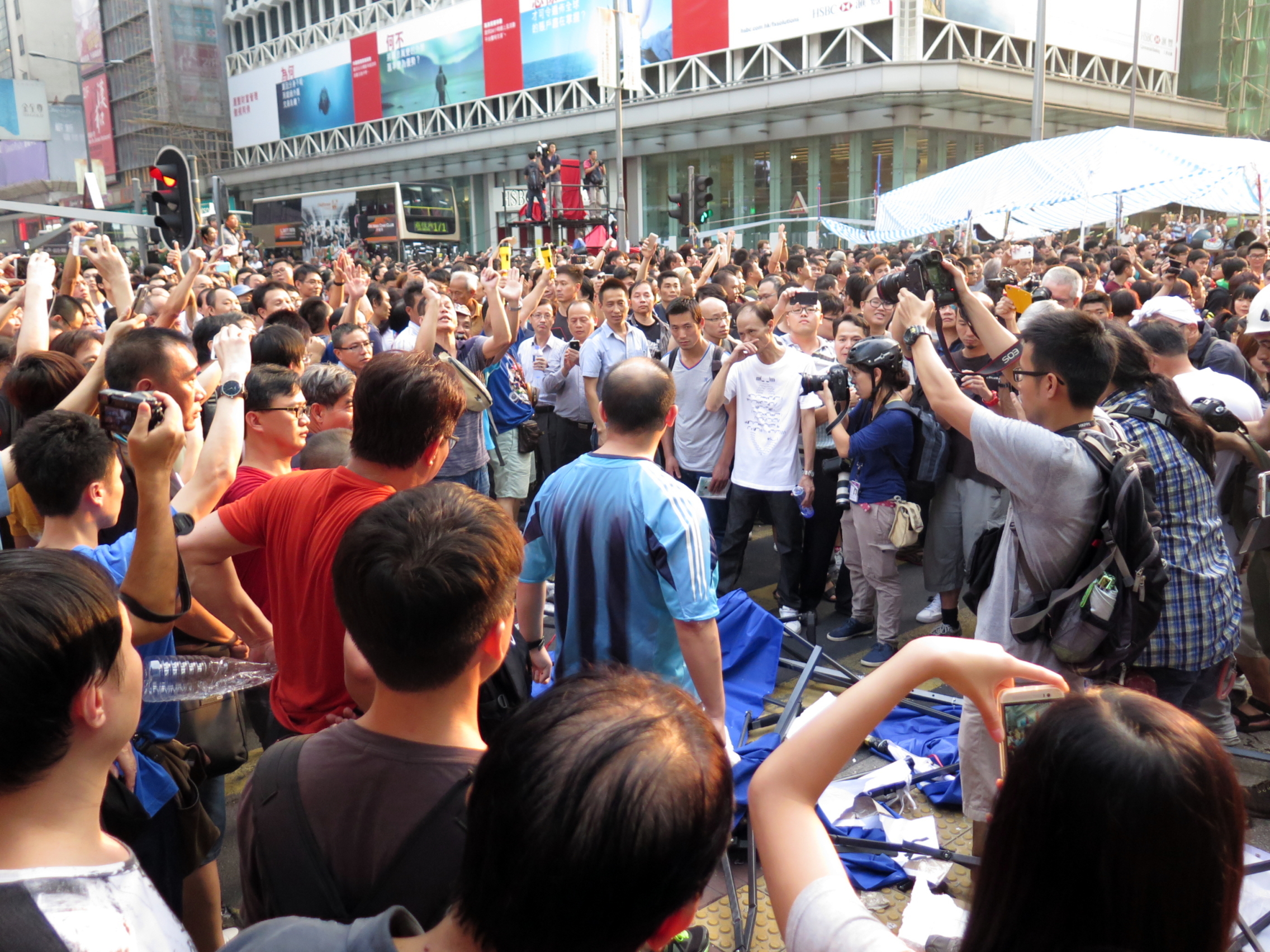
反佔中人士在旺角拆毁帳篷後熱烈鼓掌
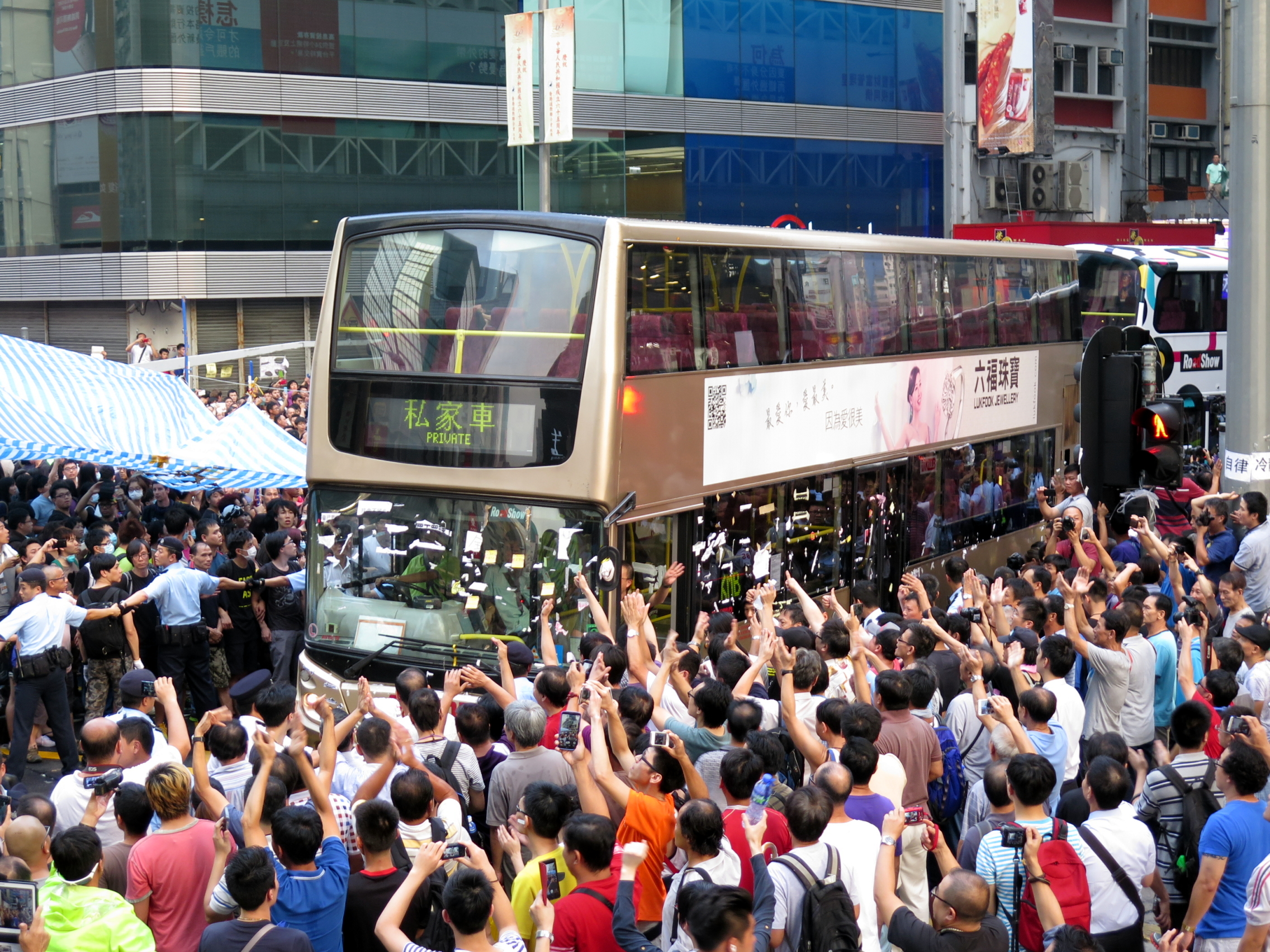
警員在安全考慮下，將停留在彌敦道多日的巴士由司機駛出
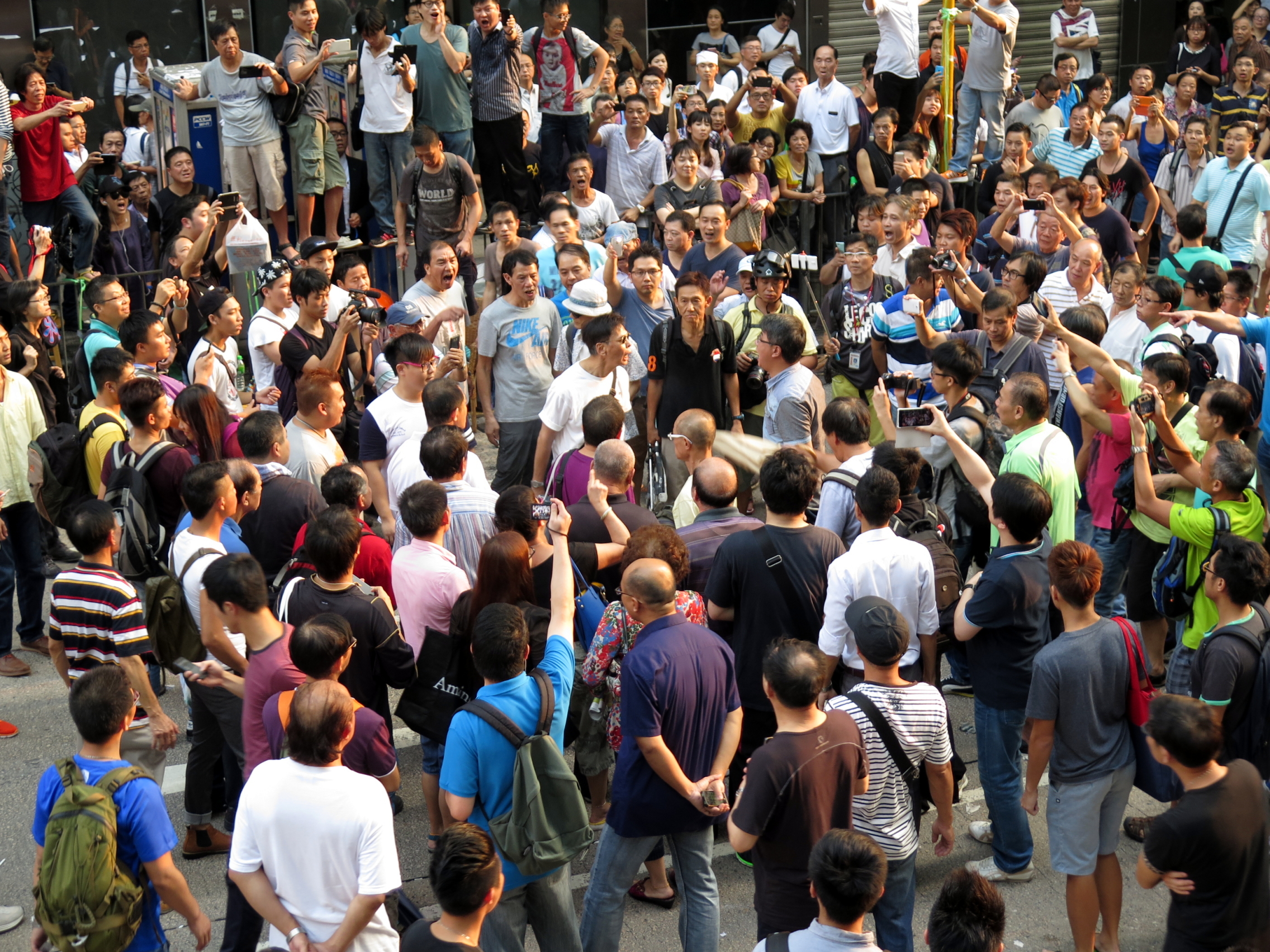
反佔中人士挑釁指罵集會人士
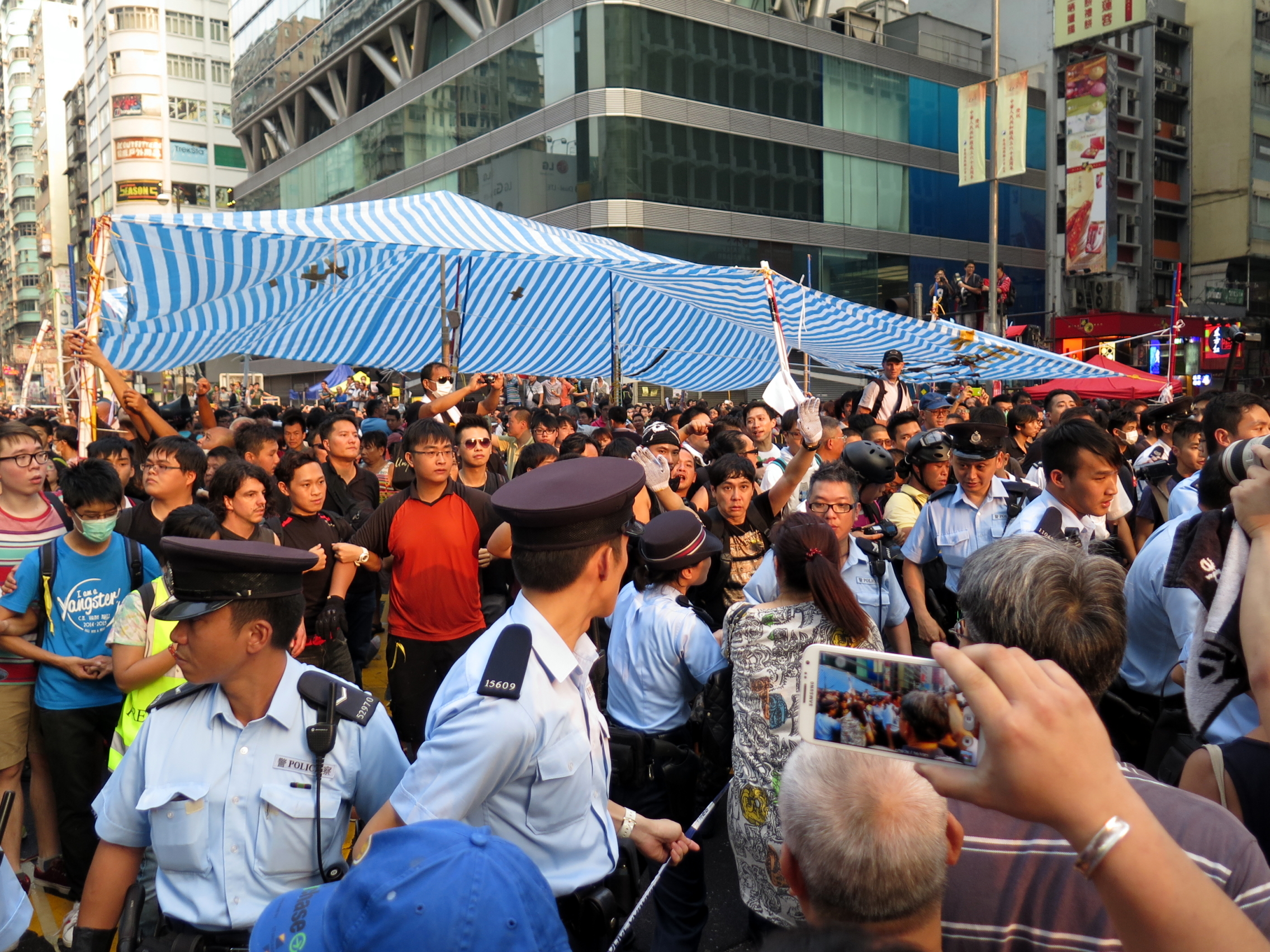
警員包圍集會人士，防止反佔中人士衝擊

銅鑼灣方面，示威者也遭數十名戴上口罩的反佔中人士攻擊。有示威者被追打，且多個鐵馬推跌。警方並無拘捕任何人或施放胡椒噴霧，而反佔中人士甚至以大型泥頭車運走在場鐵馬，並在警方開路下順利駛走。在場人士不滿警方放走戴上口罩的反佔中人士，一度包圍警車及與在場警員發生衝突並展開對罵。其中自發糾察的劉同學在銅鑼灣遇襲，被包圍及箍頸。曾習武的劉自衛，其後警方將雙方分隔並以不友善口脗認為劉是滋事者。劉認為警方處理有問題，並懷疑警察與施襲者是合謀。另一方面，喜記避風塘創辦人廖喜，涉嫌非禮一名少女，緊抱其大脾不放。少女大呼非禮，集會人士見狀即上前阻止。該男隨即躺在地上，緊抱鐵馬腳。在場警員勸喻時，更作狀嚎哭。
市民指參與衝擊可獲得金額報酬
網上流傳一張圖片，指在旺角、銅鑼灣行動並造成「拆物資站」、「成功造成混亂」等特定衝擊，可獲得金額報酬。《明報》記者嘗試致電圖片上的電話號碼，但未能接通。《蘋果日報》記者發現有可疑人士在旺角集會地點流連，其中一人更經常接聽電話，指「300元沒有風險」，懷疑跟反佔中人士衝擊集會有關。
《明報》亦報道有市民在黃昏接到民建聯區議員鍾嘉敏的助理以一千元酬勞請他到銅鑼灣叫口號。記者在10月4日中午在一會議上，找到鍾嘉敏，她承認其辦公室曾打出這通電話，但否認Johnny所講的電話內容。她表示被誣衊，計劃報警。
政務司司長林鄭月娥傍晚表示，全國人大就政改的決定不會撤回，會按人大定下的框架進行。她續說，學聯日前的公開信亦無強調撤回，亦同意現時處理的是政治問題，要政治方式處理，因此政府在兩三小時後正面回應，她希望對話可以盡快進行。對於旺角及銅鑼灣發生的衝突，令她好擔心，擔心街頭示威演變成為街頭暴力，希望示威人士盡快離開，亦希望不滿示威的人士，亦要保持理性，避免作出刺激大家的事，增加警察的負擔。
廣東道恢復通車 尖沙咀佔領區全面失守
晚上8時，尖沙咀廣東道一度有十多名集會人士留守拒絕離開，之後陸續有示威者被警方游說勸喻離開，道路重新開通。而由於尖沙咀只有此路被佔領，廣東道恢復行車標誌著尖沙咀佔領區全面失守，成為此運動中首個全面失守的佔領區。
學聯宣布擱置與政務司司長林鄭月娥對話
晚上9時50分，學聯發表聲明，宣佈擱置與政府對話，認為政府與警方「縱容黑社會與愛字頭暴力襲擊和平佔領者，無理打壓佔領運動，與民為敵，自斷對話之路，後果自負」。

## 10月4日
便裝警員到政總
凌晨1時20分，在中信天橋上，一班穿住警察背心的便裝警員突然衝向支持佔中的示威者，示威者退到中信大廈和政總交界後與警方發生推撞，多位警員拿出伸縮警棍指嚇示威者，又用伸縮警棍指嚇記者不要靠近，有示威者被按到地上，在場市民高叫警方放低警棍，但警員無任何反應，更一度帶上頭盔衝向示威者。
國際特赦組織香港分會發表聲明，講述10月3日香港有爭取民主的和平集會，被反對者攻擊，但香港警察未有盡責保護和平集會人士，有證人指婦女被性騷擾和非禮。國際特赦組織香港分會總幹事區美寶直指警方表現「可恥」。
美國駐香港及澳門總領事館向國民發出緊急通知，指昨日銅鑼灣及旺角都有反佔中人士向佔中支持者及學生作出肢體攻擊，導致局勢緊張，建議國民避免前往各個示威區。
旺角反佔中人仕與示威者衝突持續 記者遇襲
旺角全日繼續有示威者與反佔中人士及暴徒口角及推撞的情況，全日至少有逾50次大大小小的暴力衝突，包括反佔中人士涉嫌非禮在場女子，更有人帶同剪刀及刀割斷路障上的索帶。其中在彌敦道與奶路臣街交界，下午1時許，多名反佔中人士指罵示威者路障阻路，雙方一度推撞。警方其後增派人手到場，組成人鏈，將兩批人分隔開，並勸阻情緒激動的人士。現場大約有200人聚集。兩名香港電台電視部記者在現場採訪時被人襲擊。其中電視部記者麥嘉緯的眼鏡飛脫，左眼上方及鼻樑受傷，攝影機鏡頭亦都損毀。警方下午在現場拘捕一名56歲男子，涉嫌襲擊致造成實際身體傷害。案件由旺角警區刑事調查隊第五隊跟進。
另一方面，星期二凌晨駕車高速駛過旺角佔領場地的59歲男子，他下午到旺角示威現場，對示威者說，他有使用道路的權利，唯協助警方調查後，沒有被起訴。大批示威者包圍他，場面極度擠迫，示威者高呼要警方將他拘捕。十多名警員到場，將這名男子與示威者分隔，並將他帶上警車離開現場。
警方否認縱容黑幫
保安局局長黎棟國中午會見傳媒時表示，旺角在10月3日至4日凌晨發生衝突暴力行為，當局予以嚴厲譴責。至於為何不施放催淚彈，黎棟國表示，因為旺角環境狹窄人多，不宜放催淚煙。黎棟國又反駁警方縱容黑社會以及與黑社會合作的說法，他表示，有關政府縱容黑社會的指控是揑造事實，亦是嚴重指控，對已竭盡己職的警員極不公平，並強調反黑工作從來都是警方首要行動目標。
至10月6日，警察共拘捕37名疑犯，當中部份人士存在黑社會背景，涉嫌在公眾地方打架、非法集結、毆打、藏有攻擊性武器、非禮、刑事恐嚇、刑事毀壞及在公眾地方行為不檢等，暴力對待他人。至10月12日，被拘捕疑犯人數增加至47名。
集會情況

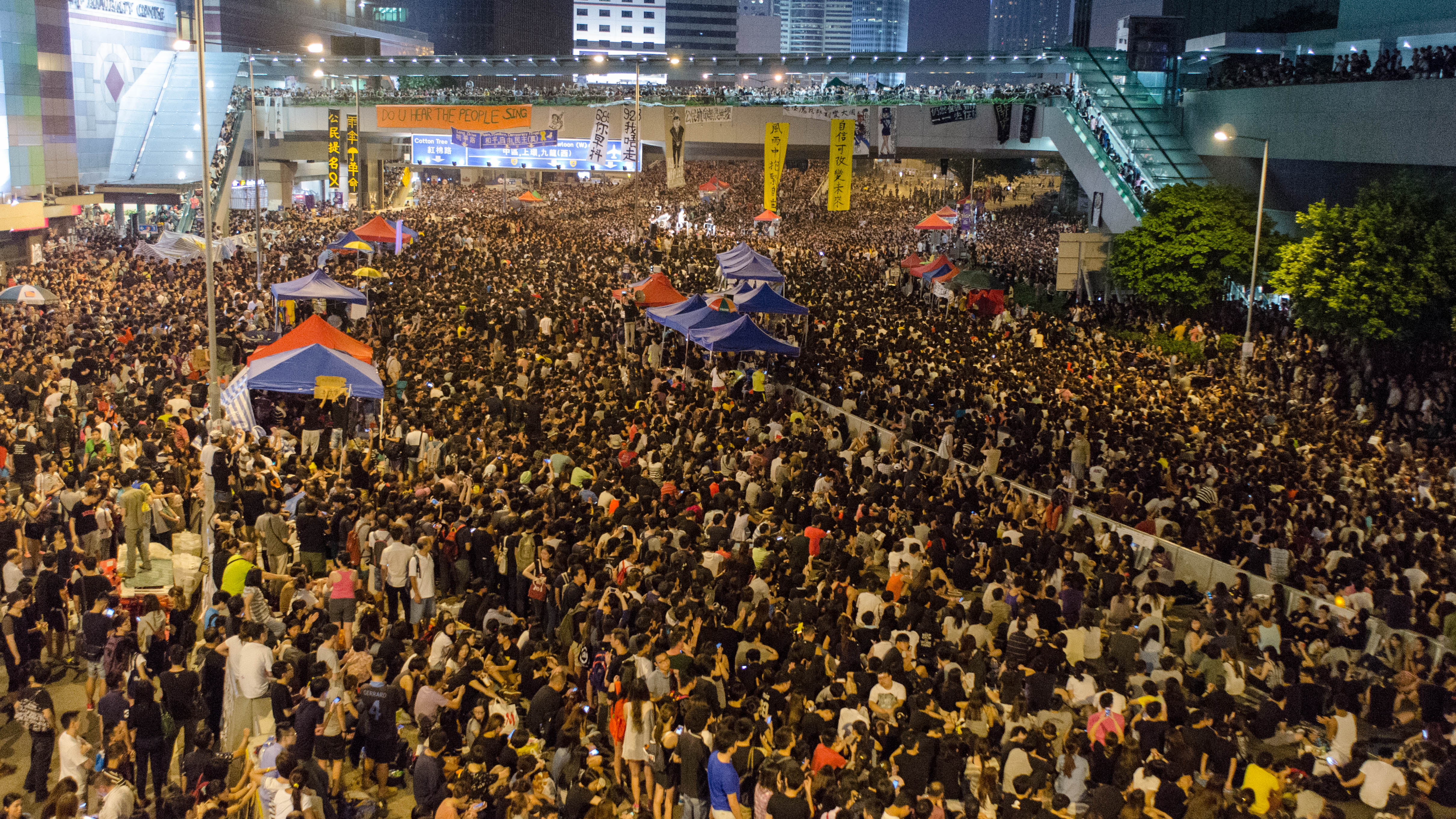
晚上金鐘舉行的集會，歌手黃耀明及何韻詩中演唱新歌《撐起雨傘》

上午9時，約200名大批反佔中的藍絲帶人士前往金鐘港鐵站，並與支持爭真普選的黃絲帶人士在站內互相指駡，部分藍絲帶人士穿著由香港家長聯會會長李偲嫣作為召集人的「正義聯盟」T恤，稱會到警察總部撐警執法。而金鐘海富中心附近的示威者組人牆嚴防。
下午，理工大學校長唐偉章、浸會大學校長陳新滋、科技大學校長陳繁昌、嶺南大學鄭國漢及教育學院校長張仁良，到達金鐘集會現場，探望學生及視察物資站情況。
晚上8時，歌手黃耀明及何韻詩在金鐘舉行的集會中演唱新歌《撐起雨傘》。
10月4日，香港影视大亨，有黑社會背景的中国星集团有限公司主席向华强太太陈岚参加“蓝丝带运动”公开支持反占中行动。陈岚一行自愿自发的「愛國愛港」人士约有三千人参与。在尖沙咀呼吁大家别受人利用，一定要保护香港“东方之珠”的美誉。在此行动中他们表示“保护香港，支持警察，支持政府。热爱祖国！”
學聯願意再次與林郑月娥對話
學聯於晚上11時回應政府的緊急聲明。學聯重申，集會運動目標是希望確立香港市民擁有平等權利，實行真普選。聲明指出，只要政府承諾徹查事件，正視警方疏於執法的指控，學聯願意再次促成對話。學聯亦表示，由於梁振英漠視民意，他們不會與梁振英直接對話。

## 10月5日
男子涉非禮獲釋 百名示威者一度包圍旺角警署

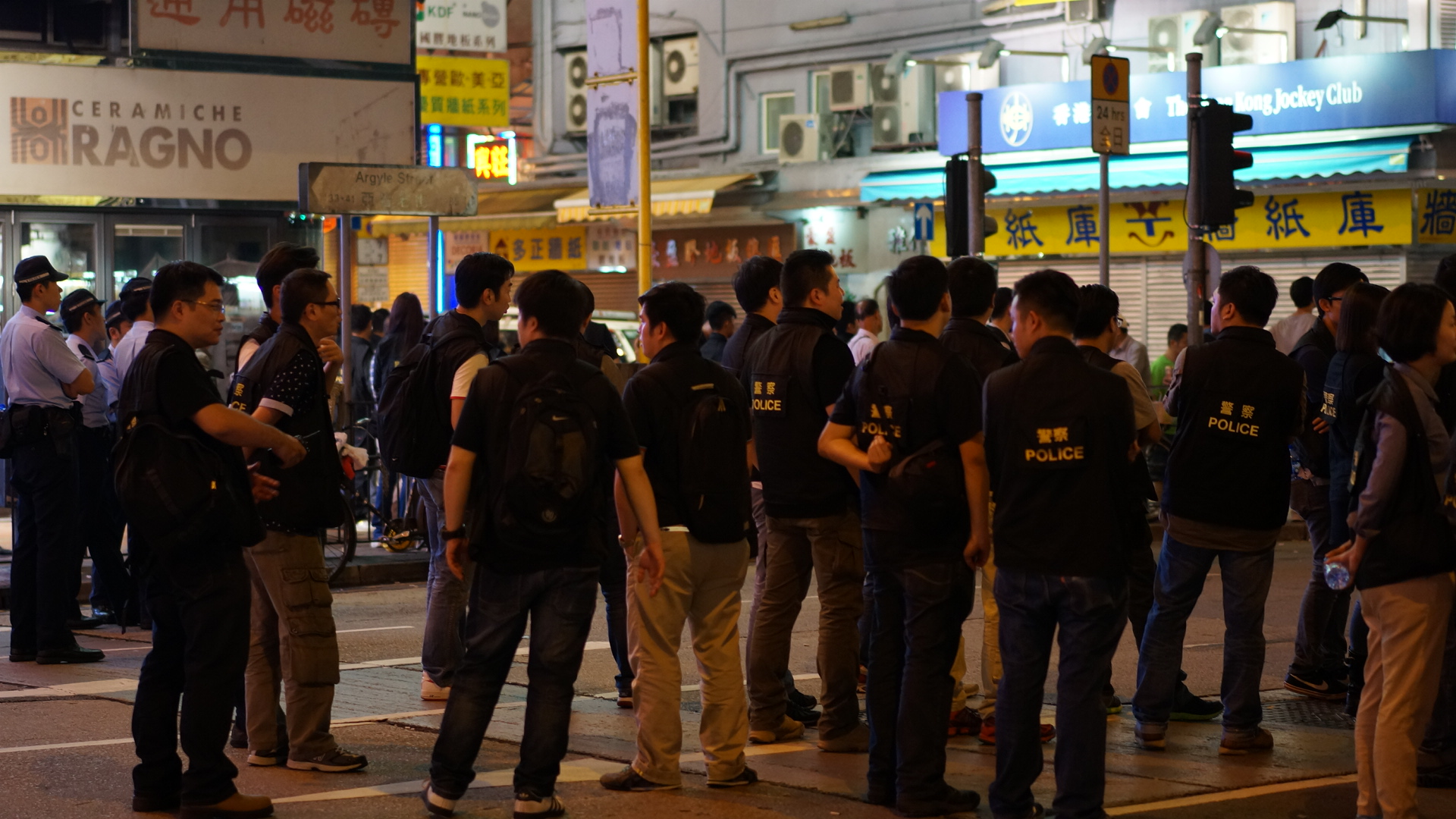
警方增派多名反黑組探員到場維持秩序

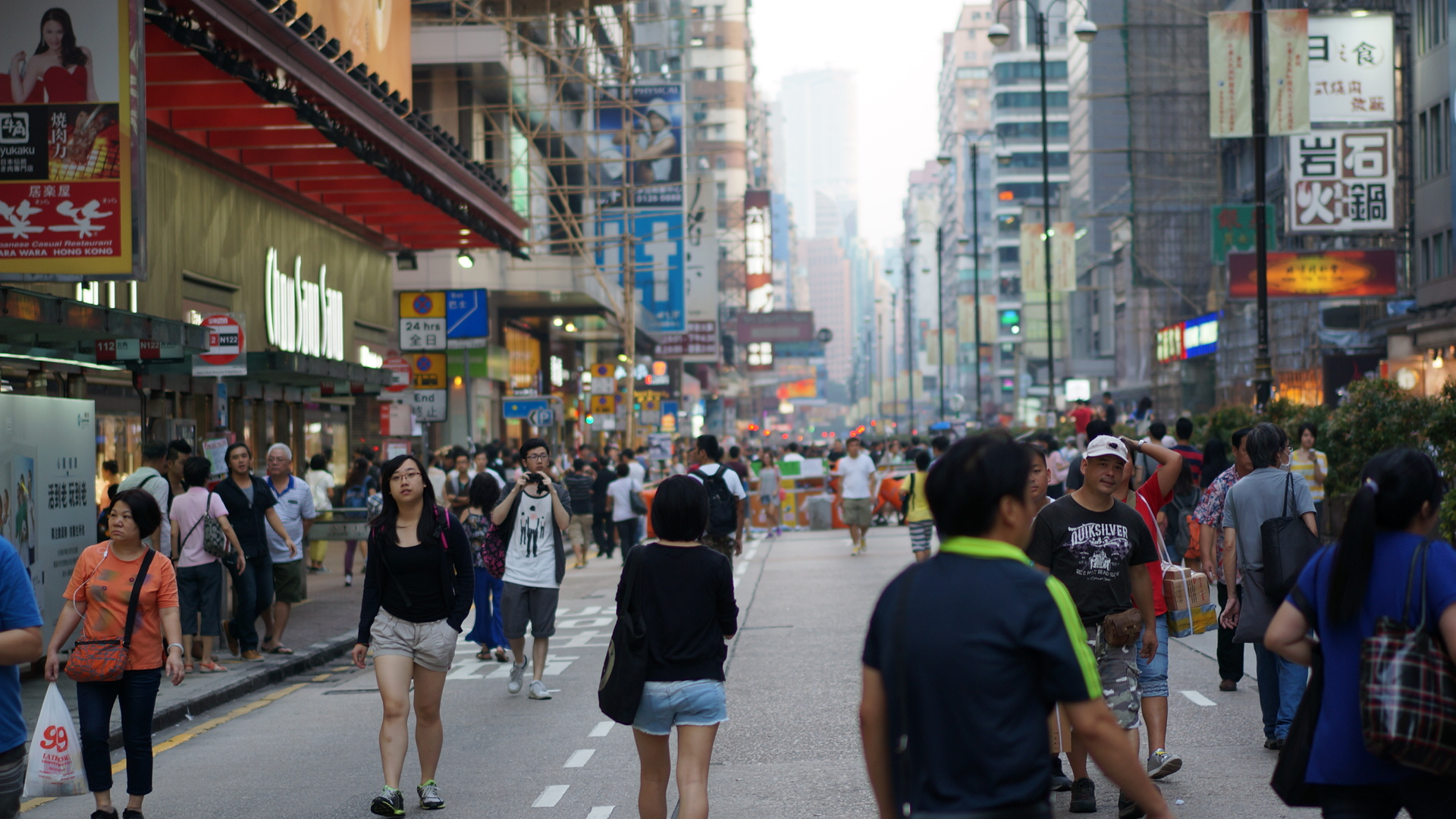
旺角彌敦道變為「行人專用區」

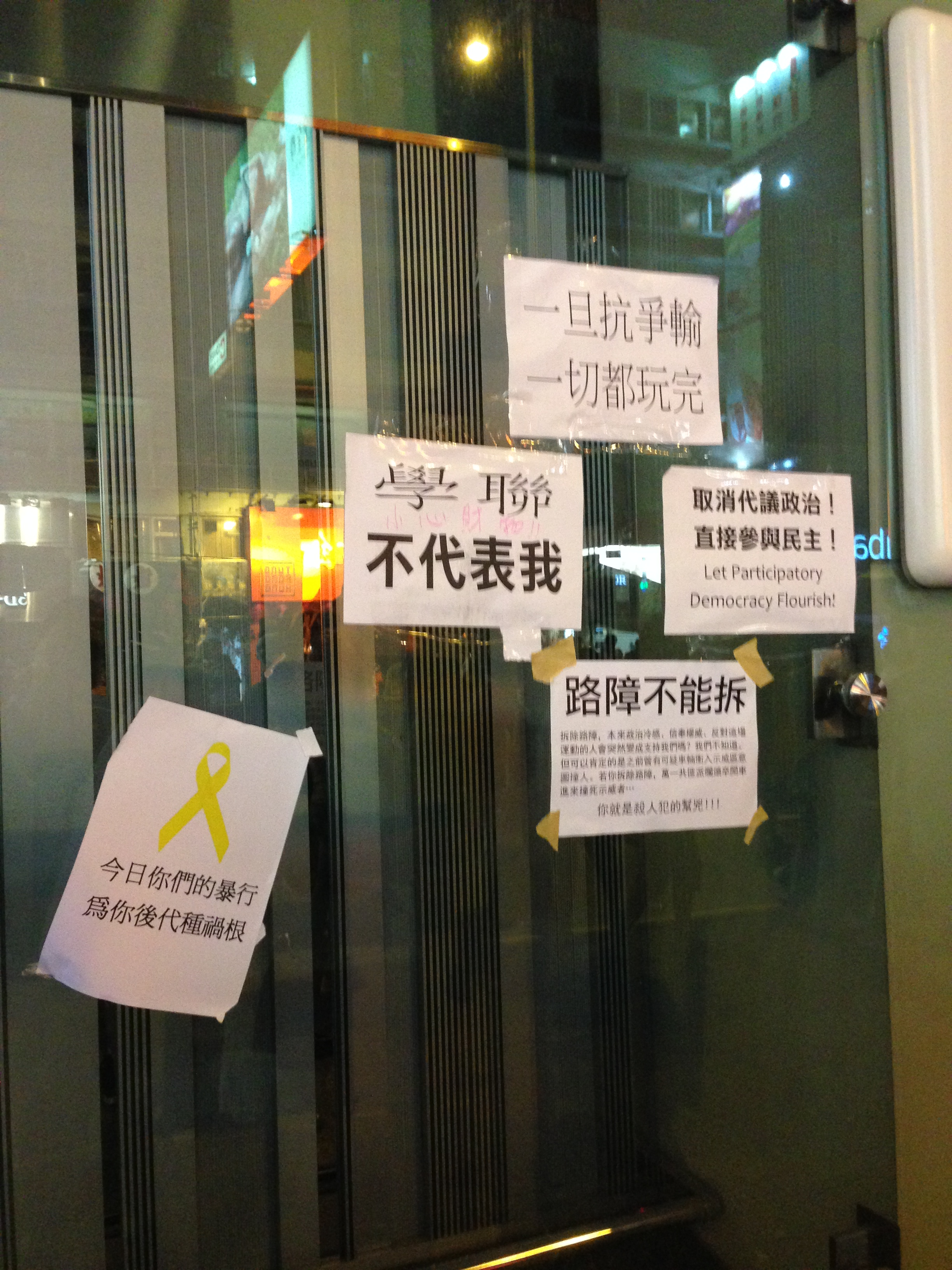
學聯呼籲市民撤離的決定引起一部分市民的反對，加上佔領旺角、銅鑼灣、尖沙咀屬市民自發，故於集會場地常見「學聯不代表我」海報

凌晨12時半，一名被指在旺角集會區非禮女子的男子，被警方帶走後獲釋，近百人不滿警方處理手法，到旺角警署外聲援，叫口號又拍打外牆。警方至少施放4次胡椒噴霧驅散人群。其後示威者和平散去。
集會情況
旺角集會區現場日間出現零星衝突。警方下午近1時許，突然增派160名機動部隊（PTU）警員及多名反黑組探員到場，分批把守在集會中心位置四角，一度令現場氣氛變得緊張。
而金鐘的佔中集會，中午後示威人數有所增加。下午近一時，一名男子攜帶揚聲器，爬上通往中信大廈的天橋頂，要求同學生代表對話，開路給他三名子女上學。幾名警員隨後走上天橋頂談判，消防員在橋底張開氣墊戒備。
八大校長勸學生離開
政府高官於10月4日向八大校長表明，指周日「清場機會很高」，希望校長開口勸學生離開。而各院校校長相繼向學生及教職員發公開信，呼籲師生立即撤離各示威區。中大校長沈祖堯更表示，若學生繼續佔領，將令社會繼續撕裂及內耗。
部分義工表示撤出 學聯作出澄清
在晚上約6時許，在旺角及金鐘添華道特首辦外，分別有自稱義工及留守多日的人士，向傳媒宣佈撤出，返回金鐘主場。其中撤離特首辦的大會義工與警方握手，象徵把佔領多天的添華道交還予警方。唯該與警方握手的義工遭網民「起底」，為身兼輔警的樹仁大學歷史系三年級學生，被懷疑是警方卧底。而他承認自己為輔警，但稱做得不開心，已決定辭職。
然而部分義工表示撤出的消息對在場人士似乎並無影響，從電視直播畫面可見，旺角及添華道外的人群均未見散去。晚上8時許，部分示威者不同意，數十名市民再次堵塞特首辦外。
政府消息人士表明，若示威者同意海富天橋預留兩米通道讓3000名公務員今往政總上班，當局不會清場，否則再給予警告後便會行動；而特首辦外則視乎與示威者的商討，由警方自行決定。在政總的部份鐵馬已搬開，讓出一條約3米闊的通道讓公務員進入政總。
而學聯於晚上7時作出澄清，表示沒有呼籲於旺角佔領區的佔領參與者撤離。學聯秘書長周永康於金鐘集會現場呼籲佔領者繼續留守，強調與政府對話並非妥協，與當局展開籌備工作是要解決社會問題，認為佔領逾一星期以來，已給予政府無數壓力，他形容若無民主，特首梁振英將是最大得益者，強調學聯必定會堅持原則，包括爭取公民提名和廢除功能組別，不會退讓。他又強調，若政府無誠意，佔領工作必須繼續。

## 10月6日

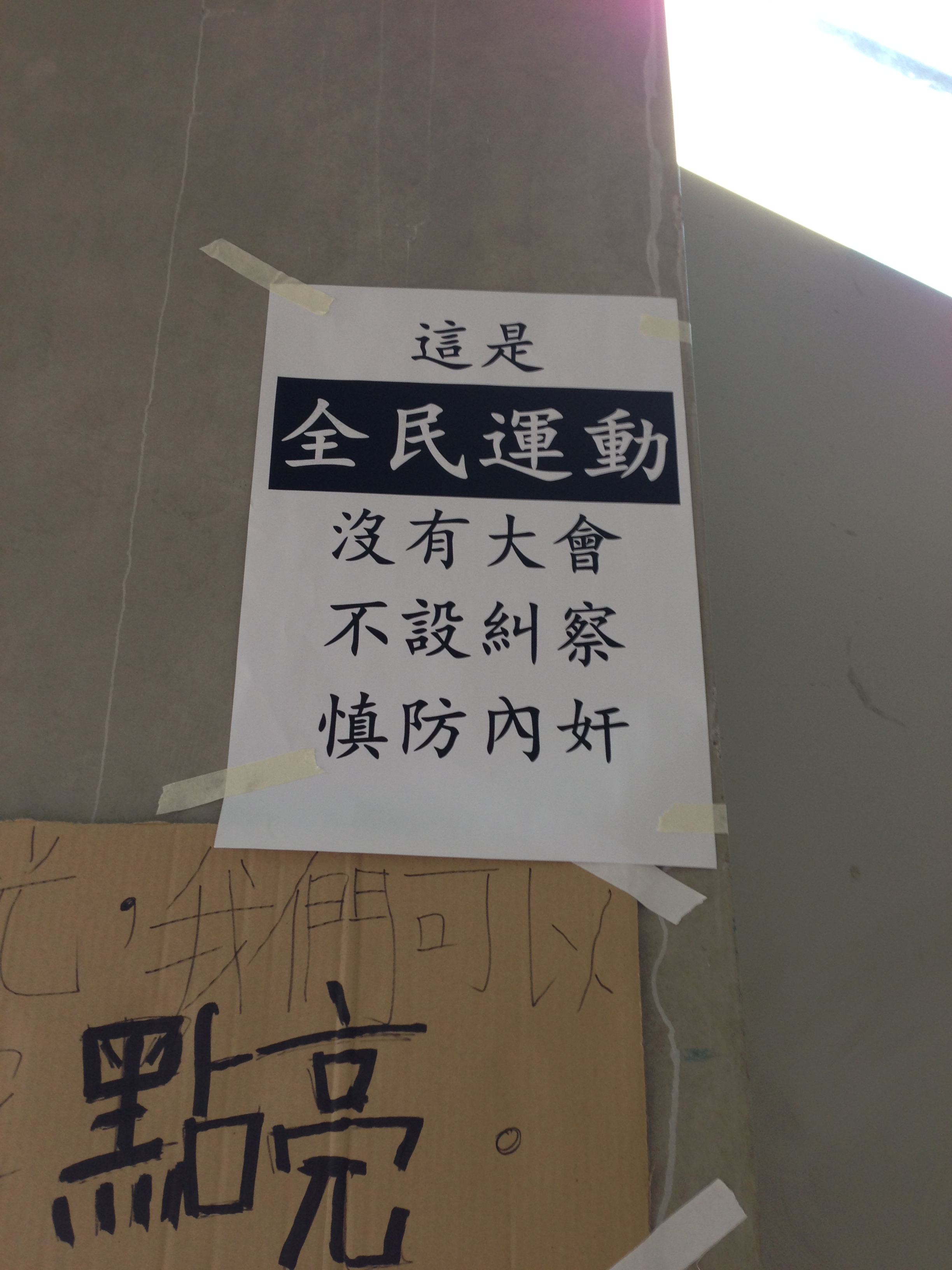
海報指出此示威並沒有大會/糾察，全由民眾自發

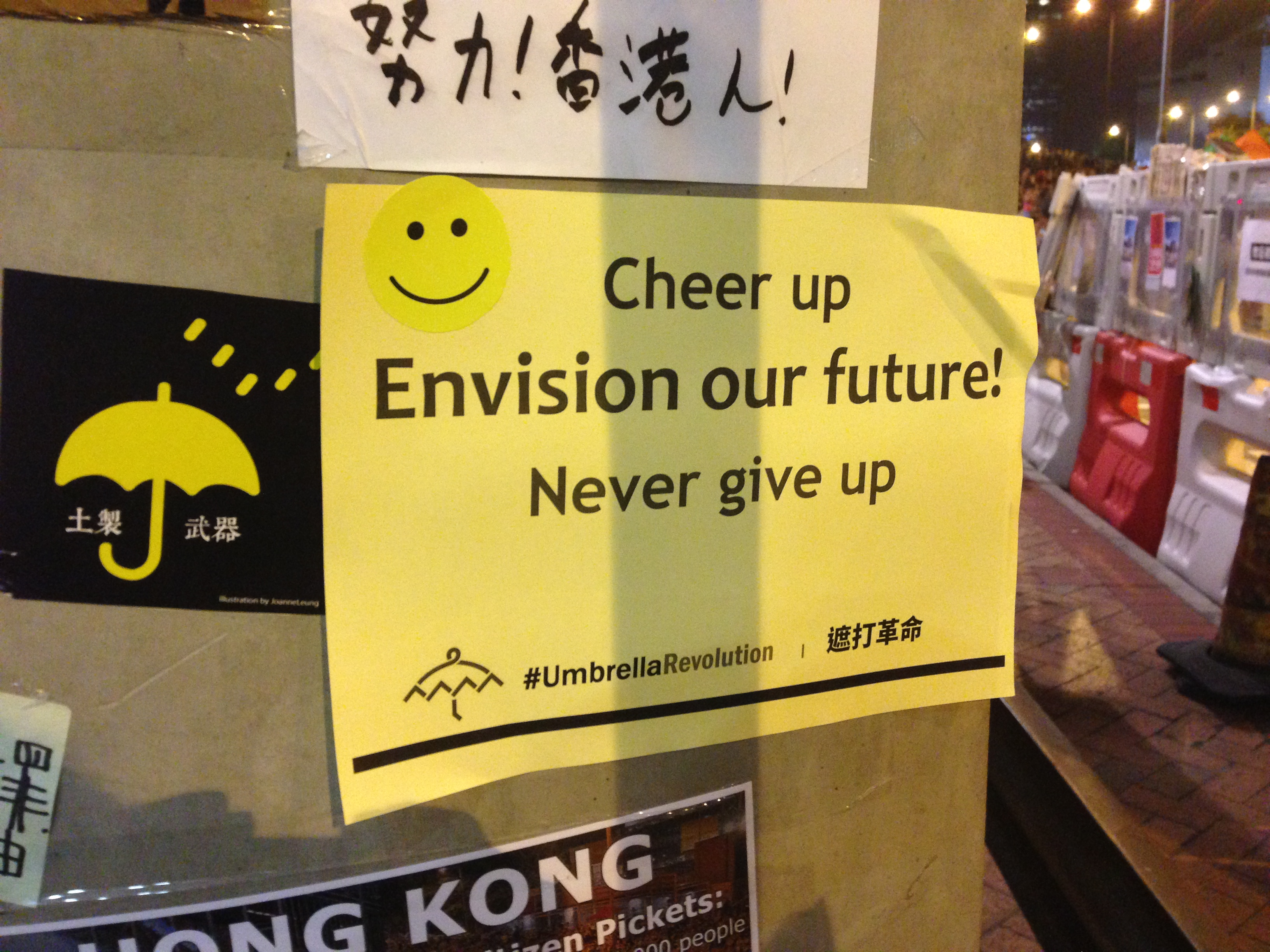
民眾自發設計的海報

凌晨約一時，警方在北角、元朗、黃大仙及柴灣區4個單位進行拘捕行動，拘捕5名年齡由13至39歲的男女，行動中檢走6部電腦、6部手提裝置及一些電腦器材，涉嫌有犯罪或不誠實意圖取用電腦，提供電腦程式供他人下載以攻擊政府網站。
佔中第9日，留守政總的佔領人士開放約3米闊通道予公務員上班，不少政總員工對開放通道上班表示歡迎，亦有公務員戴上黃絲帶上班。特首辦外也有過百人留守，不少人席地而睡，包括社民連立法會議員梁國雄，全日氣氛平靜。有留守人士表示，如果政府與學聯對話顯示政府沒有誠意解決問題，他們會再封閉通道，不會諮詢學聯及佔中三子的意見。
接近中午時份，旺角有私家車作狀衝擊旺角道防線路障，司機一度下車企圖拆鐵馬，與示威者對峙，及後交通警員到場，最後警員增援開路協助司機離開，引起集會人士不滿。
學聯秘書長周永康在中午回應記者提問時稱，由於仍未見政府讓步，難以輕言撤退，若佔中悲劇收場，周永康認為責任在政府。
中午，新界社團聯會大埔地區委員會率領近百名大埔及上水區居民，撐起雨傘，他们手持“强烈谴责苹果日报，还我公道，还我声誉”的蓝色横幅，高喊“反中乱港，历史罪人，教坏学生，煽动占中”和“苹果日报，偏颇报道，颠倒黑白，误导民众”等标语，到《蘋果日報》所属的將軍澳壹傳媒大樓外示威，聲稱譴責《蘋果日報》誹謗，不滿日前有報道指來自新界的有背景人士以金錢利誘人「反佔中」。
下午，警察公共關係科總警司許鎮德指旺角衝突由10月3日至6日拘捕37人，重申不會容忍暴力行為。許鎮德又表示，至今有27名警員受傷，包一名警務督察頭破血流，有兩吋長傷口，要縫5針，另有警員手指骨裂及過勞不適。
運輸署助理處長蘇祐安聲稱，港九區因佔領行動，導致形成車龍總長度達到30公里，呼籲盡快讓出主要幹道。
黃昏時段，兩名支持佔領行動的將軍澳天主教鳴遠中學學生，與社會主義行動成員林子龍在該校外宣傳關注政改，林及其中一名學生報稱被一名厚德商場保安干預及箍頸，報警處理，警方以襲擊罪拘捕涉事59歲姓何保安。管理厚德的領匯發言人則稱，事件絕對與政治無關。
晚上，學聯與政制及內地事務局副局長劉江華、政治助理陳岳鵬及副秘書長梁松泰在港大舉行第二次對話籌備會議，雙方就對話原則達成3項共識，對話會採公開形式，但會議議題和地點仍有待繼續商討。

## 10月7日

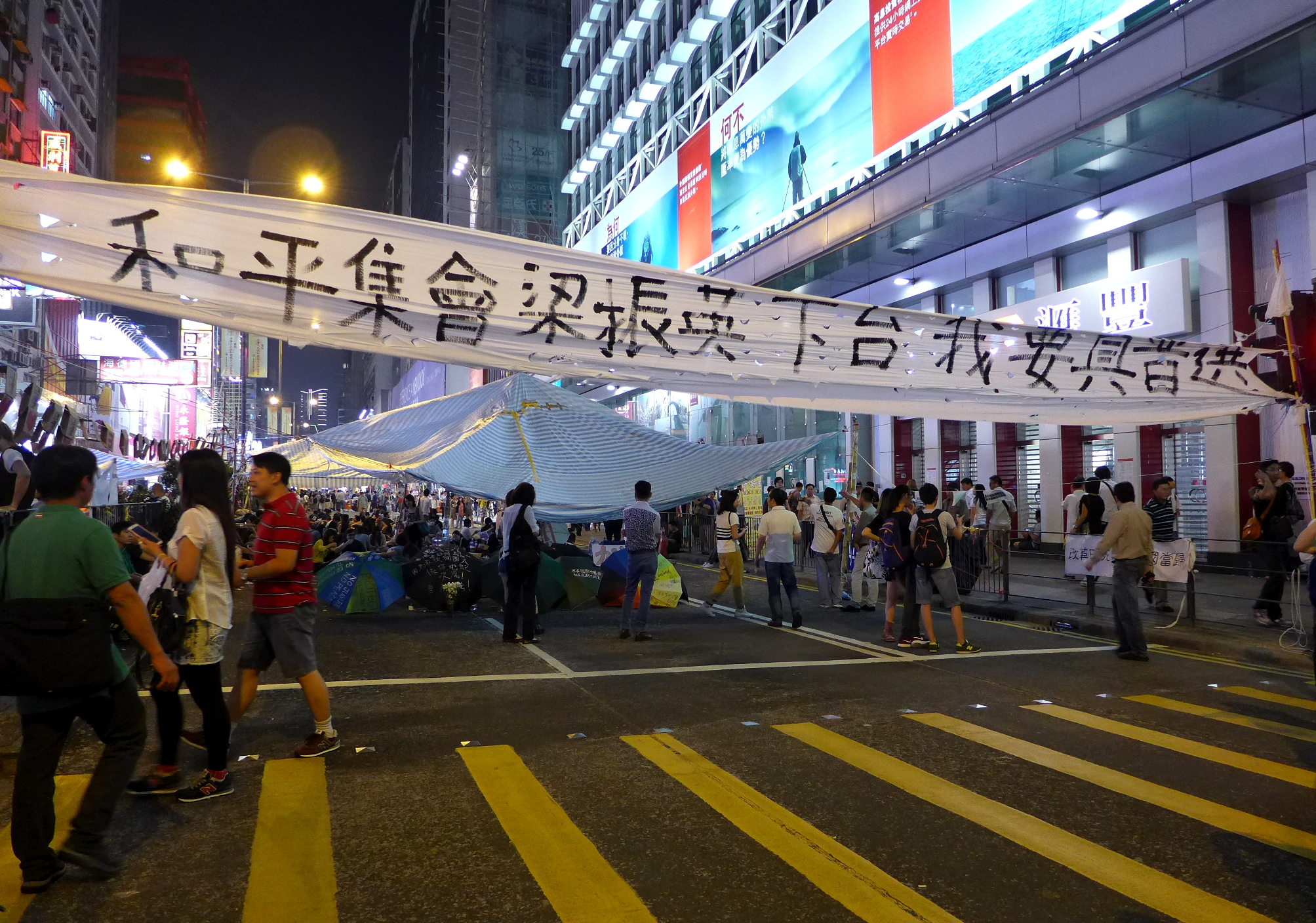
示威者在旺角彌敦道掛上特首梁振英下台，要求真普選的橫額

天主教香港教區榮休主教陳日君樞機深夜發表題為〈究竟誰有道理〉文章，列出六點呼籲市民撤出佔領地點，以免政府繼續拖延，令運動失民意支持；他在接受傳媒訪問時批評學生「行錯路」和「愚蠢」，又指學聯騎劫佔中。
學聯與政府訂立對話日期。政改三人組與學運領袖星期五下午4時展開首輪公開對話。不過，學聯要求政府在對話時提出具體方案回應市民的真普選訴求，政府卻堅持先討論政改的憲法問題。學聯對政府仍然漠視民意的態度表示失望和憤怒。
逢周二舉行的行政會議改在禮賓府舉行，警方在禮賓府附近加強戒備，除正門、對出的上亞厘畢道以及對面山坡，亦有警員駐守。現場不設遞信區，多名官員包括專責政改談判的政務司司長林鄭月娥也坐專車到場，身兼召集人的林煥光則徒步到達禮賓府。
立法會押後復會
立法會原定召開新一個立法年度的首次大會，惟立法會主席曾鈺成在諮詢議員後，宣布以保障議員和出席官員的人身安全為由取消會議。他亦表示，押後復會是針對現時的特殊處境，強調不能無了期拖下去，因為立法會有憲制責任一定要開大會，他會與秘書處探討，保證下周能夠開到大會。
另外，曾鈺成收到一名議員的投訴，不滿佔領行動期間，有市民到立法會大樓睡覺及使用洗手間。曾鈺成回應說，議員有權帶訪客入大樓，秘書處不會干預，不過他會因應投訴，勸喻議員了解使用立法會場地的守則。

## 10月8日
學聯與政府展開對話波折重重，雙方仍未就對話場地取得共識，政府多番留難，先後就場地及主持人問題諸多要求，政制及內地事務局副局長劉江華又不點名批評，學民思潮號召更多群眾在對話當日上街參加佔領會出現「騎劫現象」。學聯則警告，若政府最終對學聯的訴求無正面回應，相信第一次對話後已無繼續討論的空間。
觀塘旅行社東主兼區議員馬軼超，入稟小額錢債審裁處，聲稱佔中集會導致國慶嘉年華取消，連累他失去旅遊巴接載服務的生意，向佔中發起人之一戴耀廷索償450元。另外，在旺角銀行中心經營「羽壽司」的周旋武亦現身區院，稱考慮入稟區院向戴耀廷索償，又指佔中集會連累該店損失23萬元生意額。他晚上透過下屬回覆報社指已決定放棄入稟。
旺角集會現場，有留守者決定購買床架，並在街道上組裝雙層床，供市民借宿。
另一方面，學聯發現佔領行動影響交通使得社會開始有不滿聲音，故與佔領者商討減少路障或按時段開放部分路面，並委派學生代表與佔領人士商討「日間開放使用、夜間繼續佔領」的可能性，包括開放金鐘道，令電車可以重新駛入中區。而長約700米的金鐘道佔領區在10月8日下午只有23人佔領，沿途經過的市民亦不足100人。

## 10月9日

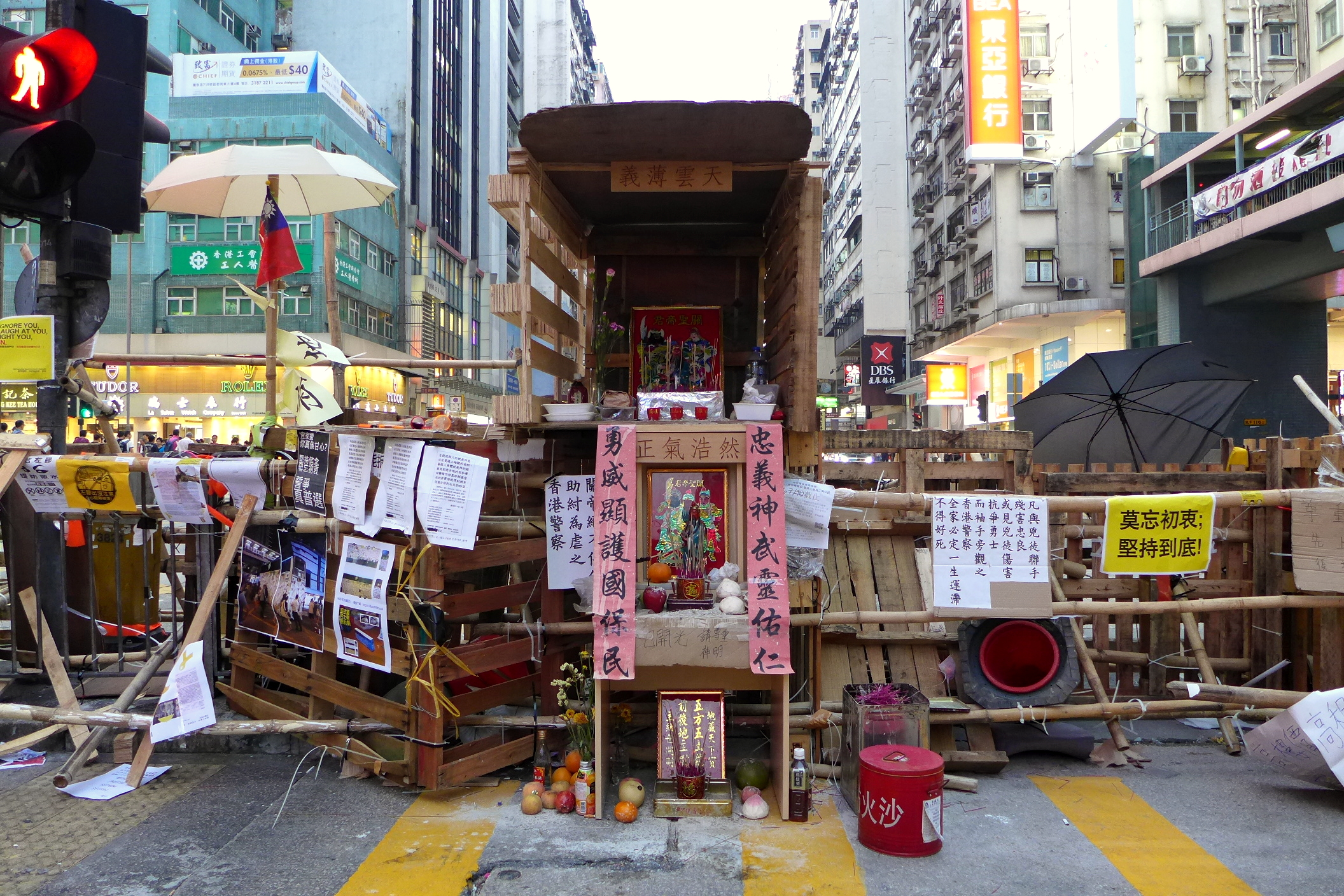
第一代旺角關帝廟，位於彌敦道與旺角道交界

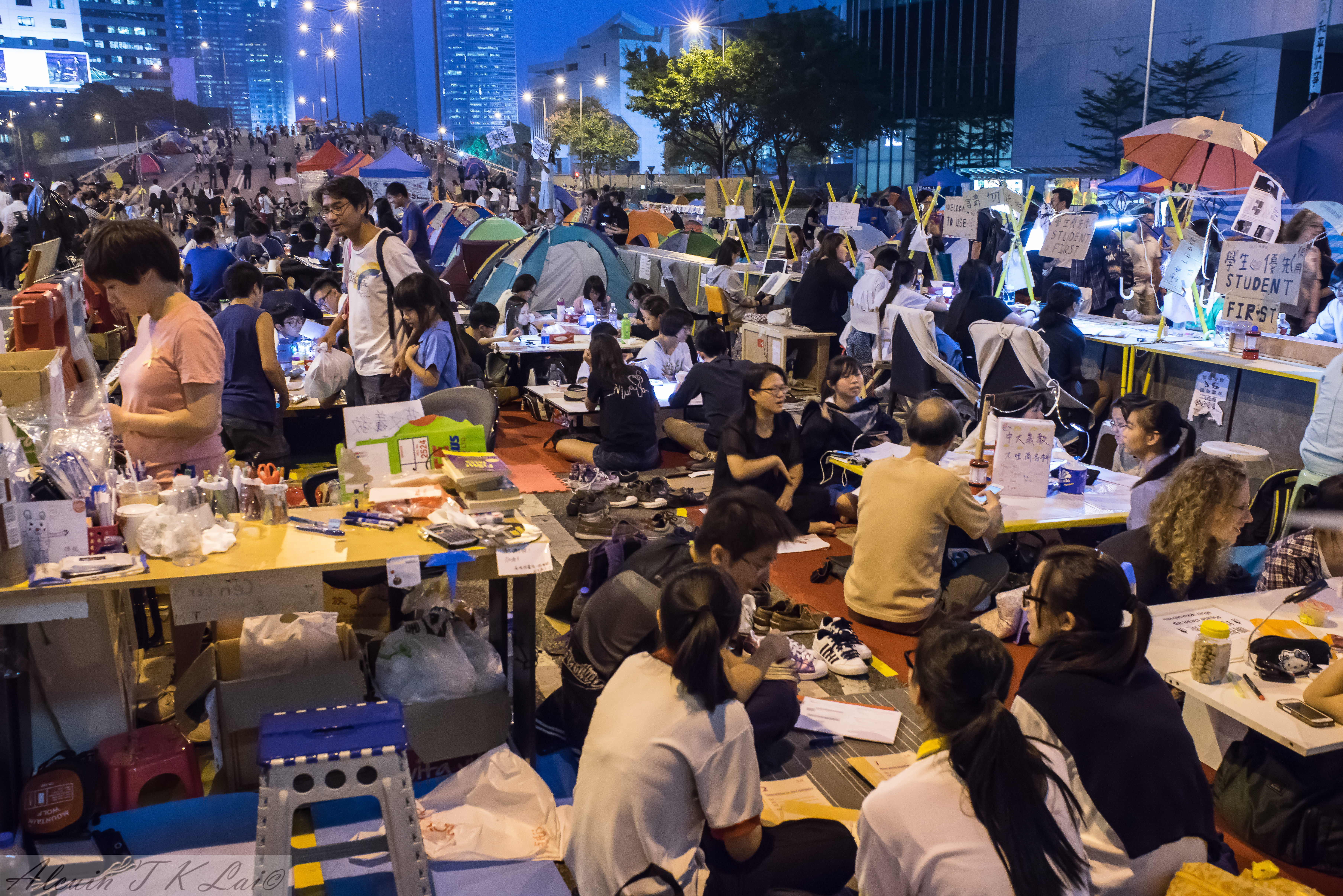
尚未興建帳篷的自習室 (2014年10月14日)

金鐘佔領區氣氛持續平靜，早上約100人留守。隨着入秋，留守者在場內搭起一個個帳篷，示威者又在大馬路上，搭建起家具及浴室，更有設計系學生於海富中心橋底的馬路石壆上，以木板搭建木書枱，供在場學生讀書寫字，令滿是雨傘的廣場儼如一個小社區。。
旺角方面，雨傘運動佔領人數由過去數天的100-200人，倍至近千人，但新來者部份目的為圍觀取景。有人帶備石油氣爐到場吃火鍋、有人在馬路上放置麻雀枱邀請途人打麻雀、有人更在燈柱掛上籃球架及馬路上設乒乓枱，令佔領區變成嘉年華式的「大笪地」。有示威者按照本土信仰文化，在旺角道與彌敦道交界，擺出黑幫和警察都爭相拜祀的「關帝」像，供民眾拜祭。除了旺角道外，旺角其他示威者架設的路障，也紛紛出現關帝像。
至於留守者一度跌破20人的銅鑼灣，在會談宣布告吹後新增至有200-300人，雨傘革命佔領區由崇光對出重新伸延至近怡和街天橋。現場有義工向群眾講解政府決定擱置對話，但未見集會人士情緒激動。。
學聯秘書長周永康下午表示，在政府正面回應市民政改訴求前，不會輕言撤離「佔中」現場，會繼續留守及罷課。周永康表示，下一步學生會前往各區與市民商量進一步不合作運動，強調街頭政治是向政府施壓的板斧。學民思潮召集人黃之鋒要求示威者堅守街頭，走進人群，希望更多人趁周末到金鐘紮營，作長期佔領。他表示，明日學聯與政務司司長林鄭月娥會面時，市民可到金鐘觀看電視直播，看政府如何回應學生訴求。他指如果政府不釋出善意，學民思潮會籌備第三次中學生罷課。
晚上7時35分，政務司司長林鄭月娥表示，因應學聯及有關團體下午公布新一輪不合作運動，政府認為雙方對話的基礎被動搖，不可能有建設性的會面，因此決定暫不會會面。她強調，政府展示了很多誠意，重申政制發展討論必須在基本法及人大常委基礎上進行。她說，佔中踏入第12日，市民的日常生活及生計嚴重影響，違法佔領行為必須停止。

## 10月10日

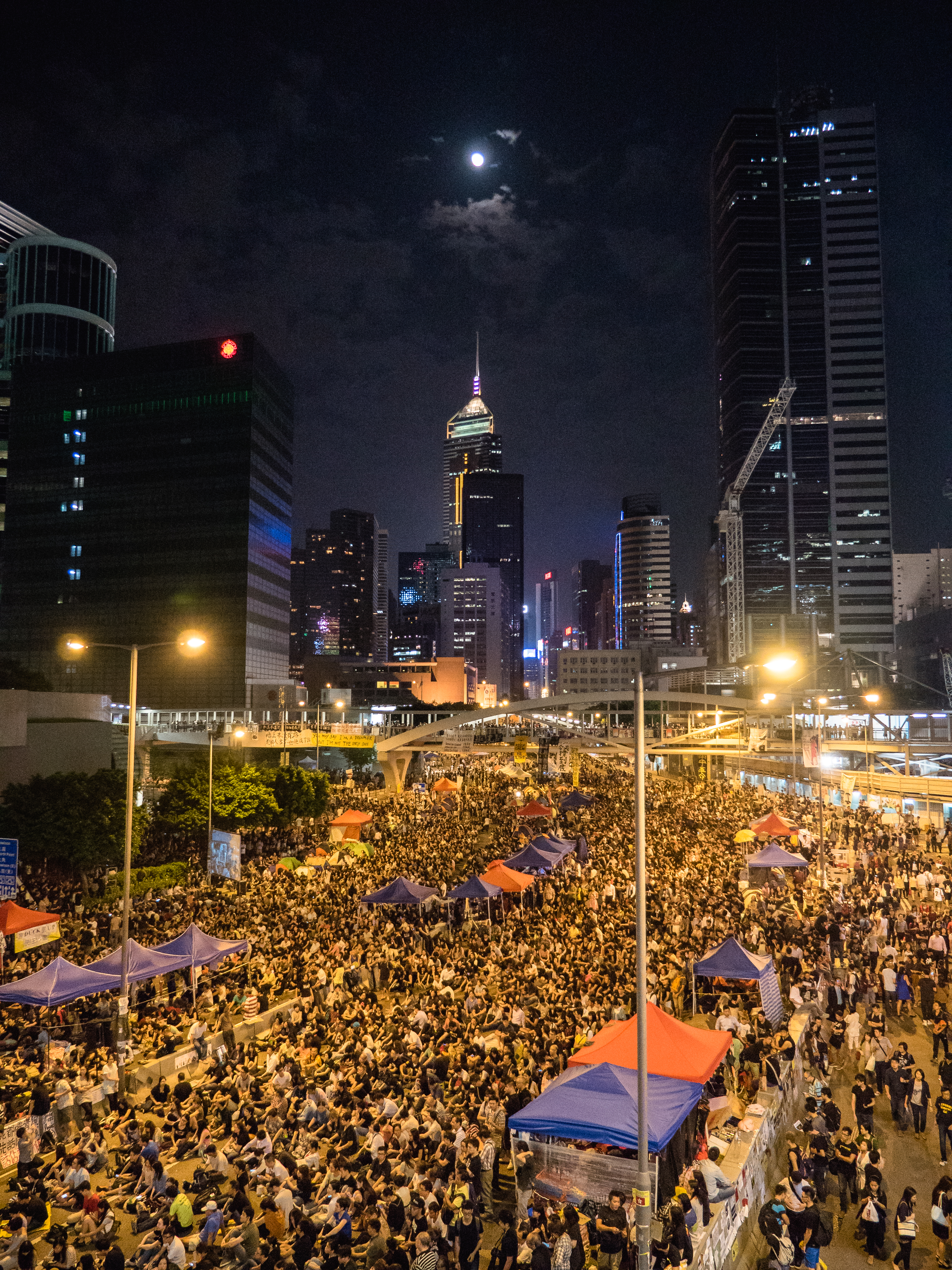
學聯、學民思潮與「和平佔中」於10月10日晚上再次在金鐘夏慤道舉行大型集會，題為「政府封殺對話，人民堅守街頭」。參與人數達10萬人。

下午3時，逾400名北區居民乘旅遊巴到旺角踩場反佔中，高舉橫額，沿途高叫「支持差人執法清場」及「開番條路」等口號，參加者堅稱是自發性行動。在警察開路下沿快富街、彌敦道及西洋菜南路遊行一周。但遊行完結後，部份人乘旅遊巴到上水新豐路金都海鮮酒家吃過慰勞宴後離去。
學聯、學民思潮與佔中行動晚上再次在金鐘舉行大型集會，題為「政府封殺對話，人民堅守街頭」。有市民響應號召，在馬路搭建帳幕，計劃長期佔領。有醫護界人士稱，由集會最初只有逾100多名義工參加，至10月9日已有超過4500名義工加入聲援行動；歌手黃耀明、何韻詩與文化界組成「文化界監察暴力行動組」，10月9日起將留守設帳篷。學聯表示，若周日政府仍拒絕對話，將有更多行動，學民思潮召集人黃之鋒更稱要擴大佔領規模。
大會宣佈截至晚上11時半，有10萬人參與集會。留守者在晚會後陸續張開帳篷，金鐘一帶築起近300個，數以千計市民鋪墊席地而坐。旺角也有2000人留守，帳篷約20個，更多市民以天為被，睡在紙皮和帆布上；銅鑼灣晚上11時有約400人。

## 10月11日

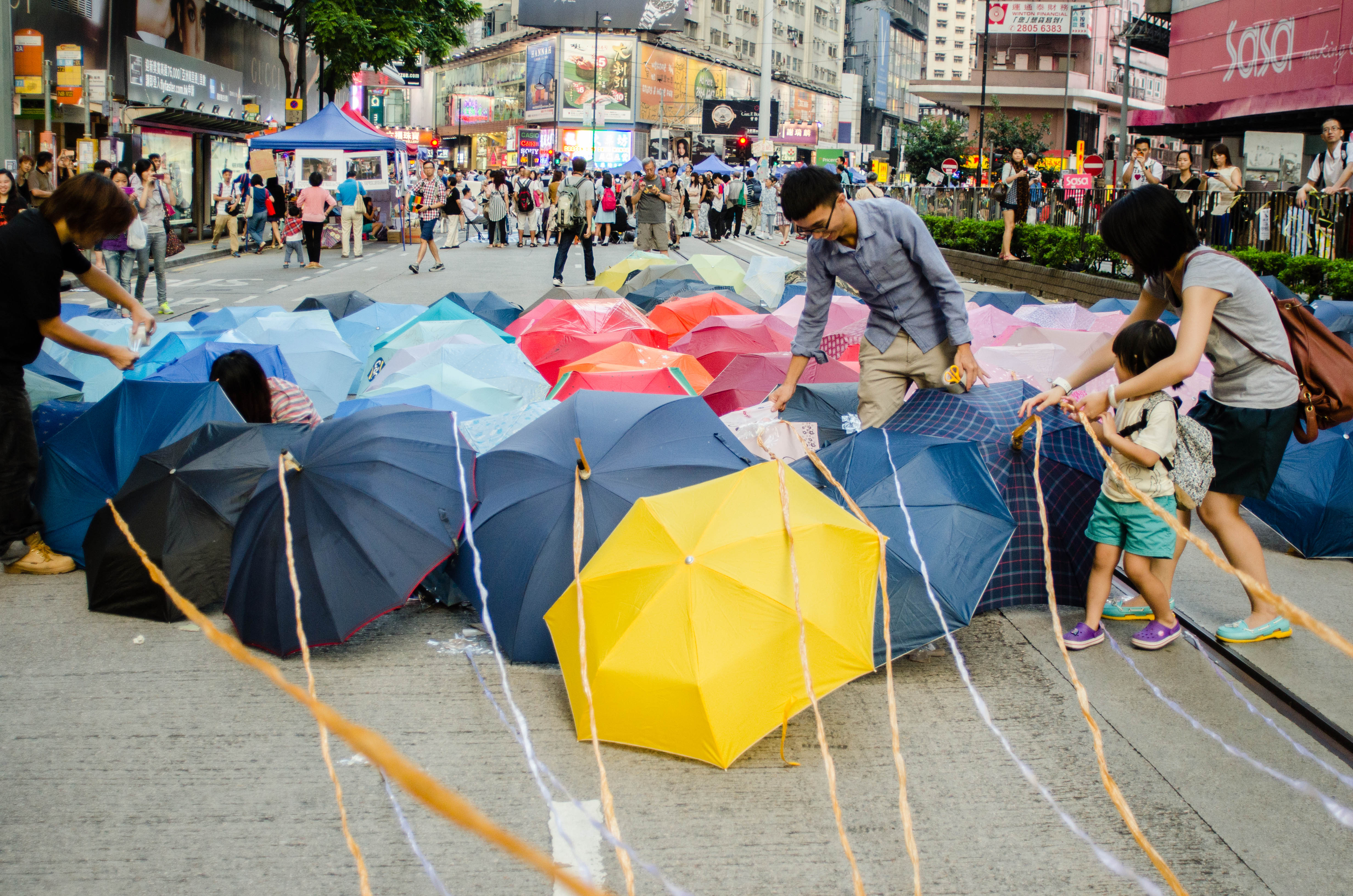
佔據銅鑼灣一帶的示威者在路上用多個雨傘組成藝術品，唯被警方在10月13日清除

佔據金鐘一帶的示威者，凌晨約3時一度移走金鐘道電車路上的鐵馬路障，讓8輛電車從車廠駛回跑馬地，恢復非佔領區跑馬地的電車服務。電車駛過後，示威者隨即再重設路障。電車公司董事總經理魏文在場視察情況，被問到如何看示威者讓路電車通過，他說不予置評。
同日，香港學聯及學民思潮向中共總書記兼國家主席習近平發公開信，提出要解決香港三大問題，並促請人大徹回決議，又批評特首梁振英破壞「中國夢」。

## 10月12日
在廣州出席泛珠論壇政制及內地事務局局長譚志源首次回應占領行動，「我們的感覺是『龍門』不斷地搬，早、午、晚都有唔同訴求」，指特區政府沒有辦法在這些環境之下展開任何有意義的對話。而香港的未來決定於年輕人如何進退的一念之間。
學聯下午在三個佔領區舉行組織會議，原定讓大專生商討支援佔領運動方向，但數十人響應城邦論學者陳雲網上號召前來旺角包圍學生，高呼「學聯不代表我」。學聯秘書長周永康表示，大家都是民主同路人，目前最迫切的是集思廣益，尋找應對政府拖延戰術的對策，部份群眾向周報以掌聲並大叫加油。陳雲發出踩場呼籲後，文化界監察暴力行動組聲援學聯，斥陳「以極其粗鄙及暴力之言煽動群眾，有失學者身份」，並於10月14日在《明報》刊登聯署聲明。

## 10月13日

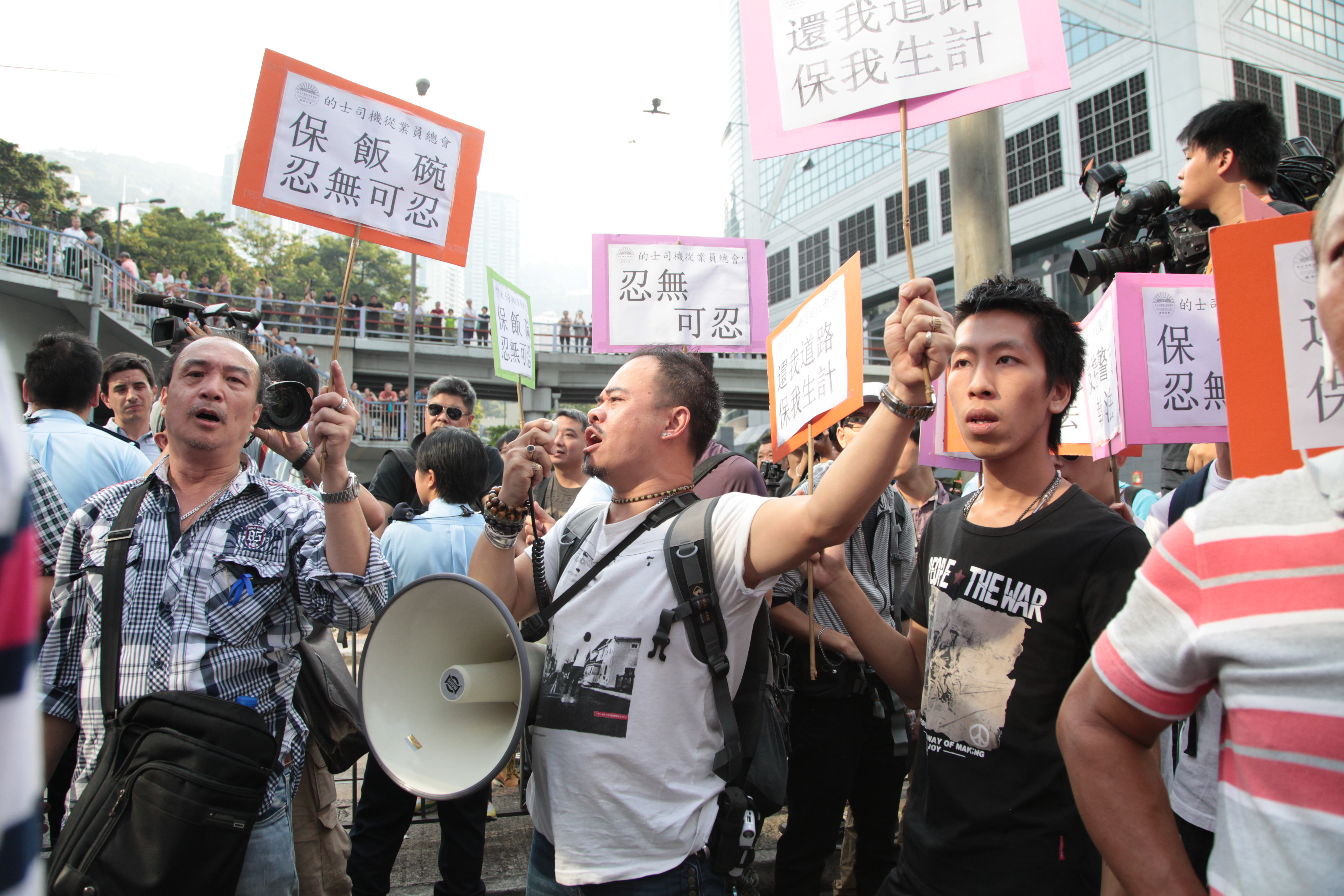
10月13日下午，工聯會屬下汽車交通運輸業總工會的士司機分會主任杜燊棠拿着大聲公出場，聯同反佔中示威者要求開路

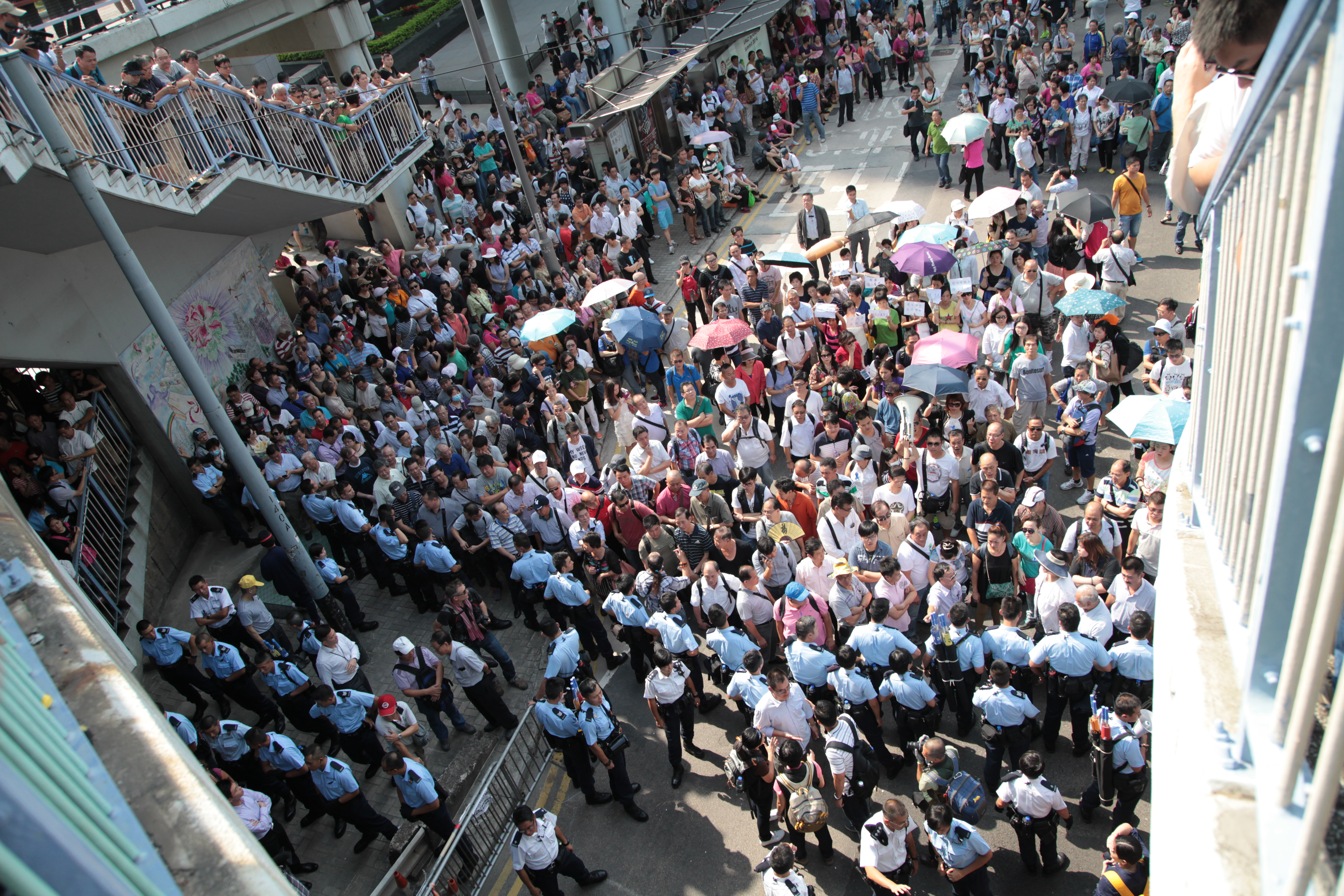
警察分隔反佔中及佔中示威者

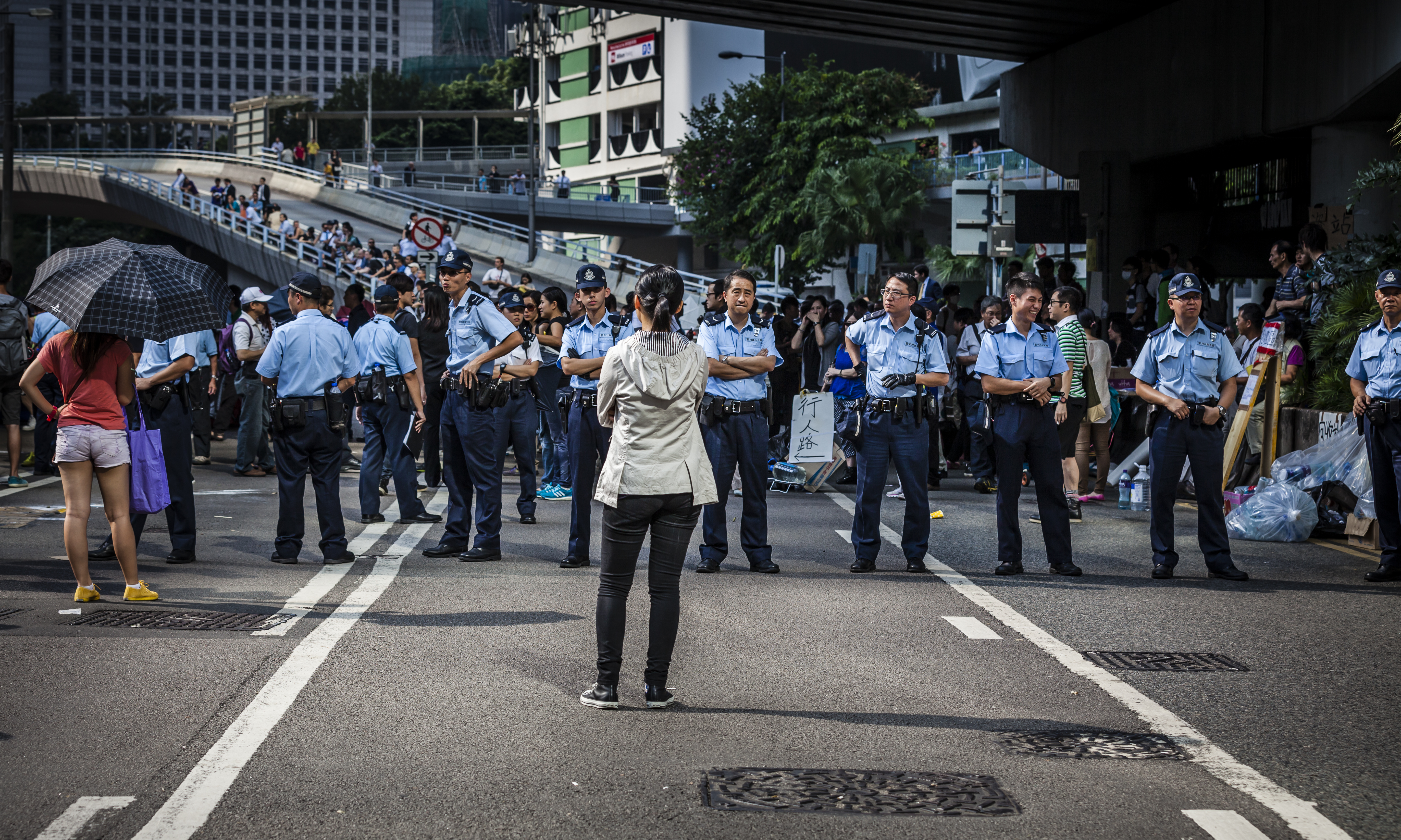
10月13日下午金鐘道佔中示威者與警察對持

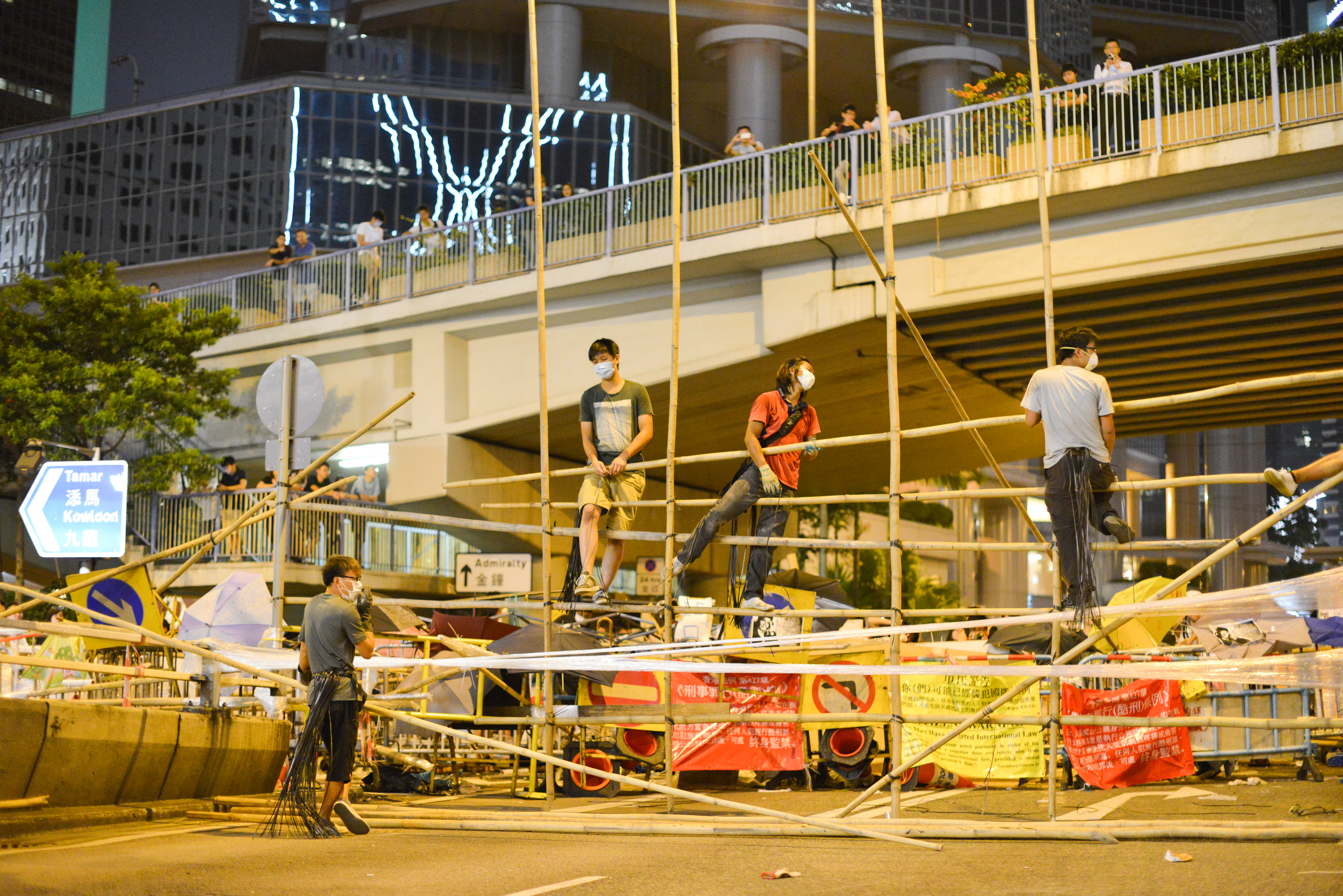
佔中示威者於晚上用竹棚設路障

警方在凌晨5時半，先後發起移除障礙物行動，幾乎同步在金鐘、中環、旺角等集會地點外圍移除示威者佈下的路障和鐵馬。

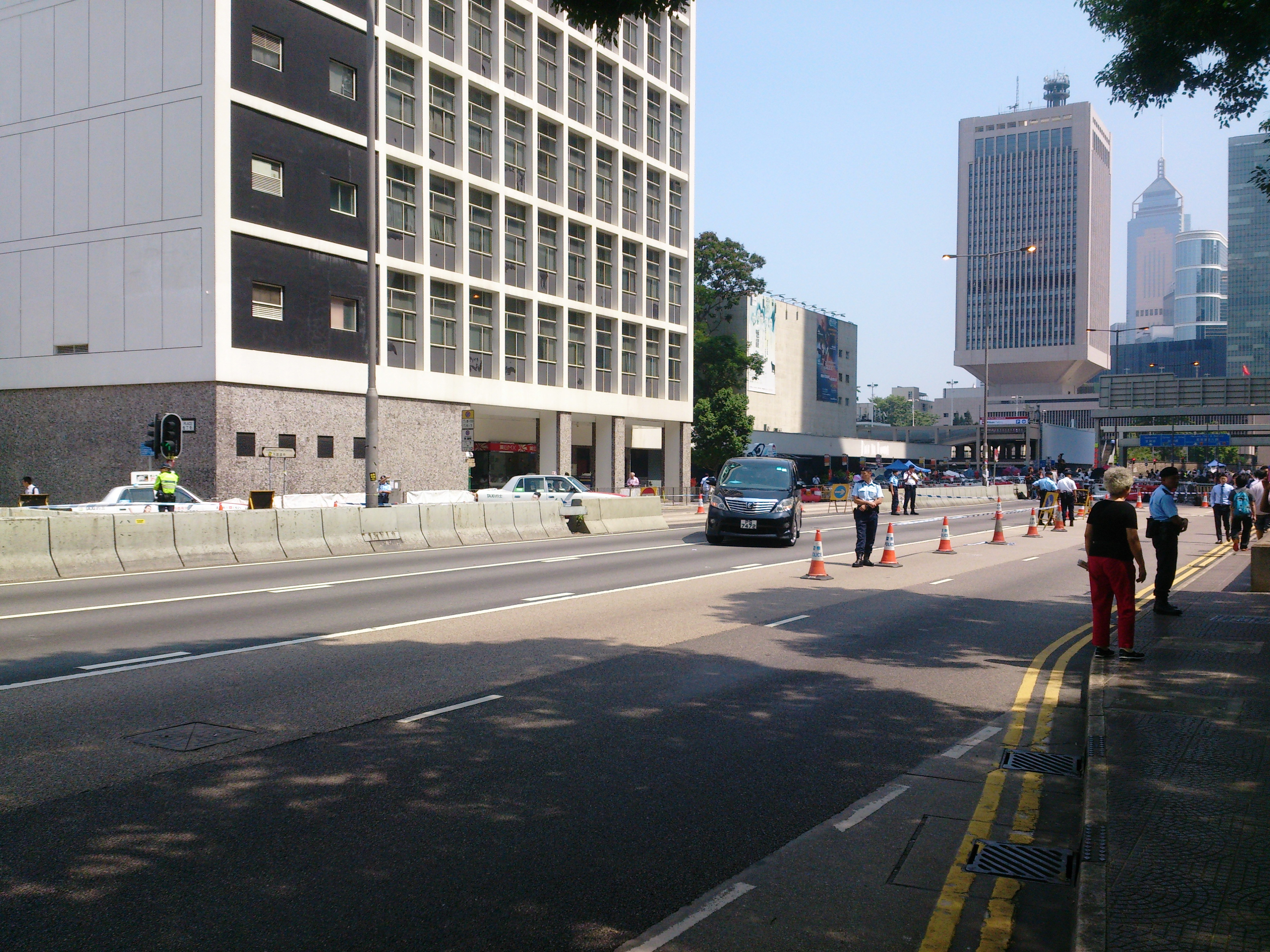
干諾道中於愛丁堡廣場及昃臣道以西一段於10月13日中午前重開
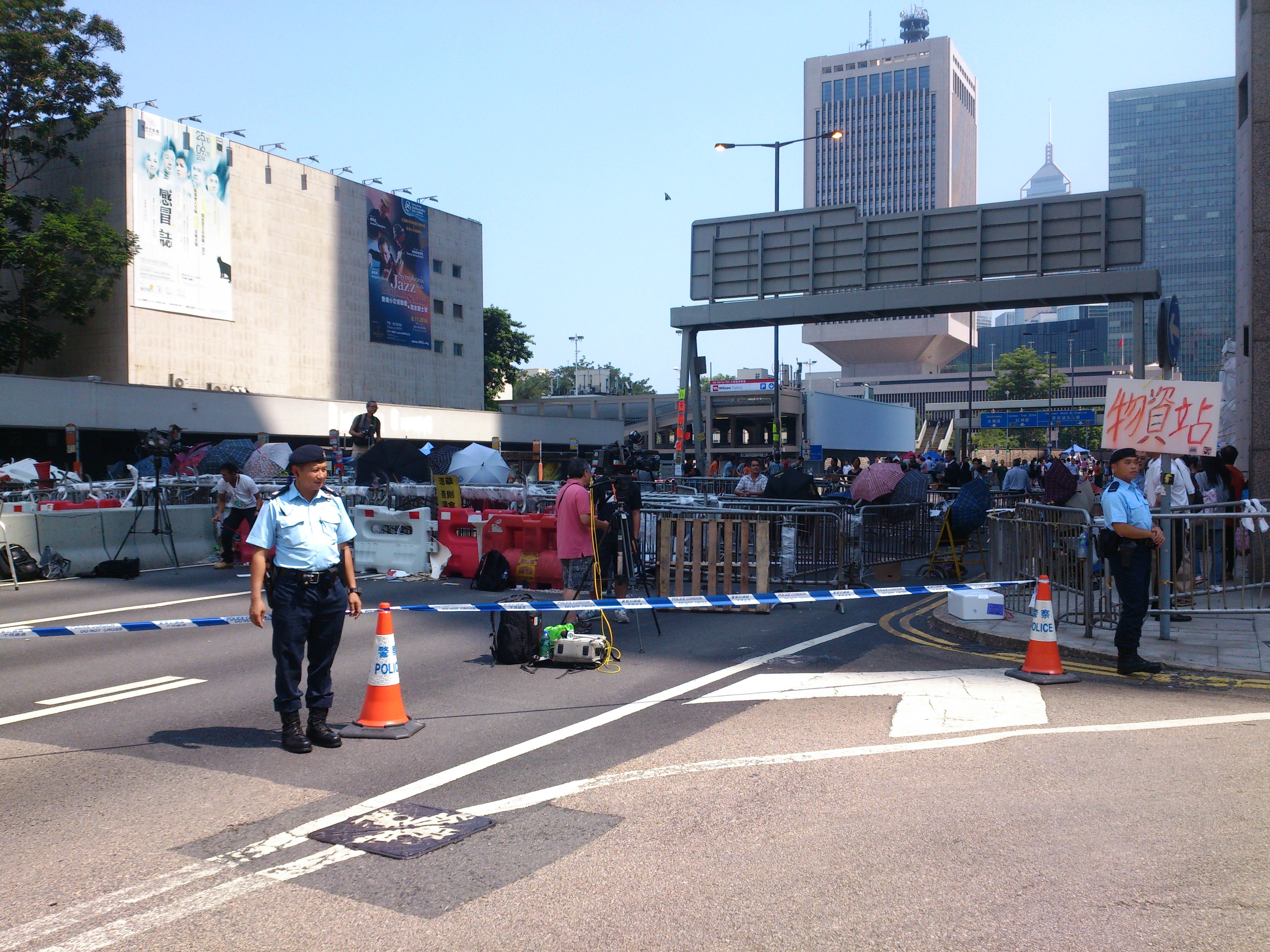
10月13日中午前，集會人士於干諾道中的路障防線已退至香港會所大廈及香港大會堂對出一帶。

局長座駕圖從龍和道入特首辦被截
上午10時至11時半，公務員事務局長鄧國威及運房局長張炳良分別乘坐自己的座駕，試圖從龍和道駛入特首辦，但遭示威者阻撓，最後被迫折返離開。
反佔中示威者突襲金鐘道佔領區
下午1時許，一批自稱自發市民陸續抵達遮打花園準備遊行，估計約有數百人參加，當中大部份為中年人士，說話帶有鄉音。與此同時，工聯會屬下汽車交通運輸業總工會的士司機分會主任杜燊棠拿着揚聲器出現，指揮遊行隊伍會向中環方向進發，並於沿路拆除路障。但警方卻將隊伍帶往東行金鐘道方向，而早在隊伍起步時已埋伏在紅棉路，載著口罩的男士突然撲出，帶同剪鉗等利器破壞路障。期間有佔領人士衝前阻止，隨即被十多人圍毆，場面混亂。
此外，10架貼上反佔中標語的的士及汽車從電車路駛往金鐘。而金鐘道東行馬路也有大貨車駛出。同時，越來越多佔中示威者到場聲援，眾人立即反包圍涉打人的口罩大漢，高呼「黑社會打人！警察執法！」警察放行部份涉案者，但將十餘名涉案人士帶上警車離開，餘下口罩大漢則乘亂散去。
佔中示威者用竹棚設路障
虽然警察警告不要加强现有的障碍或设置新的障碍扩大占地面积，但路障拆之不盡，佔中示威者發揮民間智慧，在中環、銅鑼灣等地方，以水泥和長竹加固鐵馬。在金鐘，以長竹架設路障，最終建成後，竹棚路障達數人高度。晚上，在中環中銀對開的金鐘道，一度有60至70名義工傳遞長竹，紥起竹棚加固路障，在竹棚後方，尚有鐵馬路障等。
反佔中示威者包围壹传媒总部
记协、摄影记协、壹传媒、港台和明报在内的5个香港传媒团体，发表联合声明，谴责反占中人士近日骚扰前线采访记者，是阻碍新闻自由和言論自由。

## 10月14日
警方清除金鐘及銅鑼灣部分路障 道路回復行車

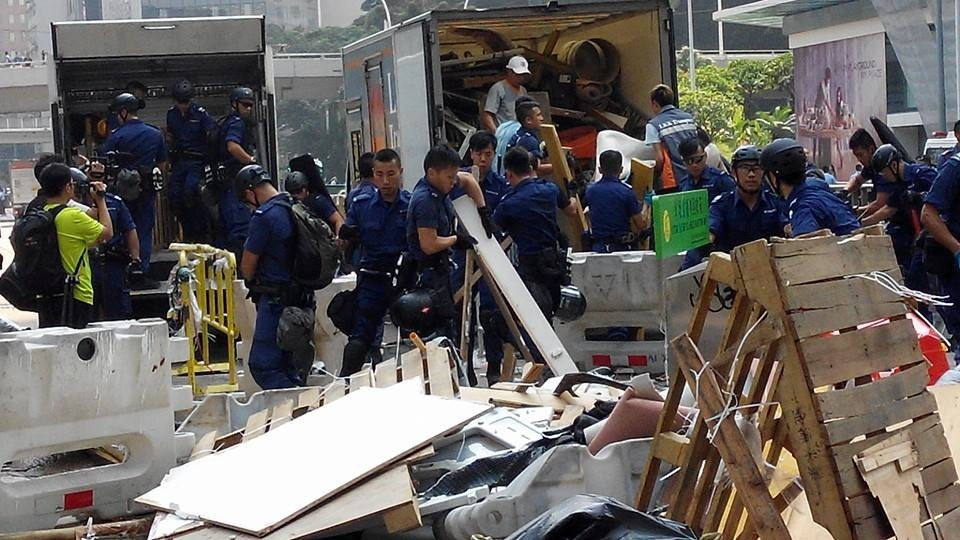
特別戰術小隊於上午10時在金鐘展開清除路障行動

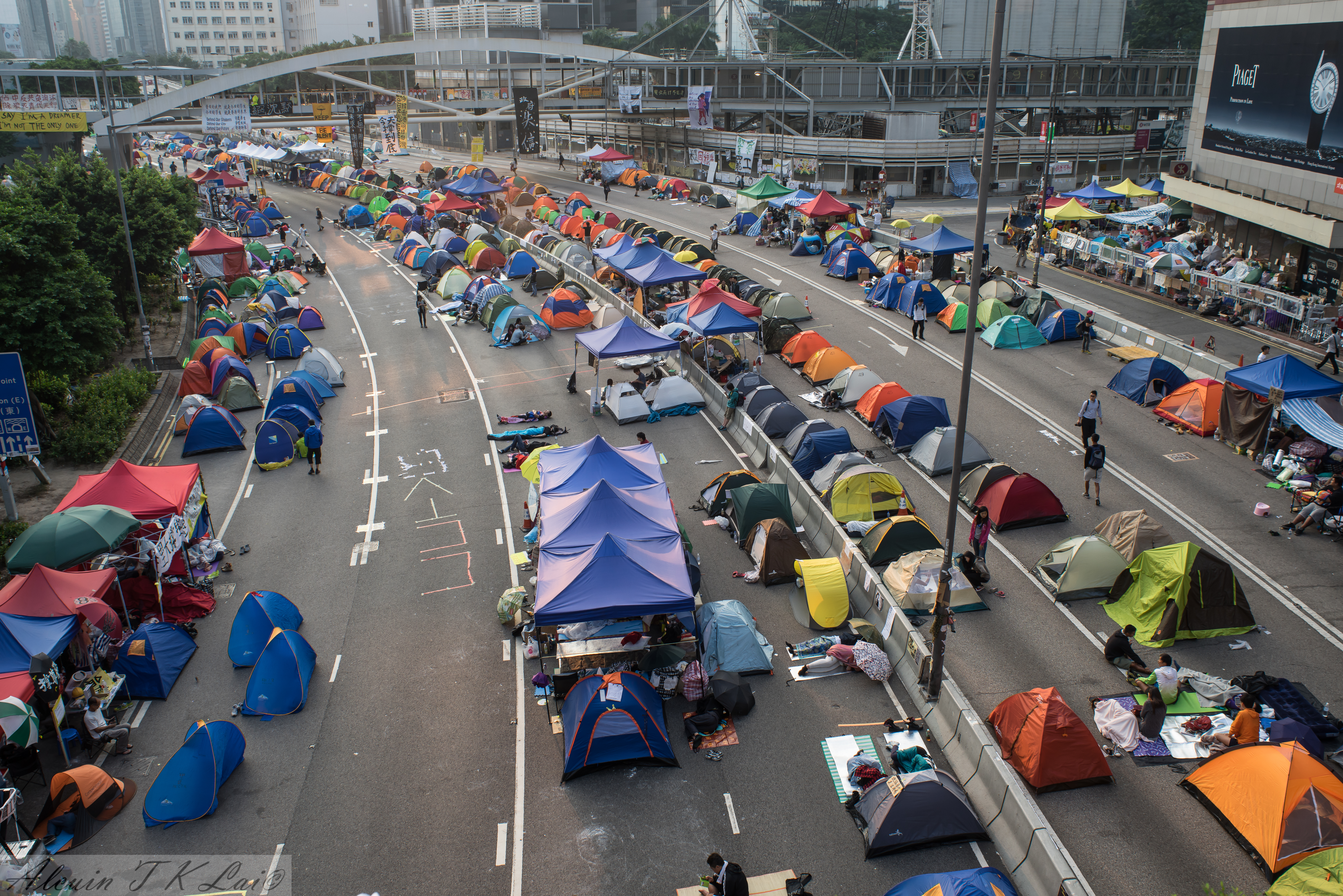
夏慤道示威者已經設置不少帳幕過夜

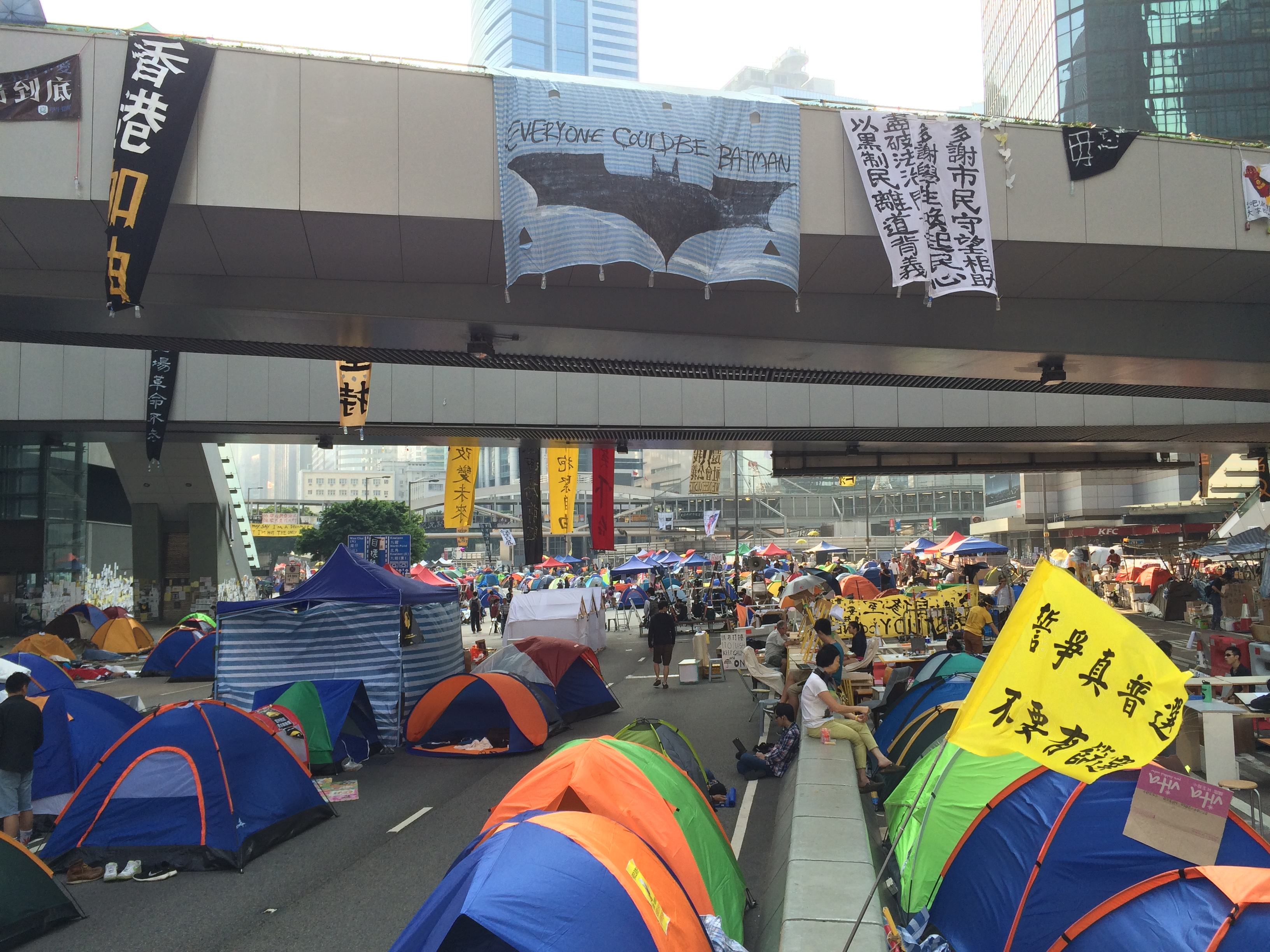
有市民在金鐘佔領區掛出「你我都是蝙蝠俠」標語，以電影《蝙蝠俠—夜神起義》鼓勵爭取社會公義的香港市民。

警方在凌晨5時許派出大批警員到銅鑼灣怡和街，在崇光百貨對出的西行線，開始拆除示威者架設的障礙物及鐵馬。警方亦向示威者廣播，指應開放一條西行行車線。
警方上午10時前會見記者，預告馬上展開行動。數百名警員由10時開始清拆金鐘道力寶中心對開的竹棚路障，出動電鋸等工具拆除佔領人士搭建的竹棚及水泥障礙物。近太古廣場，由竹枝串連垃圾桶的大型障礙物轉眼間已經拆除，鞏固鐵馬於路面的混凝土要用鎚擊碎，三角形木板陣要出動電鋸，而花槽則需要出動數名警員才搬得動，水馬要放水才搬走。
所有障礙物11時20分被警方拆除運走。約20名集會人士在金鐘道靜坐，未打算離開。3至4名集會者一度為警員舉傘擋太陽，但一分鐘後被現場警方指揮官指是挑釁行為，下令示威者收起雨傘。警方移除金鐘道大部分障礙物之後，在中午前首先開通金鐘道西行線，讓車輛行駛。到將近下午一時，警方完成清理所有障礙物，亦再沒有佔領人士堵塞金鐘道，東行線隨即恢復行車。
下午3時許，香港電車職工會約10人到軒尼詩道銅鑼灣廣場一期旁電車站抗議，批評佔領行動使他們被迫放無薪假，每日收入損失近300元。佔領持續半個月，每名司機已損失約3000元收入，要求佔領人士立即撤離。
警察公共關係科總警司許鎭德下午4時在跨部門記者會上簡介最新示威情況，提到今天凌晨和早上的清除路障行動時表示，警隊做事光明磊落，清拆路障前已經提出警告，但強調這並非清場。學民思潮召集人黃之鋒表示，不排除會發起第三輪中學生罷課。他又表示，周四立法會將有特首梁振英答問大會，希望當日留守者的噓聲可傳到立法會，讓特首聽到他們的訴求。
晚上8時，香港大球場上演香港足球代表隊對阿根廷國家足球隊的國際友誼賽，有球迷響應呼籲，在國歌奏起時，背向球場打開雨傘，並在場內高唱海闊天空，以支持黃絲帶行動。
佔領龍和道

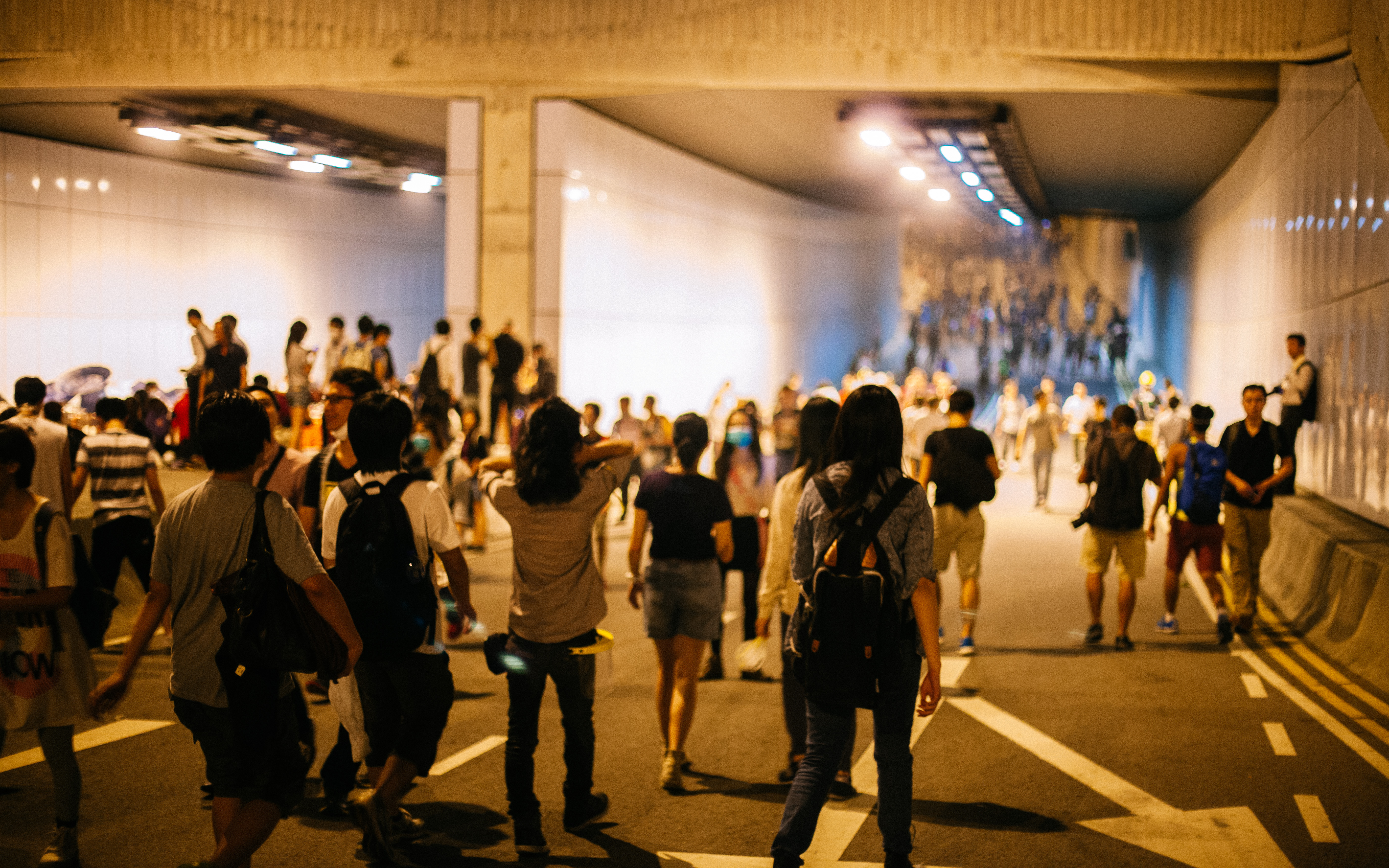
10月14日晚上示威者衝出龍和道之後聚集在特首辦門外及隧道底

晚上9時半，約100名佔領人士集結龍和道，部分人士表明要重奪，正架設鐵馬，現場出現意見分歧。
晚上10時左右，佔領人士衝出龍和道，警方一度施放胡椒噴霧試圖驅趕但不成功。佔領人士已增至2000人，在晚上10時半左右成功佔領，並將龍和道東西行4條行車線封閉。
旺角佔領區有人高處扔昆蟲
晚上約11時，旺角彌敦道689號嘉禾大廈有人從高處向路面佔領區，連環拋擲3袋裝滿草蜢的污穢物，幸無人受傷。警方接報到場調查，清走草蜢，並嘗試鎖定可疑單位。
反佔中人士再圍《蘋果》
深夜11時許，開始有旅遊巴載着大批戴口罩、大部份操鄉音的中年人士進入將軍澳工業邨壹傳媒大樓，企圖阻礙《蘋果日報》派送出版。雖然高等法院昨日已頒發臨時禁制令，禁止任何人阻塞壹傳媒大樓任何出入口，但凌晨再有逾300人無視法紀，在大樓門外聚集，企圖阻止運報車進出。有團體以專車接送，以及酒店自助餐和500元現金津貼等優惠，號召男士聲援，圍堵壹傳媒大樓。

## 10月15日
凌晨12時許，在中環，十多帶口罩的人突然在雪廠街介乎遮打道一段用附近的垃圾桶及欄杆等雜物設路障，唯一批軍裝警員很快趕至現場，並迅速清除。警員到場阻止，抄低佔領人士的資料，並將雜物移回原位。事件擾攘約一小時。李嘉誠發聲明回應佔中籲佔領者回家。在旺角，集會人士繼續留守，警方先於棚架附近拉起封鎖線，下午有集會人士因安全問題主動要求警方協助移除棚架。
數百警攻破龍和道及添馬公園 武力驅逐多人
凌晨2時45分，警方宣布定義龍和道示威屬於非法集結，到凌晨3時15分立刻調派數百名配備防暴裝備的警員，以壓倒性的人數，向示威者路障進攻。現場示威者打開雨傘與警方對峙，不肯離去。警方已經開始拆除鐵馬，用胡椒噴霧驅散龍和道示威者并清除路障，現場氣氛相當緊張。有警員和示威者跌倒受傷。警方更擴大清場範圍，連在路旁添馬公園露宿的示威者也一併驅趕，多名示威者在添馬公園內因不肯離開而被強行拉走拘捕，有示威者因走避不及失足跌倒，即會有三四名警員衝前壓着。有警員更以警棍指向正在拍攝驅趕過程的記者，喝令記者離開。示威者被迫退到立法會大樓外。驅散行動中拘捕45名示威者，包括37男8女，年龄介乎17至54岁，他們涉嫌非法集結和阻礙警務人員執行職務。行動中4名警員受傷，包括一人右肩脫臼,另一名警员被示威者雨伞刺伤眼角。另外两名警务人员有身体擦伤。
龙和道上午5时45分通车，龍和道的東西行車線，經過一晚清場行動後，早上已經完全開通，交通大致暢順，未見有擠塞，所有障礙物已被清除。而龍和道轉入添華道，往特首辦位置，示威者早前放置的鐵馬全部清走，警員在場把守，亦有警車在場戒備。
警方涉毆打公民黨成員及新聞工作者

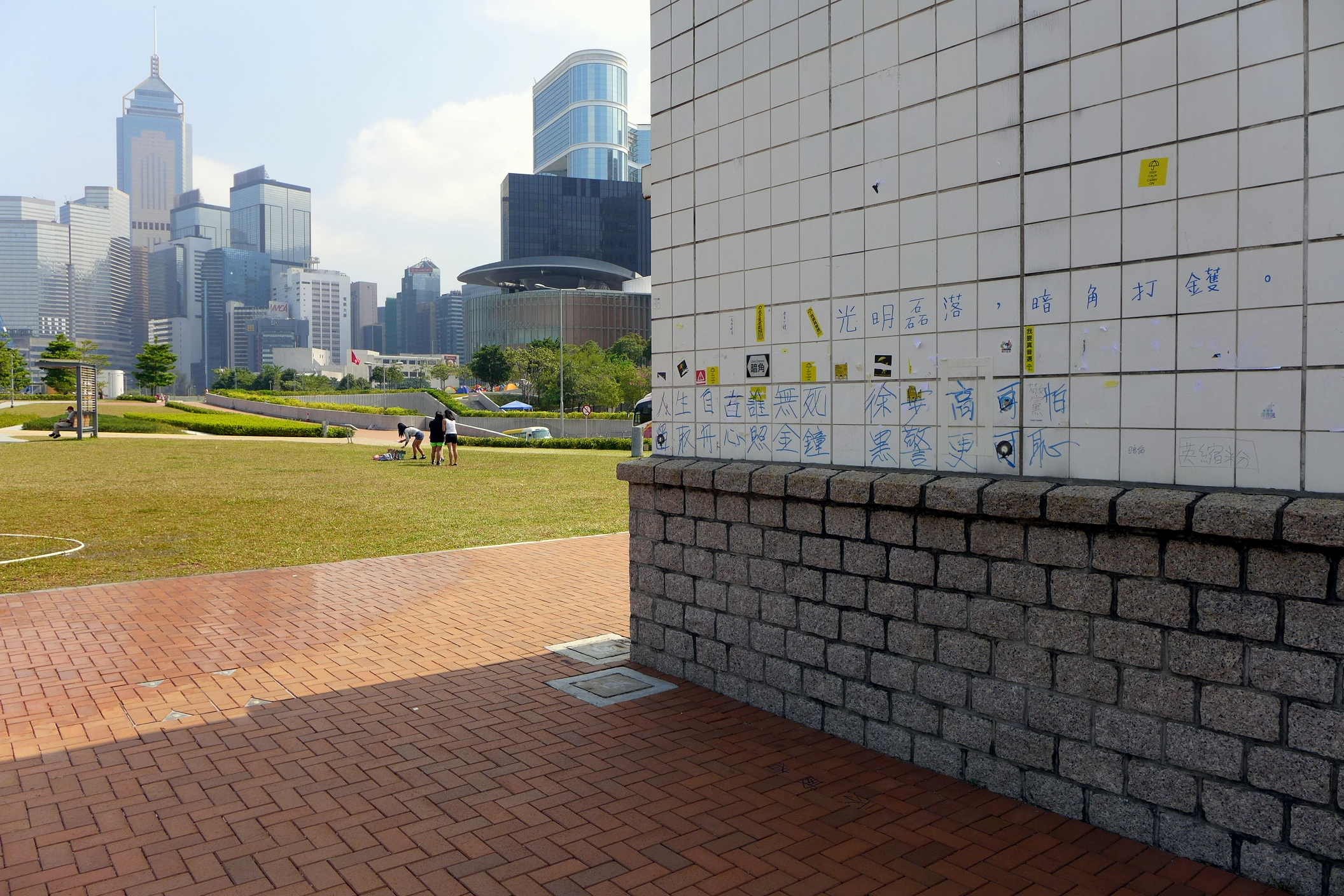
7名警務人員將公民黨成員曾健超抬到圖中的陰暗處對他拳打、腳踢，其後有佔領人士在案發現場留下記號，把該處命名為「光明磊落的暗角」。

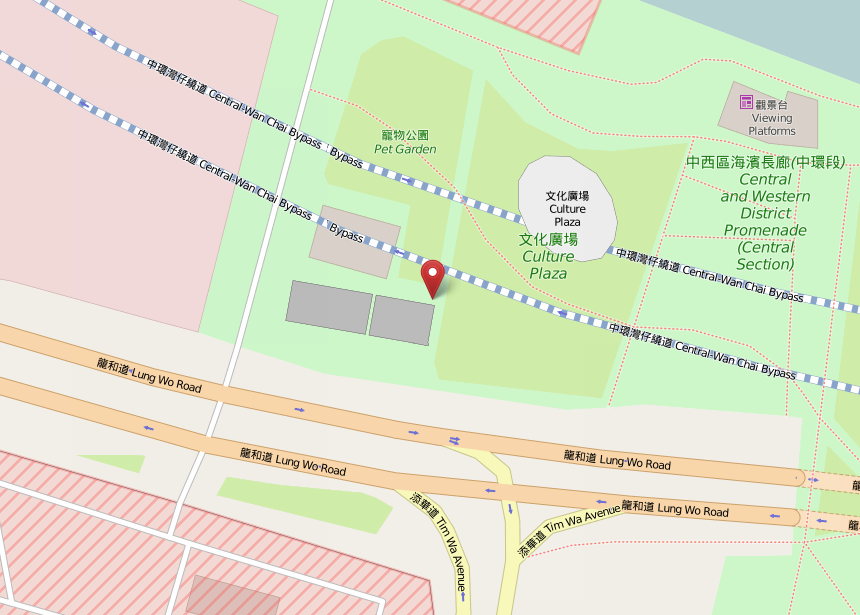
「光明磊落的暗角」位置圖（圖標示）

無線電視新聞畫面顯示，註冊社工、選委會選委兼公民黨成員曾健超被制服後，遭2名督察級警察及5名初級警務人員，以膠索帶反綁雙手，再抬到龍和道近中環海濱長廊的一陰暗處（北緯：22.28285° 東經：114.16471° （页面存档备份，存于）），對他拳打腳踢，又反覆踩向曾健超。有部份警員則在旁把風，以防被記者近距離拍到過程。之後有2名參與圍毆的警員離開，其餘警察則繼續圍毆曾健超。整個毆打過程歷時4分鐘，曾健超飽受拳腳後，被扯起帶走。事後曾健超到醫院驗傷，期間所拍的照片可見他的左眼下方有明顯瘀傷，身體亦有多處受傷。警方因而被指責濫用私刑，示威者繼10月3日後，更進一步地使用「黑警」來形容被指選擇性執法、濫權及濫用私刑的警察；而圍毆曾健超事件則被稱為「光明磊落，暗角打鑊」，案發現場亦被示威者命名為「光明磊落的暗角」，諷刺警察公共關係科總警司許鎮德於前一日稱警察執法「光明磊落」後，不足半日便發生圍毆案。
而《南華早報》片段顯示，在示威者沒有反抗的情況下，有警員拉下示威者眼罩，直接向其眼部使用胡椒噴霧，並迫使示威者撤退到添馬公園附近。
警方在當日早上6時半的記者會表示，事件中未收到示威者受傷報告。监警会成员黄碧云表示，从电视片段中，看见警员对示威者施袭，她认为警方已经违反了警察守则，并可能涉及刑事罪行 。學聯秘書長周永康表示衝擊龍和道行動是由網民發起。其後在警方和消防的下午4時的記者會中，警察公共關係科總警司許鎮德稱，警方非常重視今次事件，但由於仍未能錄取到涉事人員口供，故未掌握到資料詳情。他強調，警方會按既定程序，公平公正處理有關投訴。記者多次問到警隊中是否「樹大有枯枝」，許鎮德沒有回應。
在龍和道被警員毆打的示威者曾健超，晚上約10時在警察總部外，在律師陪同下見記者，他表示，會以法律途徑追究警方及涉事警員的責任。他在發言時稱，感謝大家的關心，包括朋友、親戚，並特別感謝新聞記者和傳媒，緊守崗位，拍下他遇襲的報道，並見到他本人，在沒有反抗能力下被打。
下午5時，香港社會工作者總工會發動於灣仔駱克道遊樂場集會，譴責警察無理毆打本身為註冊社工兼社福界選委的曾健超，估計參與社工逾500人。示威者晚上沿駱克道步行至軍器廠街灣仔警察總部集會，表示要為曾健超被打事件報警。警方一度舉起黃旗警告在場者正參與非法集會，雙方一度僵持下，警察分批安排示威者入內報警。
六傳媒工會及組織發聲明，嚴正抗議警員以暴力對待新聞工作者。聲明指今日清晨警方以武力清除龍和道堵塞物及驅趕集會人士，多間傳媒機構及社會記錄協會（SocRec）的新聞工作者，包括記者及攝影師在場拍攝，但期間遭警方無理驅散，甚至暴力對待。聲明又指執行職務的警員完全罔顧新聞工作者的人身安全，以及嚴重踐踏採訪權，對此表示嚴正抗議，促請警方嚴查事件，給予合理解釋。
10月23日傳媒報道，根據一份警隊內部文件，7名涉嫌濫用私刑，參與圍毆曾健超而遭停職的警員名單如下：
| 姓名   | 警員編號 | 所屬警區及職位                     |
| ------ | -------- | ---------------------------------- |
| 黃祖成 | 45180    | 有組織罪案及三合會調查科總督察     |
| 劉卓毅 | 10787    | 觀塘警區反三合會行動組主管高級督察 |
| 白榮斌 | 53158    | 觀塘警區反三合會行動組警長         |
| 劉興沛 | 1879     | 觀塘警區反三合會行動組警員         |
| 陳少丹 | 8215     | 東九龍總區刑事總部警員             |
| 關嘉豪 | 9008     | 九龍城警區警員                     |
| 黃偉豪 | 58545    | 觀塘警區反三合會行動組警員         |

無線新聞部高層下令掩飾警察毆打示威者，引起各界不滿
多間傳媒機構拍攝到有警員圍毆示威者，當中包括無綫電視。無綫新聞最初凌晨的報導指有警員對示威者「拳打腳踢」，但在早上7時後報道刪去旁白和文字報導中「將他放在地上，對他拳打腳踢。期間兩名警員離開，留下的警員繼續再用腳踢示威者」的字句，餘下「警員將他抬起，帶到添馬公園一個暗角位。警員最後帶走示威者，整個過程歷時近四分鐘」。事件引起大批網民不滿，網民把備份的原版本片段上載到YouTube，紛紛批評無綫自我審查。無綫新聞其後分別在中午和六點半新聞報導加回旁白「期間懷疑警員對他使用武力」和「期間懷疑警員毆打他，包括揮拳及腳踢動作」，唯沒有加到最初的網上報導。無綫新聞部27名記者在傍晚在Facebook發出聯署公開信，不滿公司管理層處理警方清場新聞的手法，認為「拳打腳踢」並非失實陳述，強調沒有滲入記者個人立場或情緒，只是客觀根據事實報道。截至10月16日，已有越90名採訪主任、主播及記者參與聯署。而通訊局截至10月15日下午5時共收到250宗投訴，多針對有關報道刪除「拳打腳踢」，剝奪公眾知情權，對前線記者不公平及違反新聞自由。
到10月17日，網上流傳疑似無線新聞部管理層與前線記者會議的26分鐘錄音。有關錄音中，有疑似無線新聞部管理層袁志偉的男子，談到修改旁述的原因。他表示，早上6時35分左右，在《香港早晨》開始前，他致電返公司要求修改。他解釋，這是非常嚴重的事件，警員可能因此被判終身監禁，必須小心謹慎，尤其是涉及法律訴訟；另外，他又質疑片段的用字並不中肯，全憑看影片作判斷去寫。他質疑記者有否問過當事人，甚至問記者「是否他們（毆打曾健超之7名警察）心裏那條蟲」。
無綫電視執行董事兼集團總經理李寶安經公司內部電郵表示，公司支持新聞部主管專業及判斷，抨擊偷錄者「卑鄙和懦弱」，表示公司會嚴正處理秘密錄音外泄事件，追究到底；更不容許敵視無綫的傳媒、或傳媒工會指指點點，企圖干涉編輯自主。

## 10月16日

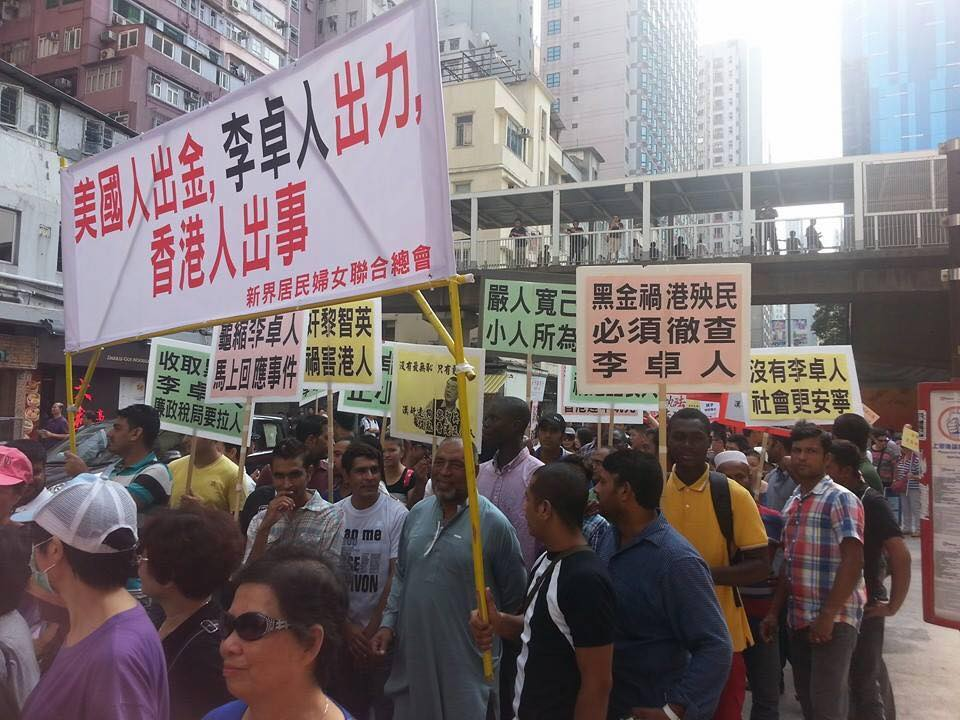
遊行中代表新界居民婦女聯合總會的南亞漢

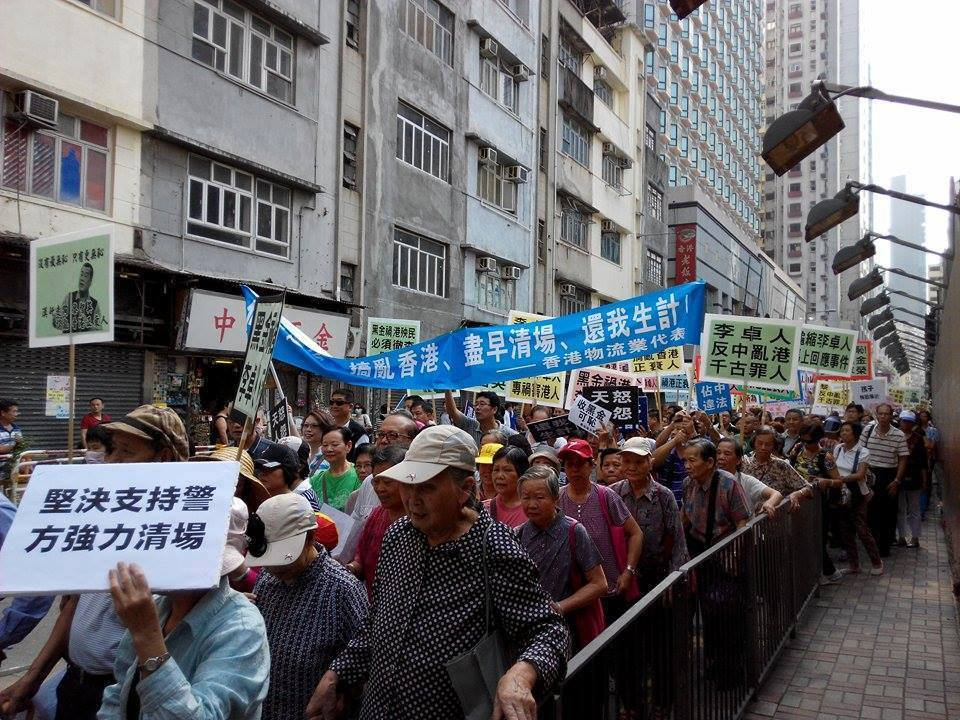
遊行中代表香港物流業的老人家

約700名示威者聲稱不滿職工盟李卓人收取外國資助「黑金」，由銅鑼灣維園遊行至北角廉政公署總部大樓，要求廉署徹查職工盟立法會議員李卓人，收受美國組織NED千萬資助。示威者中，有行動緩慢的老人家、戴口罩的男子及南亞裔人。現場南亞裔人接受記者查詢時，表示不滿李卓人「收受黑金」，但被問及李卓人是誰時，各人均稱「唔知道呀！」。在場負責人亦多次阻止示威者接受訪問，又表示行動屬「自發」，不涉及任何利益。惟有市民拍得有人於遊行結束，乘坐旅遊巴離開後，懷疑向參與示威者派發現金。
政府將透過中間人重啟與學聯對話，期望雙方能於下星期會面，初步考慮邀請大學校長擔任主持人。據了解，會面地點雙方暫擬在黃竹坑的醫學專科學院。梁振英態度依然強硬，稱對話要在《基本法》和憲制框架下進行。
周永康晚上在金鐘的集會上說，會面時將會把港人提出的意見，包括修改基本法、公民提名及廢除功能組別等向政府反映，並表明若政府拒絕承擔，將發動更多不合作運動，向政府施壓。

## 10月17日
警方移除旺角佔領區路障
凌晨5時15分，大批警員排成幾重人牆，由不同方向向旺角佔領區推進。由外圍開始，清除路面上由示威者搭起的障礙物。搬走卡板、巴士站、垃圾桶等物件，又用工具剪斷被膠帶綁起的物件，以及用電鋸鋸斷長竹枝。警方凌晨採取行動，用了大約半小時，警方指，行動並非清場，會保留一定空間予示威人士。期間，早前在彌敦道放置的耶穌像破損。「香港人優先」成員招顯聰懷疑衝擊警方防線，被警員先帶到山東街一棟大廈內，與其他示威者分隔。五分鐘後，再把他押上警車，帶返警署。學聯對警方在旺角的行動感驚訝，質疑實際上是清場，暫時未知會否影響與政府的對話。於早上約7時15分，由交通警員開路，亞皆老街恢復通車。大約半小時後，彌敦道往太子方向亦開通，有警員及市民在旁鼓掌，批評佔領人士假民主之名妨礙別人生活，又說支持警方執法。二十多名原本留守於金鐘的示威者，知道警方於旺角清場後，商議後決定到尖沙咀進行「快閃」示威活動，分散警力。警察公共關係科總警司許鎮德強調，警方不會容許這做法，一定會果斷執法。
旺角佔領區被警方收窄至只有彌敦道南行線，由惠豐中心至港鐵銀行中心出口一小段。仍有市民堅守現場，警方則以鐵馬形成四面包圍。午飯時間，大量上班族送來大量物資，甚至包括香煙。而旺角匯豐大廈中午恢復營業。
李偲嫣到大學抗議

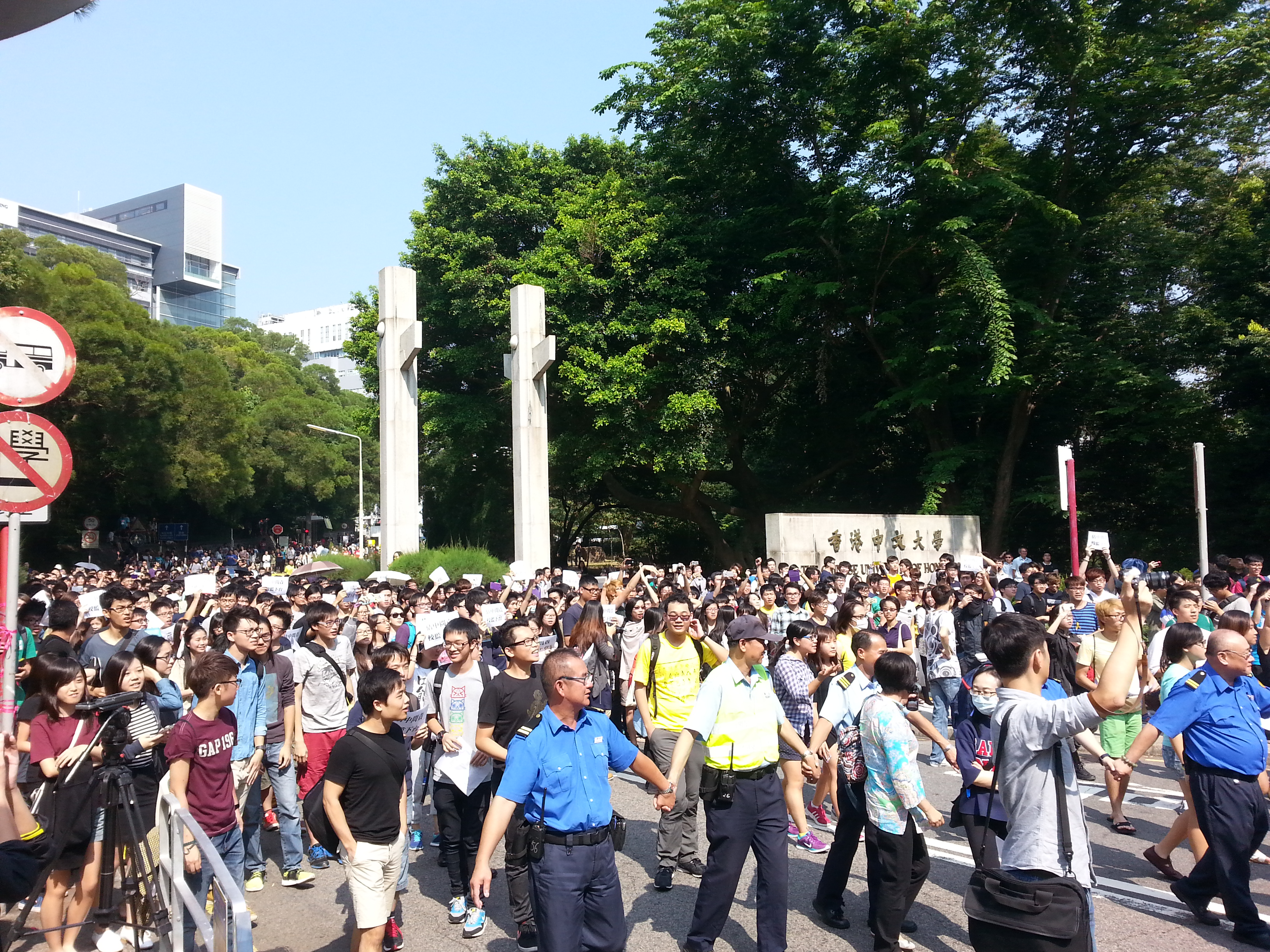
大量學生聚集在香港中文大學校門包圍藍絲帶行動召集人李偲嫣，抗議其領導及鼓動藍絲帶建制派支持者反對雨傘民主運動

藍絲帶行動召集人李偲嫣聯同約30名成員，先後往香港大學及香港中文大學向校長遞交請願信，指摘發起佔中的港大法律系副教授戴耀廷及中大社會學系副教授陳健民，煽動學生參與佔領行動，要求校長交代如何處理。兩間大學都派職員接收了請願信。
李偲嫣與一批成員隨後到中大請願，約100名中大學生在入口高叫「不要黑警、不要藍絲。佔中問責、校監下台」口號，有學生手持仿製警方警告牌製作的雙面橫額，一面寫着「警告李私煙」，另一面寫上「停止搗亂，否則Dem Beat」，諷刺對方。中大出動多名保安及工作人員控制秩序。
示威者重新佔據旺角彌敦道北行線

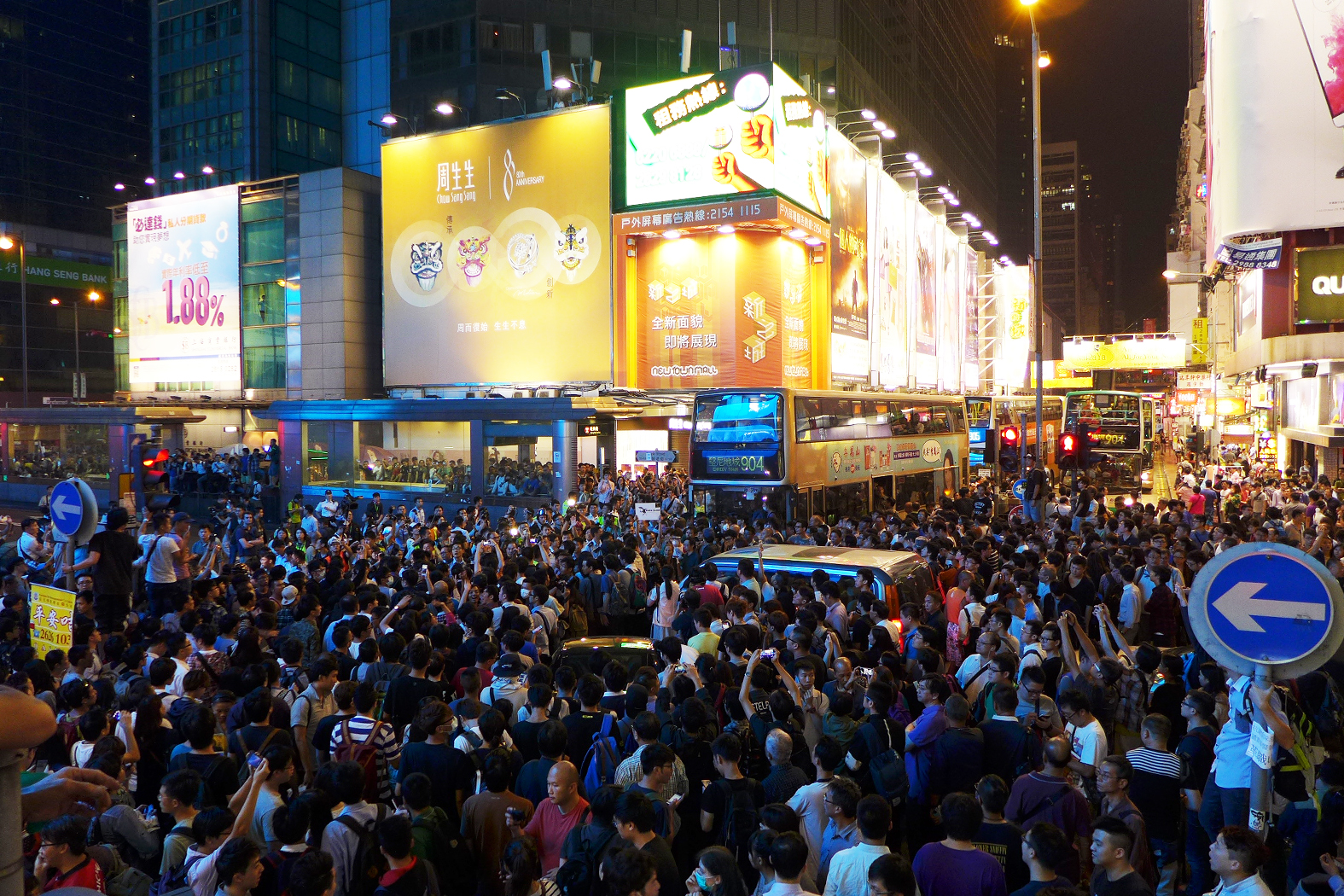
晚上7時半，大批示威者突然衝出亞皆老街及西洋菜南街交界行車線，一度令亞皆老街全線封閉

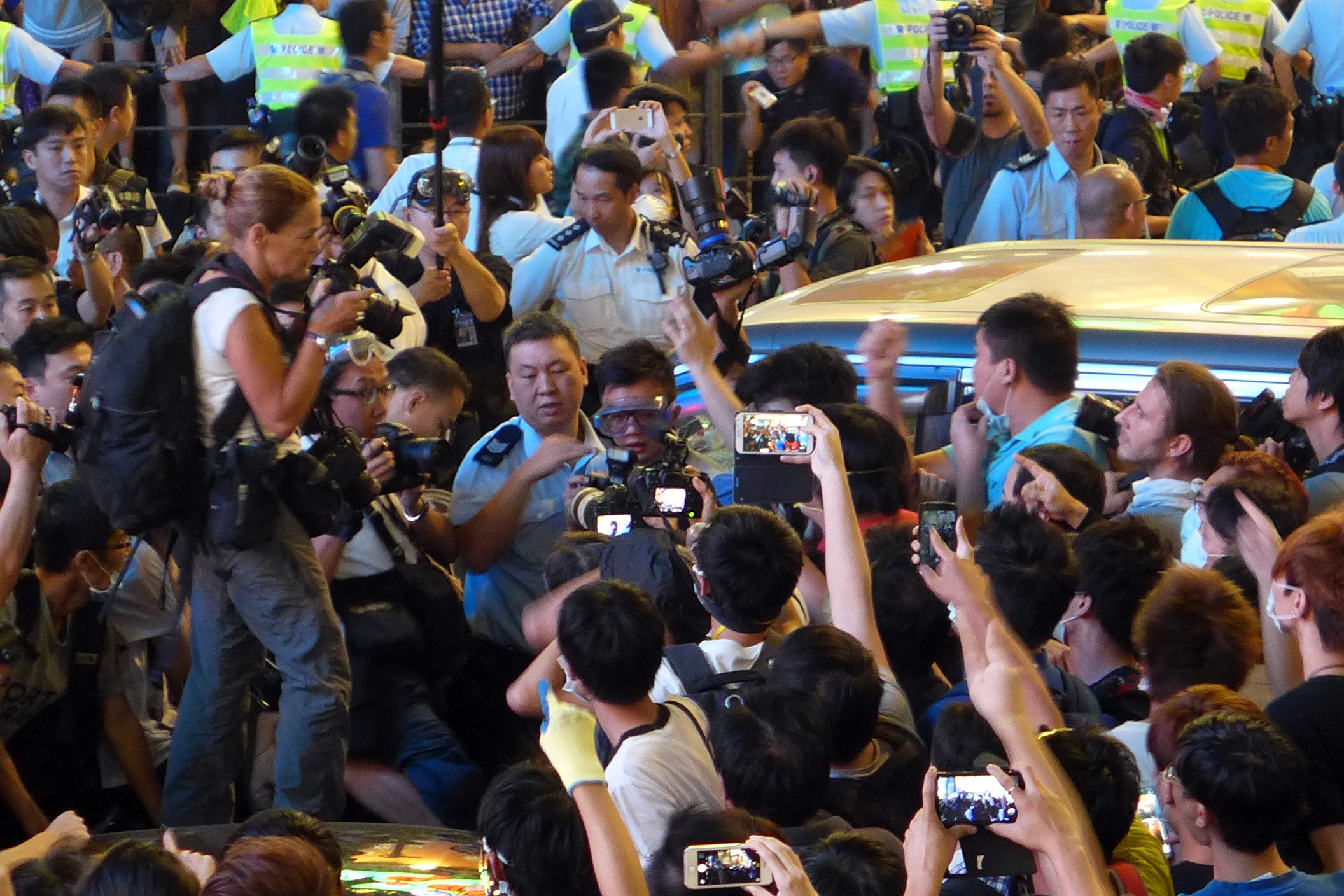
著名美國戰地女記者寶拉·布朗斯坦(左)在採訪期間，被一名司機投訴她站在其車上，涉嫌刑事毀壞被捕，經通宵扣查後獲准保釋。

旺角佔領區昨在警方大規模清除路障不足12小時後，到傍晚聚集在彌敦道及亞皆老街交界的示威者愈來愈多。至大約晚上7時半，有示威者不滿警員不肯退後防線，爆發衝突。有人將帳篷搬到與警員對峙的路口。警員舉起紅旗，警告使用武力，並拆毁佔領區內的帳篷。混亂間，學聯執委梁麗幗與現場的警務督察亦被胡椒噴霧噴中，大批示威者情緒激動。部分示威者曾走向警員防線挑釁，另有警員走上行人路與市民對罵，拘捕數名示威者，其間有示威者被警員拖行，另有示威者被警員腳踢。現場所見，警方安排4至6名防暴警一組，制服衝出的示威者，對掙扎者包括一名捉住警員警棍的示威者，以膝蓋、箍頸等方式先行制服，之後繫上索帶帶上警車，現場市民則大叫放人。警方同時在原本已開通的彌敦道北行線，佔用三線的其中一線組成人鏈，防止示威者衝出北行線。
同一時間，大批示威者突然衝出亞皆老街及西洋菜南街交界行車線，一度令亞皆老街全線封閉，衝突間，彌敦道北行線交通嚴重擠塞，大部份巴士上的乘客落車步行離開。大批警員到場增援及驅趕示威者，並手拉手築起人鏈。晚上8時左右，著名美國戰地女記者寶拉·布朗斯坦在採訪期間，被一名司機投訴她站在其車上，涉嫌刑事毀壞被捕，經通宵扣查後獲准保釋。香港外國記者會發表聲明，譴責警方的行為，指這是嚴重違反記者採訪自由，並要求立即釋放Paula Bronstein及停止一切妨礙採訪的行為。。

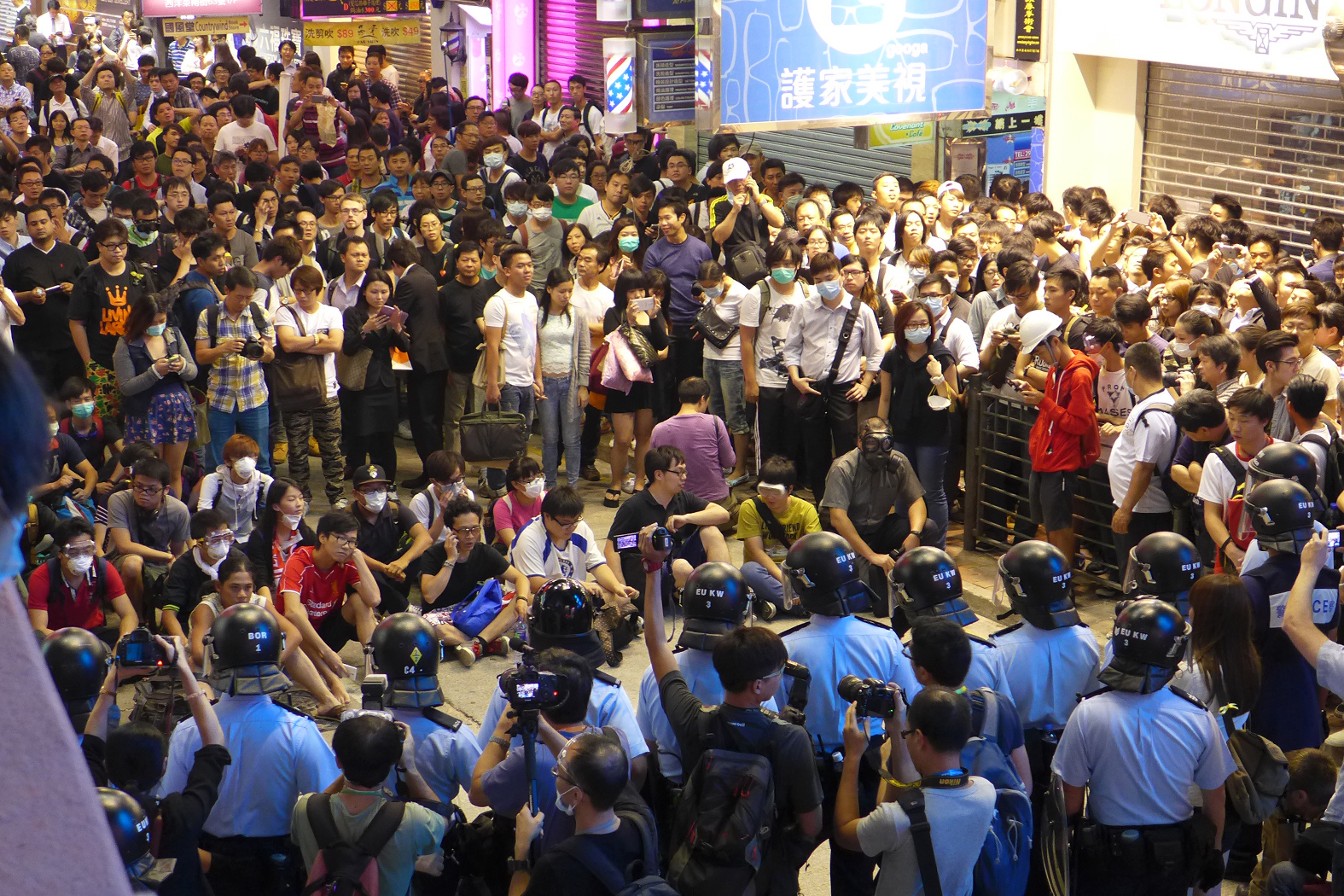
示威者則在西洋菜南街坐下，與戴上防暴盾的警員對峙

警方在晚上9時重開亞皆老街，但另一批示威者則在西洋菜南街坐下，與戴上防暴盾的警員對峙。同一時間，集結於彌敦道的人太多，市民開始以游擊方式進行佔領。南至登打士街街口、雅蘭中心對出，以至砵蘭街及上海街近朗豪坊正門等位置，均有人接連衝出馬路，令北至亞皆老街、南至登打士街的500米長彌敦道6條行車線，再次被示威者佔據，彌敦道多個位置發生混亂。
晚上10時許，大批示威者聚集在彌敦道南行線，示威者隔著鐵馬，打開多個雨傘與警員對峙。警員不斷揮動警棍，又搶奪示威者的雨傘，警方舉起黃旗，呼籲示威者勿衝擊防線。其後示威人士搶走警方鐵馬，並與警員發生推撞，衝出彌敦道企圖同時佔據南北行線。防暴警察以警棍企圖驅散示威者，不斷揮打及搶走示威者的雨傘，並施放胡椒噴霧將他們驅趕返回行人路，制服和帶走多名示威者，場面一度混亂。有部份示威者在大角咀方向前進，在到達新填地街和亞皆老街時坐下，佔領該十字路口。示威者佔領的範圍，較警方在周五早上清場前還大。

晚上11時左右，大批防暴警察沿彌敦道由山東街向登打士街南行，驅趕示威者離開馬路，和示威者激烈推撞。有市民拍攝驅趕時的情況，影片所見警方先衝擊示威者，後出示紅旗，警告不要衝擊警方防線。亦有網民從高處拍攝另一次驅趕時的情況，影片所見警方在沒有示威者衝撃的情況下出示紅旗，隨即衝擊馬路上的示威者，有網民質疑警方才是造成混亂的原兇。
驅趕期間，有多名示威者和市民在沒有反抗的情況下，被警員以警棍襲擊頭部至頭破血流。分別有市民在失平衡跌倒後、背著警員拍攝時被警棍襲擊頭部流血。亦有示威者被驅趕至鐵馬路障前，已退無可退，仍被警察繼續推撞並以警棍毆打和襲擊頭部。
驅趕期間，大批本地和外國傳媒繼續採訪拍攝，有記者遭到警方粗暴對待。有《東方日報》記者拍攝期間與警官爭執，兩度表明身份後，仍被激動的警官極近距離噴射胡椒噴霧，其「唾液鼻涕眼淚一起流」的慘況，被法新社攝影師拍下後上傳到Twitter，遭世界網民廣泛流傳。有示威者在對開被捕時，多間傳媒記者上前拍攝卻遭警方阻撓，有身穿反光衣並身掛記者證的《蘋果》女記者被多名警員粗暴推撞再從後方箍頸拉走，有記者當場要求一名警官提供姓名跟進投訴，該名警官自稱姓嚴，但拒絕透露全名。
凌晨時分，一輛掛有P牌私家車因慢駕駛被警員截停，惹來不少集會人士不滿，要求警方釋放肇事人士。惟警員以司機駕駛態度「有危險」為由，經警告無效下要求記錄個人資料。期間有示威者高呼幾聲「黑警」後，近10名警員即抽起封鎖帶一擁而上，將其按倒地上。當中三名便衣警更手持伸縮警棍戒備，隔開人群，事後將事主帶上警車作進一步調查。
約凌晨12時半，警方退守彌敦道至登打士街路口，示威者重新佔據彌敦道六條行車線。警方發表聲明，指有9,000人在旺角非法霸佔彌敦道南行線，在旺角及金鐘共拘捕30男3女（年齡介乎20至66歲）。行動期間，共有15名警員受傷。食物及衛生局長高永文稱，已接獲200多人受傷報告，單是10月17日晚上10時至18日早上6時有20多人受傷，其中15人留醫，但未有交代示威者受傷數目。
由17日下午2時至18日下午2時，佔領區附近的廣華醫院急症室，共接獲24名市民因佔領行動受傷的個案。主要為頭部、膊頭及手肘等部位流血受傷，多數人經治療後已出院。有部份受傷市民，因擔心入院後會被駐院警員拘捕，故沒有到急症室求醫。
曾於廉政公署任職持械人員的民主黨總幹事林卓廷表示，警察驅趕示威者期間，有警員多次以警棍攻擊示威者的頭部，此乃可能令示威者重傷甚至死亡的致命武力，若警棍擊中頭部可令人骨裂死亡。

## 10月18日

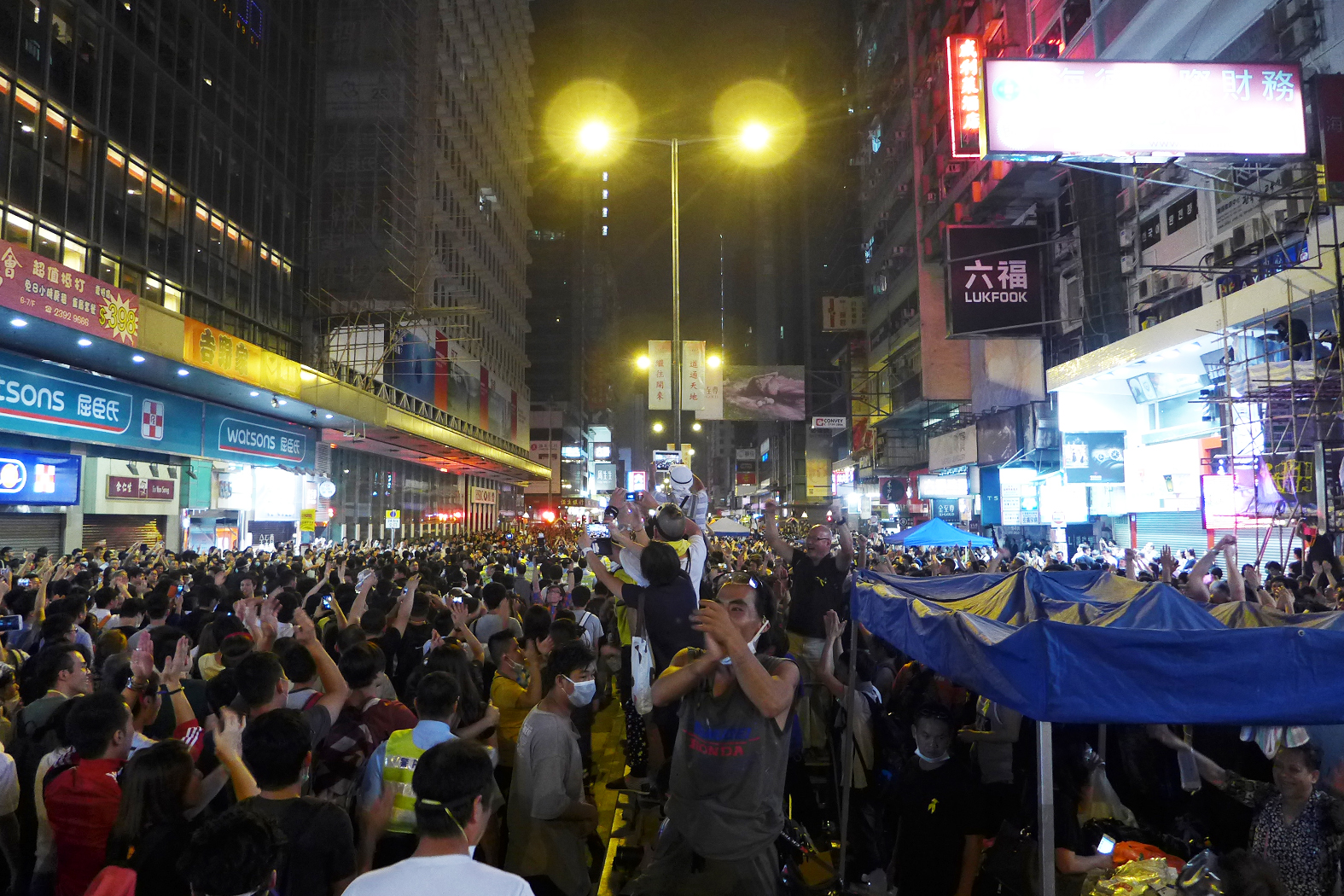
約凌晨12時半，警方退守彌敦道至登打士街路口，示威者重新佔據彌敦道六條行車線，並表示歡喜

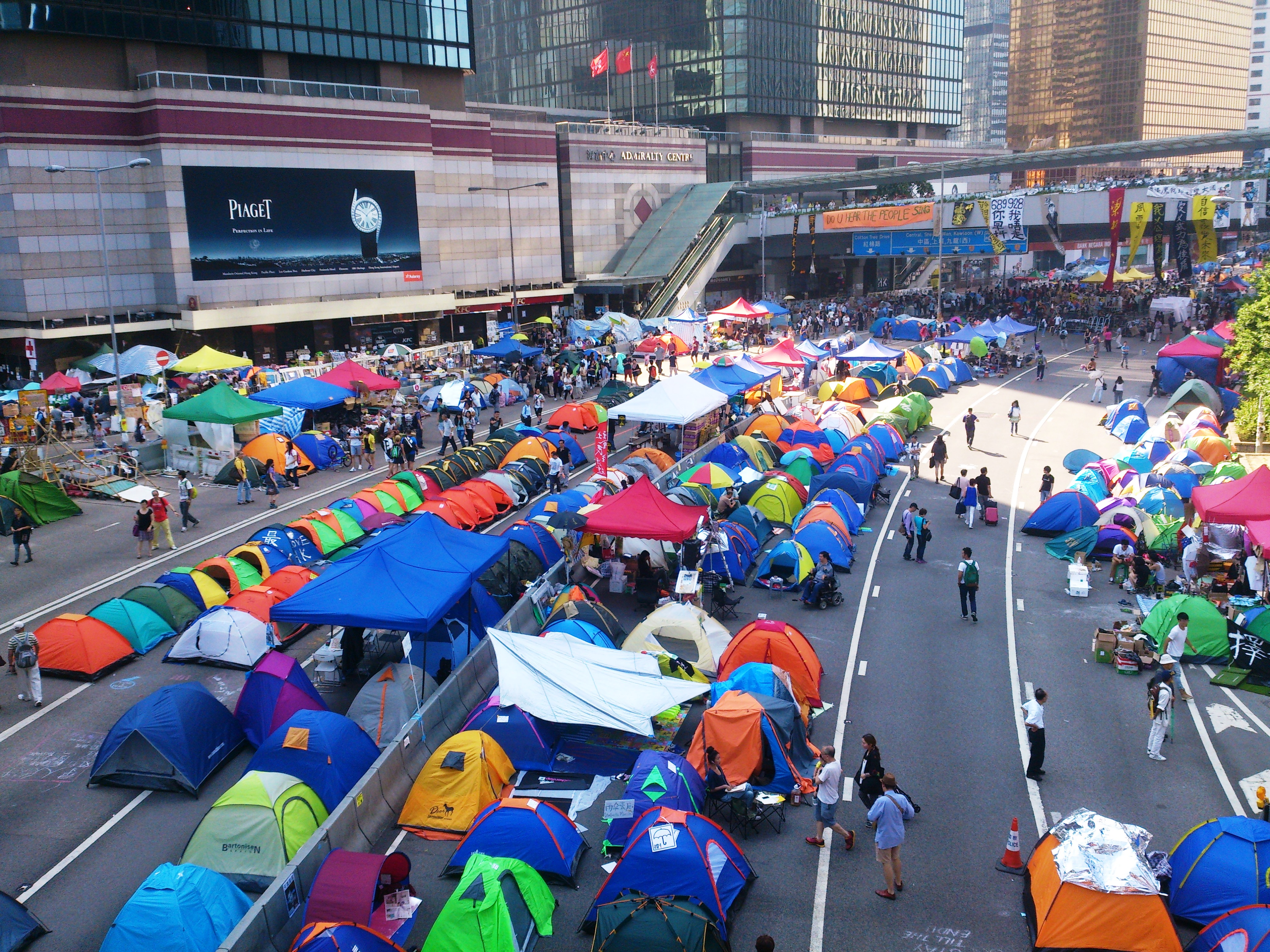
踏入週末，留守夏慤道的帳篷數量回升。

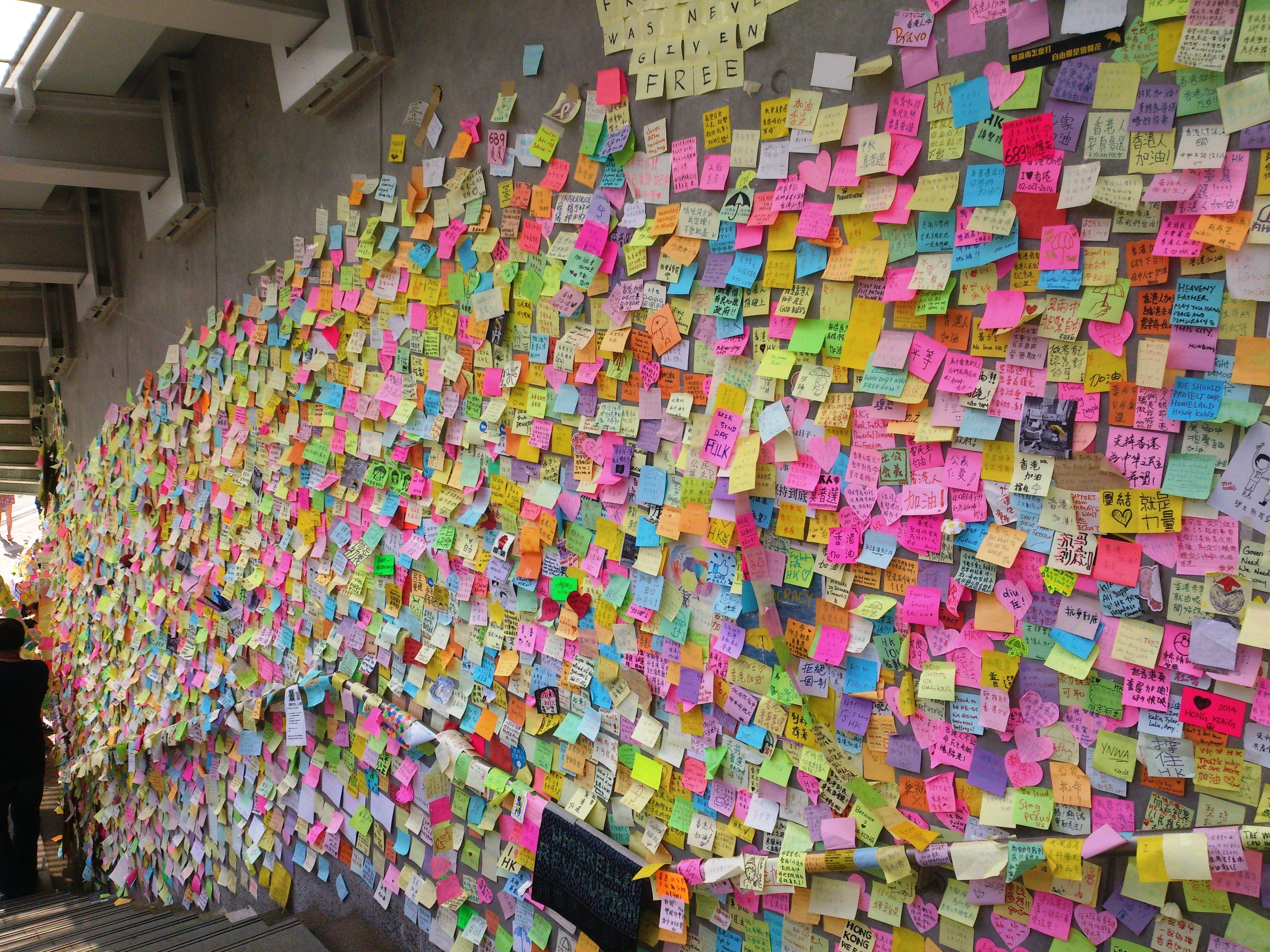
政府總部旁的「香港連儂牆」已貼滿了市民的訴求。

而金鐘集會區則氣氛平靜，晚上有數千人出席夏愨道集會，歌手何韻詩上台與學生合唱，學民思潮召集人黃之鋒則在台上稱讚港人厲害，除繼續佔據3個地點，更有無限復活的打不死決心。
政府與學聯對話落實
政務司司長林鄭月娥表示，計劃在下周二與學聯對話，雙方會各派5人參與會面，歷時約兩小時，在黃竹坑醫學專科學院大樓舉行，會有現場直播但不設現場觀眾，並會邀請嶺南大學校長鄭國漢出任主持。
多名政界人士及局長發表聲明
多名政界人士及局長藉行政長官在香港禮賓府主持2014年度勳銜頒授典禮發表聲明：
警務處處長曾偉雄在9月28日放催淚彈後首次露面，他強烈譴責昨日在旺角非法集結、衝擊警方防線、非法堵塞幹道人士，批評有關行為絕非和平非暴力，是嚴重破壞公共秩序及嚴重危害公共安全。曾強調，警方過去兩三星期採取極度容忍態度，是希望示威者冷靜，以和平、理性及合法方式表達訴求，但非常遺憾，他們依然固我，甚至變本加厲。曾偉雄批評，違法行為不斷傷害香港，令上學的不能上學，上班的不能上班，做生意的不能做生意，有病的不能覆診，各行各業受到非常嚴重影響。但他無回應記者提問。
保安局局長黎棟國表示，昨晚在旺角帶頭煽動衝擊的人，是已知的激進組織分子，昨晚的行為違法和破壞公共秩序，他強烈呼籲示威人士盡快離開。
全國政協常委何柱國，他指出佔領行動是有組織有預謀，批評學生霸佔馬路的行為自私，又表示學生不能代表很多香港人，只能代表他們自己，更稱「學生無資格代表我」，若他是警方「一早已經清場」。他直斥佔中三子被別人騎劫佔領行動，學生亦不可能要求特首梁振英下台以及人大撤回決定，又強調市民需以合法方式爭取民主，認為佔領行動會令未來一至兩個月出現失業潮，或者令部分店舖關閉。他稱警方近日的行動十分克制，專業行動值得尊重。
行政會議非官守議員發表聲明，表示昨晚在旺角區大量人群非法集結、堵塞道路和衝擊警察防線，這些暴力行為嚴重破壞社會秩序，危害市民安全和影響周邊地區市民的生活。
聲明說，這些明顯不是和平集會示威，對發起這些衝擊行為的滋事分子和組織，予以嚴厲譴責。並全力支持警方執法，恢復社會秩序和保障市民生命安全。
警方拘一人涉網上鼓吹參與集會
警方星期六晚在天水圍拘捕一名23歲男子，指他在網上討論區，鼓吹他人到旺角參與非法集會、衝擊警方及癱瘓鐵路，涉嫌有犯罪或不誠實意圖而取用電腦。他亦涉嫌在10月17日參與旺角的非法集會。該男子後獲准保釋候查。

## 10月19日

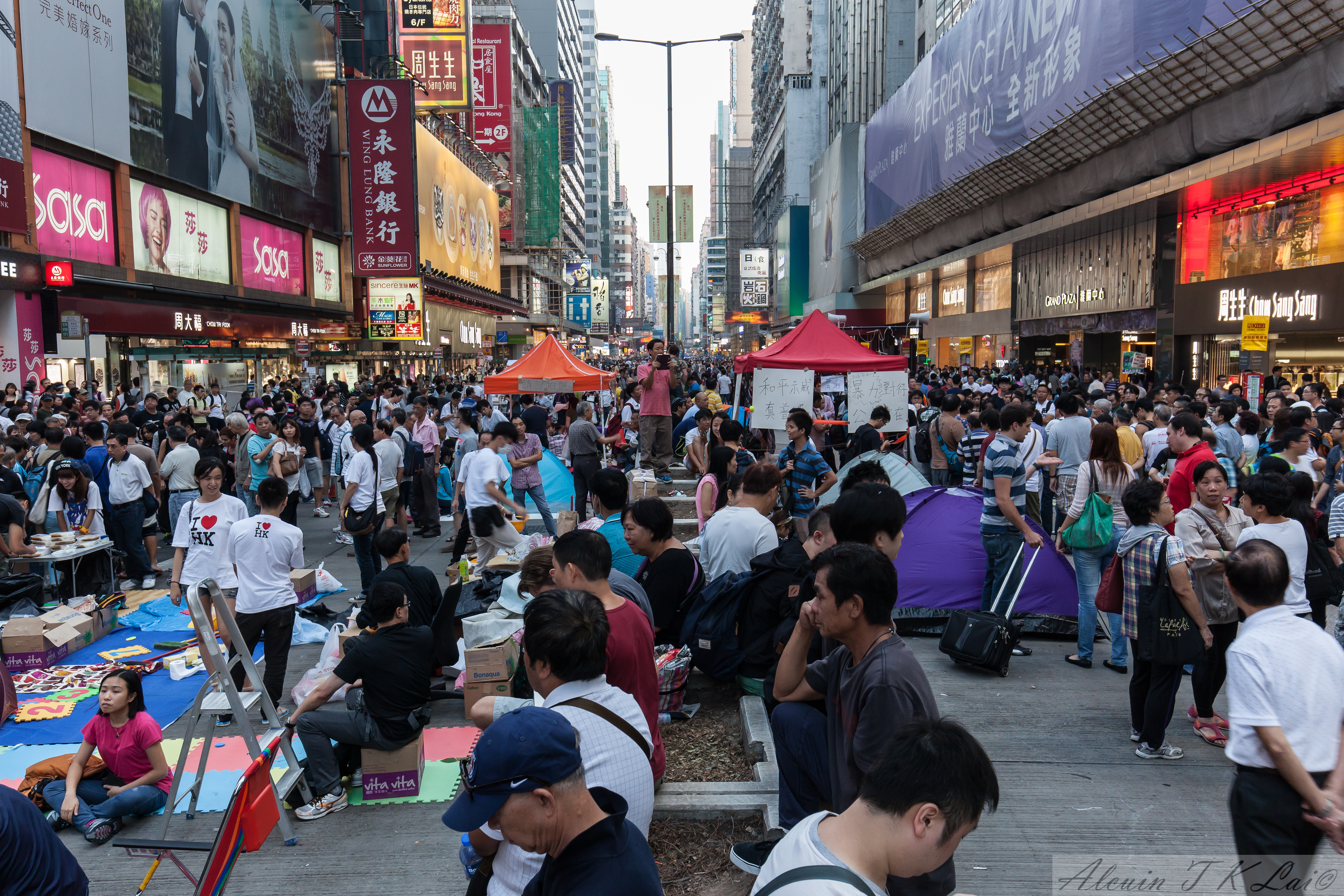
10月19日旺角佔領區

旺角佔領區凌晨12時再次爆發衝突，示威者由彌敦道亞皆老街路的防線，向屬前佔領區主帳位置的亞皆老街與彌敦道十字路口進逼；部分示威者站在鐵馬後，高呼要求警方開路以圖再次佔領。大批手持防暴裝備的警員立即增援，並多次舉起紅旗。防暴警察向雨傘陣揮動警棍，示威者則躲在雨傘後，同時拆除一個示威者物資站，不斷用警棍敲打行人路欄杆，阻嚇示威者逼近，現場氣氛緊張。學聯副主席岑敖暉和社民連黃浩銘凌晨時於彌敦道口向示威者講話，稱示威者只是在爭取公民提名，要求警方不要打人。衝突中警方曾使用較伸縮警棍長半呎的木製警棍，有示威者被打傷頭部，學民思潮成員凱撒亦被打中頭部流血，事件中拘捕4名年齡屆乎25至37歲男子，他們分別涉及普通襲擊、襲擊致造成身體傷害、公眾地方行為不檢及藏有攻擊性武器的罪行。
示威者指接收共11個傷者，10個男傷者，一個女傷者。其中5個頭破血流，2個手腳骨折。其中一個男傷者的頭上有三個傷囗出血，另一個女傷者頭破血流之餘亦有手指骨折，整塊臉有瘀傷及類似鞭笞的傷痕。
旺角彌敦道及亞皆老街，大批警員繼續在十字路口把守，而示威者人數減少，主要集中在匯豐銀行對開。早上情況平靜。示威者仍然佔領介乎亞皆老街至登打士街一段彌敦道，靠近登打士街只有零星示威者，他們在路口設置路障，十數名警員戒備。一名男子涉嫌在網上鼓吹他人參與旺角的佔中集會及衝擊警方被捕。
曾健超在代表律師陪同下，就涉嫌有警員對他的三項襲擊，到警察總部報案。《人民日報》發表署名文章，指佔中背後存在「港獨」陰謀。學聯副秘書長岑敖暉出席一個論壇時表示，學聯與佔中三子等已有共識，佔領行動完結後會自首承擔罪責。警方強調，警員處理示威活動時，只使用最低武力，警員使用警棍只用作防守及驅趕示威者，以減少衝突和受傷的機會。保衛香港自由聯盟發言人韓連山譴責警方使用警棍對付示威者，認為武力程度已足以致命。
下午2時許，約30輛私家車等參與網上發起「汽車圍城 保護學生」慢駛行動，在灣仔演藝學院外的告士打道及分域街一帶慢駛。部分司機帶上黃絲帶。
晚上8時至10時，維園草地有約300人集會，反對佔領行動，大部份人身穿白衣，有人配戴藍絲帶，以示支持香港警察的行動。集會者高舉電筒和亮燈的手提電話，喻意「光復香港」。大會設有帳幕和揚聲器，讓集會人士輪流表達意見，有人批評佔領行動造成混亂，認為他們應理性表達意見，亦有人不滿佔領人士衝擊警方，又指佔領行動犯法。警方在午夜前，先後兩次在現場呼籲示威者不要衝擊，並帶走現場的小朋友。
特首梁振英接受亞視國際台《時事縱橫》訪問，表明學生爭取的公民提名不符合《基本法》，不能讓不符基本法的方案說成合法，又指向人大提交補充報告是困難決定，若接納示威者意見，其他人會覺不公平。梁振英亦指運動已無人可控制，肯定有外部勢力參與，但他不能透露詳情。學民思潮黃之鋒反駁梁振英說，佔領運動絕對不是顏色革命，強調運動沒有外國勢力，反問為何梁在對話前要指控學生。學聯周永康指梁「生安白造」，要求他提出證據。

## 10月20日
入夜後，在旺角亞皆老街及彌敦道交界鐵馬，貼出運輸業界申請禁制令的內容。在被禁止集會的多條街道，仍有大批示威者留守，有示威者表示，即使可能被控藐視法庭的罪名，亦不打算撤離佔領區。有法律系學生指，未必遵守禁制令，亦有人認為，小巴和的士業界申請臨時禁制令，只是政府打輿論戰的技倆，所以不會退讓。
高院頒發臨時禁制令
潮聯公共小型巴士有限公司、共同提出申請的香港計程車會主席兼代表黎海平和的士司機從業員總會的代表譚駿雄，及金鐘中信大廈業主，在學聯與政府對話前夕入禀高等法院申請禁制令。晚上，高等法院頒發臨時禁制令，禁止阻礙金鐘龍匯道及添美道交界的中信大廈的三個出入口，以及禁止佔據旺角一帶道路，同時禁止佔領者妨礙清除路障。相關臨時禁制令有效期至星期五早上。法庭的決定可減低受傷人數，以及協助警方及相關部門解決事件。中信大廈業主歡迎法院決定。

## 10月21日
中信拆鐵馬

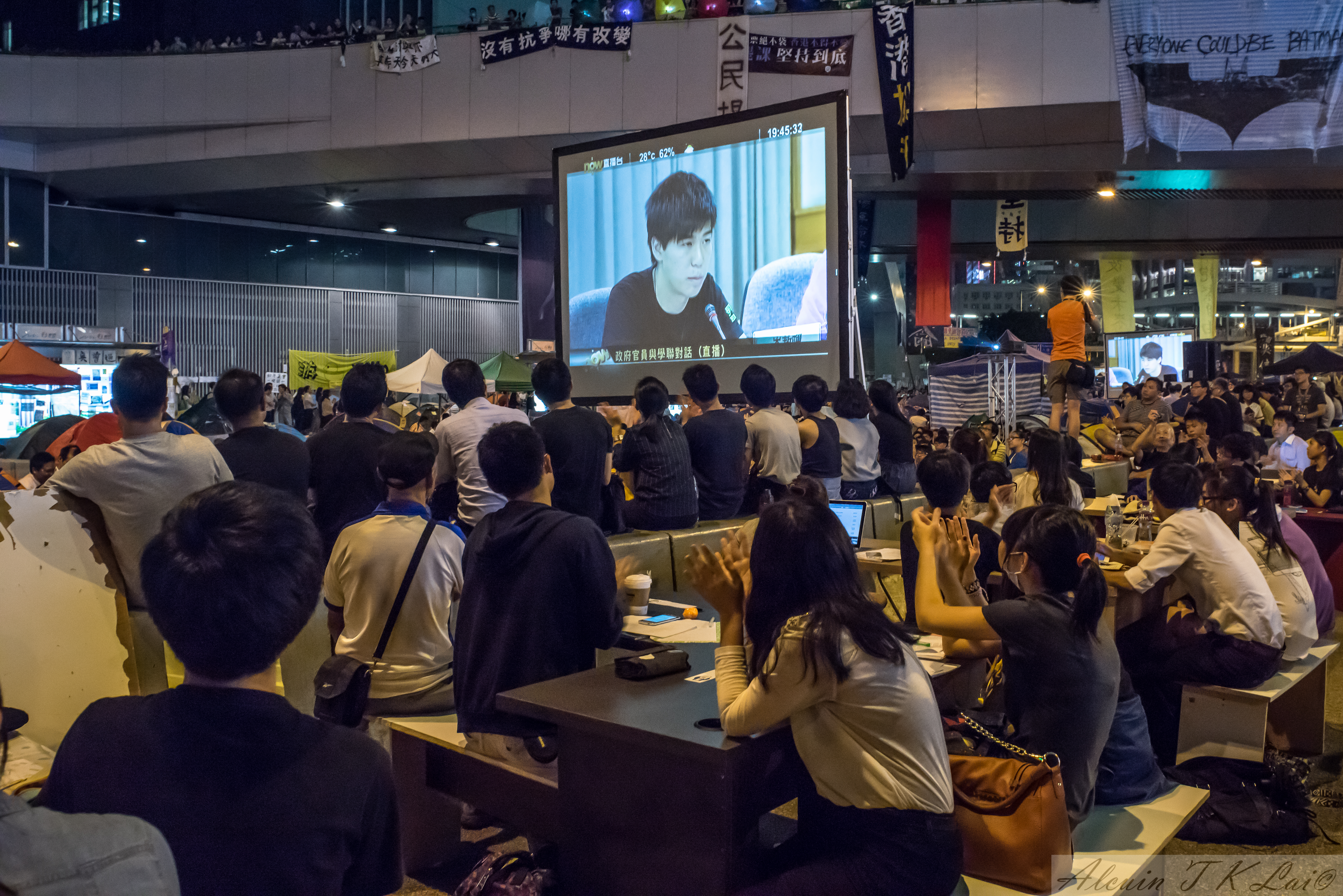
大批市民再次來到金鐘夏慤道，觀看學聯與政府對話直播。每當政府官員發言時，在場市民報以噓聲；當學聯代表發言時，市民則為他們鼓掌

金鐘中信大廈業主前日獲法庭批出臨時禁制令，委託大廈管理公司清出中信大廈停車場出入口以及添美道和龍匯道車路。中信大廈早上11時在停車場出入口張貼傳訊令狀，有示威者發現後出言阻止，有職員即向示威者派發禁制令，但示威者拒接，亦有途人指摘中信職員做法不當，而職員亦停止拆除鐵馬。到下午職員在警方陪同下，拆除大部分阻塞停車場出入的鐵馬。
而的士和小巴業界申請禁制令，獲法庭頒令示威者要清拆旺角佔領區障礙物，不過彌敦道一帶示威者繼續佔領，並無拆走路障。早上有大廈的保安嘗試拆走鐵馬，被在場示威者阻止，要求保安於執達吏在場才採取行動，有警員到場調停。下午約四時，中信大廈再次派出職員拆走在停車場出入口外的障礙物。職員利用剪刀，剪斷扣上鐵馬的膠索帶，再將鐵馬、膠馬、路牌和交通錐逐一移走。警員拍攝清走障礙物情況，同時呼籲在場示威者冷靜。清走鐵馬期間，有示威者坐在鐵馬上聲稱休息，旁邊有多名示威者用手按著一排鐵馬。立法會議員李卓人到場了解情況。律師勸喻坐在鐵馬的示威者離開，但對方不予理會，反而愈來愈多示威者坐上鐵馬。職員最終暫停行動，餘下一排鐵馬未能清除。
學聯與香港政府首輪會談
學聯秘書長周永康表示，今天與政府對話的內容，會以政改方案為主。
香港政府與學聯在黃竹坑醫學專科學院大樓就香港政治改革進程進行第一輪會談。政府一方提出了4點回應：仍有空間處理香港政治改革、日後可重啟政治改革五部曲、成立平台讓多方發表意見、向港澳辦提交額外香港民情報告。
學聯對政府的回應表示質疑，認為實質作用不大。
政府深夜發出聲明，稱政府「懷着最大的誠意與學聯的同學代表就政制發展進行了兩小時坦誠和有意義的對話，政府並提出了4點回應。惟得悉學聯認為政府無給予實際回應，就此政府表示失望」。學聯批評，政府向中央提交的政改報告不全面，最終令人大落閘。
鄭國漢再次承諾，會不偏不倚主持會議，期望對話可拉近雙方距離。行政長官梁振英星期一在禮賓府接受外地傳媒訪問時表示，行政長官候選人須經提名委員會產生，不應該只追求人數多，否則香港會步向福利主義。難以期望一次對話解決問題，政府抱最大誠意聆聽學生意見。

## 10月22日
3團體申禁令 要佔領者離夏慤道
冠忠巴士集團有限公司、中港澳直通巴士聯會和公共巴士同業聯會向高等法院申請，向佔領人士提出告票，要求佔領人士撤離夏慤道東西行線。他們表示，夏慤道東西行線路面被霸佔，令港島北嚴重塞車。冠忠巴士集團有限公司表示，在佔領行動首24天最少錄得300萬收入損失。告票內容要求所有阻礙該區正常交通運行的佔領者離開和把其他障礙物移離夏慤道。學聯、職工盟、工黨等多個團體由金鐘遊行至禮賓府，逾百名市民，多名立法會議員聯同多個基層團體，抗議行政長官梁振英的言論踐踏低收入家庭。警員舉起警告標語，指可能會作出檢控，被遊行人士喝倒彩，最後警方放行。代表潮聯小巴公司的律師陳曼琪在旺角現場宣讀法庭發出的臨時禁制令，當時下著大雨，她拒絕打傘，之後將禁制令掛在鐵馬上離去。
反佔中人士及暴徒於旺角拆路障
數十輛的士及一輛泥頭車，下午1時許駛到旺角彌敦道的佔領範圍，律師在登打士街宣讀法庭命令後，有反佔中人士同大型剪鉗立即移除障礙物，現場有衝突。大批警員增援到場，在路中組成人牆，亦有警員向到場司機了解。到傍晚，一批聲稱自發到旺角佔領區拆除路障的人士，再到旺角新興大廈對出，拆除一半路障，引起佔領人士不滿，被示威者包圍。期間一名有份拆路障的南亞裔人士，突然以鐵鉗攻擊佔領人士，情況被拍下，影片顯示他一共捅了兩次，隨即離去，被刺男子倒地，佔領人士欲阻止他離去，但亦不果。其後警方介入，分隔雙方，並把拆路障的人帶離現場，佔領人士重建路障。一批軍裝警員在佔領人士外築成人牆，分隔支持佔領人士。警方聯絡主任要求拆除障礙物的市民離開，表示他們在現場會有危險，影響公眾安寧。一小時後，數十輛的士駛至抗議佔領人士的行動，又拉起橫額，有夾斗貨車到場準備。有佔領人士面部流血，警員上前將兩批人分隔，清拆行動只開展五分鐘便停止。
10月29日，涉嫌以鐵鉗兩次刺向佔領人士的南亞裔人士接受《壹週Plus》記者訪問，透露自己來自巴基斯坦，在香港長大，洋名是阿Sam，中文名字是阿士林。阿士林自稱是「受害者」，並指自己也有被打，反責是記者看不到。阿士林當日全程跟隨綠色和諧成員拆路障，被記者問及是否認識綠色和諧和有否收取報酬，阿士林矢口否認，並稱是替的士司機朋友不值才反對佔領。
一男子疑在旺角企圖縱火　被佔領人士制止

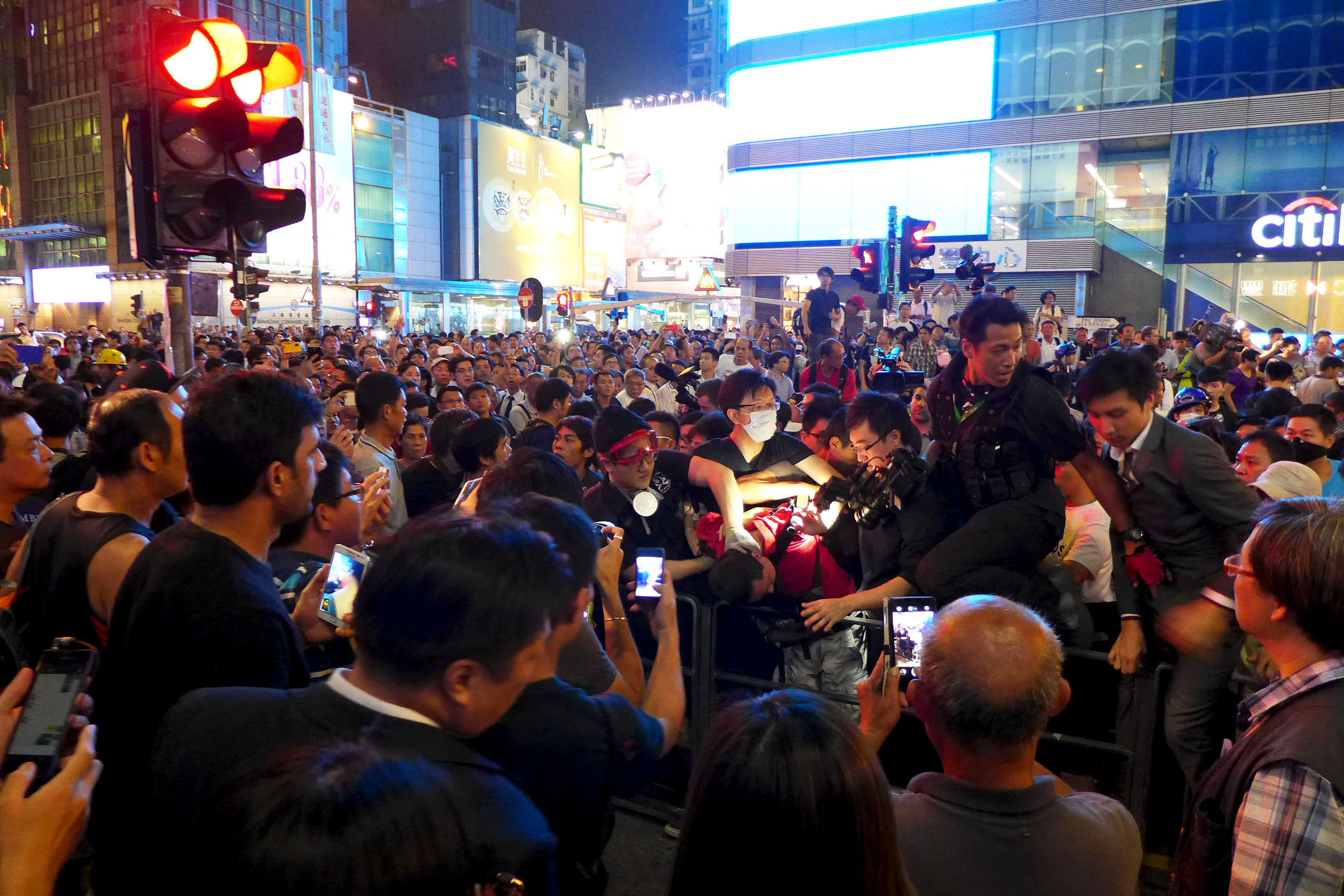
一名身穿紅衣的中年男子企圖縱火，隨即被佔領人士制止。

傍晚6時許，彌敦道的惠豐中心外一名身穿紅衣的45歲姓馬男子，手持數個玻璃樽，將它們拋到地上，玻璃樽破裂流出液體，並傳出天拿水的味道，該名男子手持打火機，企圖點火，隨即被佔領人士制止。警方已拉起封鎖線，並到場調查，地上遺下玻璃碎片。至於該名企圖點火的男子被制服後暈倒，被送上擔架，由救護車送院治理。警方以涉嫌縱火被捕及扣留調查。疑犯早前送院時清醒，左腳受傷。
至晚上，佔領和反佔領者仍然對峙，佔領者重建不少路障，並有更多示威者到旺角佔領區聲援。晚上8時許，在佔領範圍內的陶德大廈，有人從高空擲下4袋疑似糞便及油漆，有數人被濺中，當中包括一名男童，由父親陪同離開；警員上樓調查，在天台發現數罐油漆及污漬。隨着深夜下大雨，現場氣氛漸趨緩和。
警察公共關係科總警司許鎮德指，該日中午至23日在旺角佔領區發生14宗案件，共拘捕10男1女。其中一名醉酒男子企圖縱火，亦有一宗高空墜物，數袋油漆及糞便從高處墜下到彌敦道，多人被濺到，包括一名身穿校服的男童。他重申旺角是高危地區，小童及學生不應前往。
《蘋果日報》遭人淋黑液
凌晨約二時半，在香港、九龍三處《蘋果日報》發行地點，幾乎同時遭人淋黑色液體，逾萬份《蘋果日報》染黑而報銷。在中環民光街，大批報紙被豉油淋濕破壞，散落地上，警方封鎖現場調查。警方列作刑事毀壞案處理，暫時未有人被捕。
Kenny G Twitter事件
美國知名色士風演奏家Kenny G於Twitter貼出身在金鐘自拍，網絡亦同時流出多張其本人與在場人士合照，並指他支持佔中，說過「I hope you guys win」。同日中華人民共和國外交部發言人華春瑩在新聞發布會點名提到Kenny G，表示其作品在中國廣受歡迎，但香港佔中是違法行為，希望外國政府及個人言行審慎，不要以任何形式支持佔中及其他違法行為。及後Kenny G於Twitter刪除最先相片，又連貼7帖解釋，與佔中劃清界線。多份報導都對其行為表示關注，更有認為他聽到人民幣的聲音比公議聲音大，其所吹奏的實為「息事風」。

## 10月23日
獅子山上垂掛「我要真普選」巨型標語

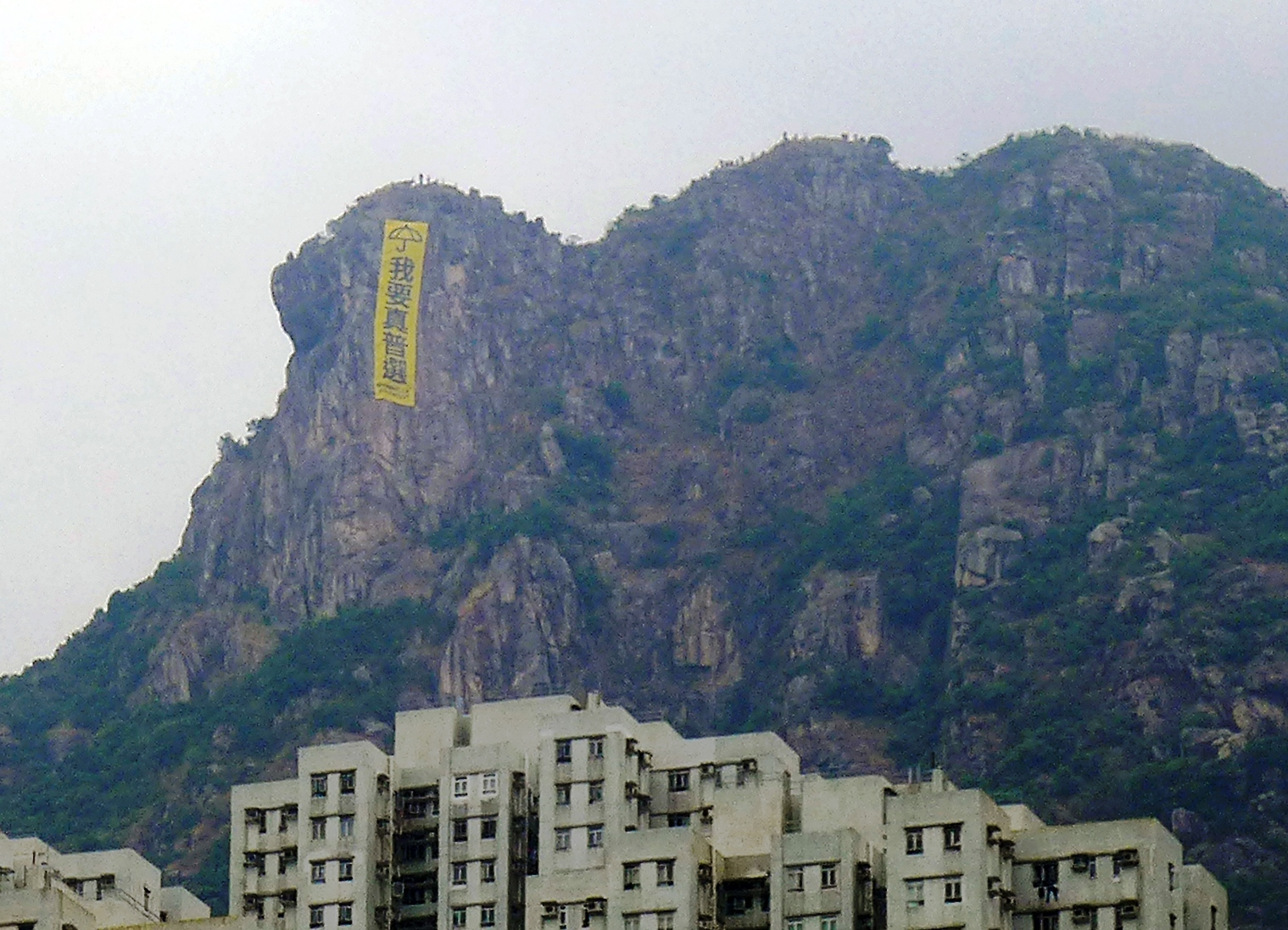
一群攀山愛好者在獅子山上展示「我要真普選」的巨型橫額，聲援雨傘運動

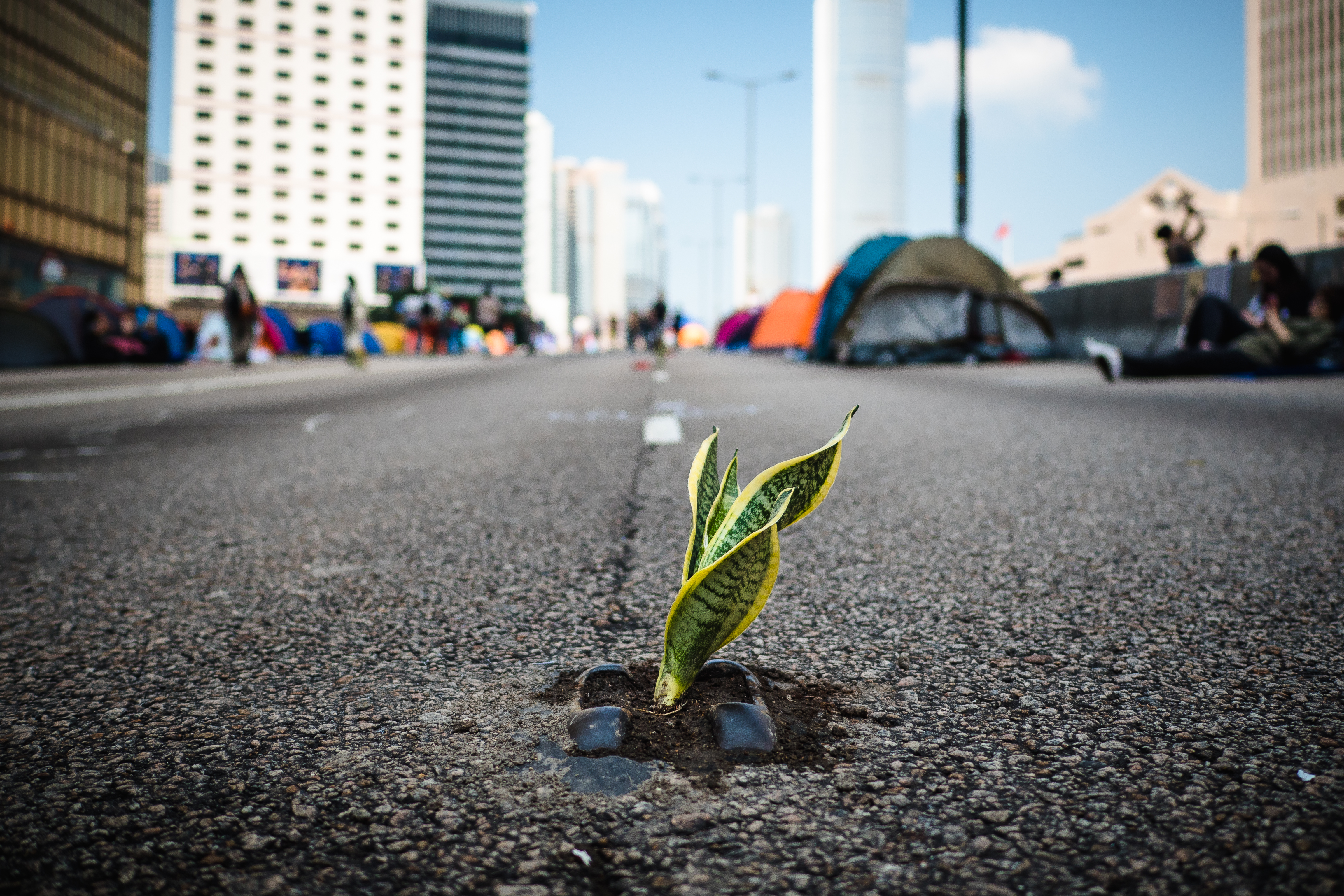
金鐘夏慤道的植物

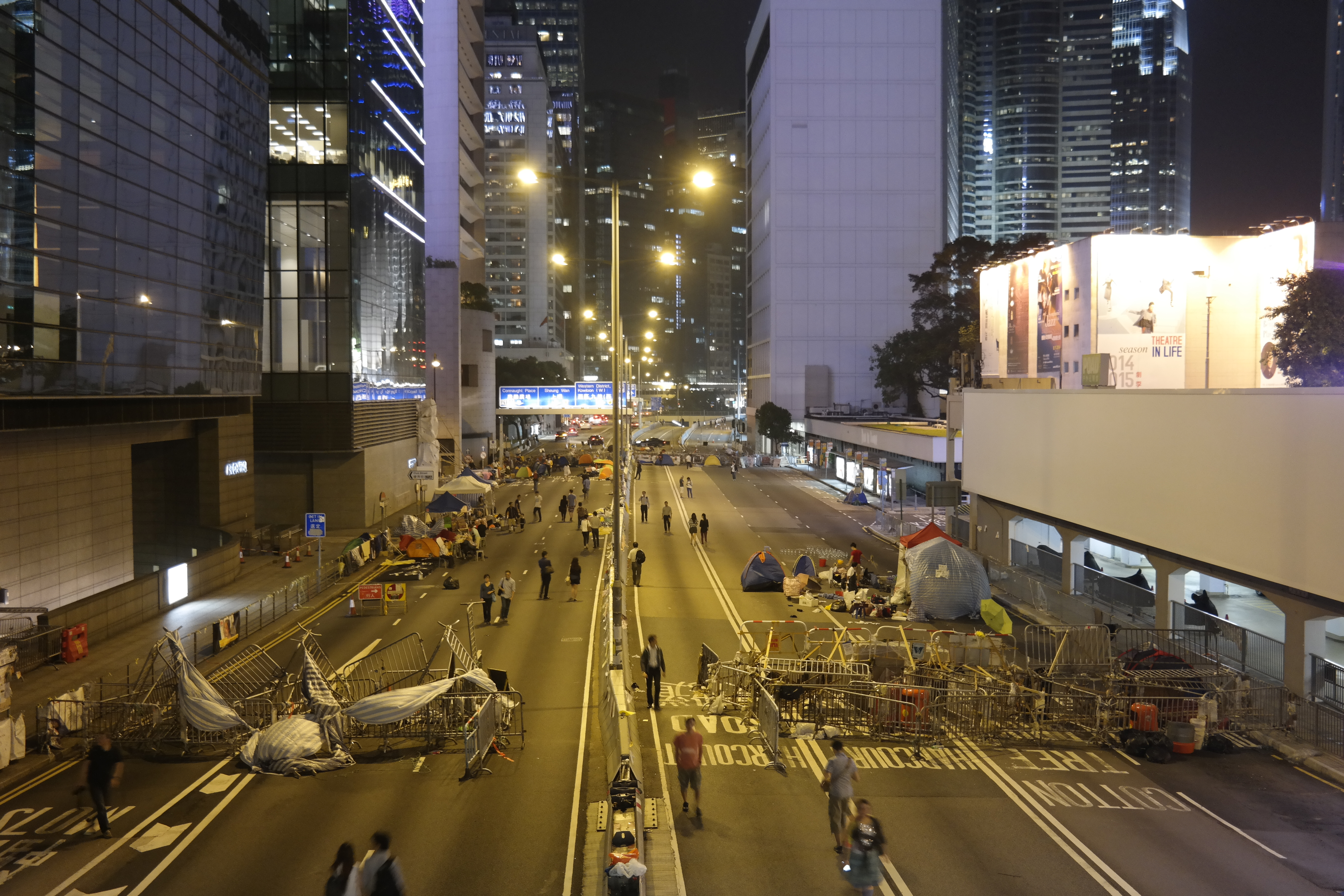
中環干諾道中路障

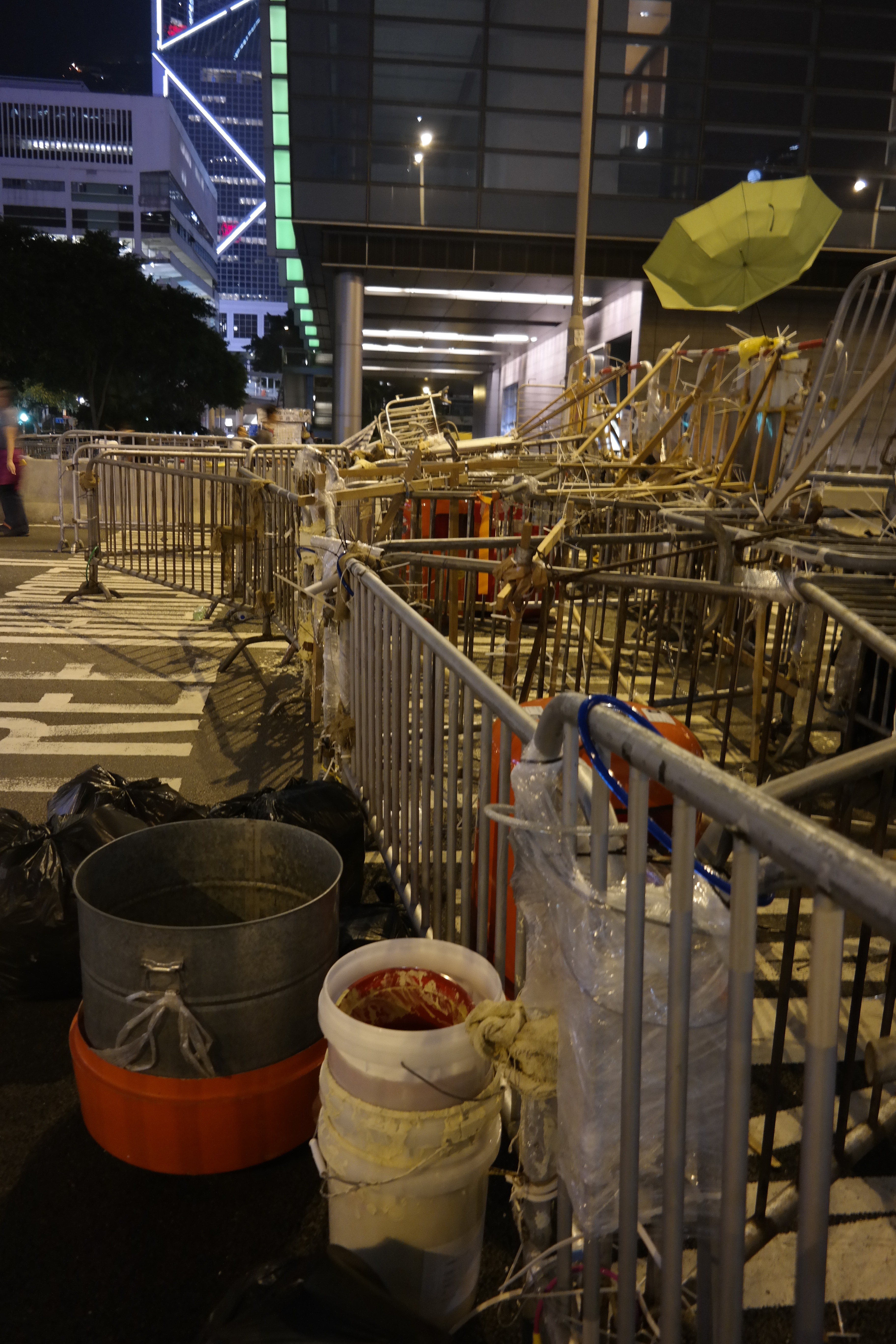
金鐘路障，帶有單車鎖

上午10時許，14名以「香港蜘蛛仔」為名的攀山愛好者，在獅子山上展示一幅6米乘28米寫上「我要真普選」的巨型橫額，聲援雨傘革命。寫上我要真普選，並印有雨傘圖案攀山行動召集人Andreas說，香港沒有普選，以致政府傾斜地產商，「捱出頭來」的「獅子山精神」已消失，希望透過行動聲援雨傘革命，以示「為公義拼搏，逆境自強」的新一代獅子山精神。有市民報案指有人爬上獅子山頂掛橫額，警方暫列作求警協助案處理。警方大約早上十一時接報，警員接報登山，站在獅頭的攀山人士既無承認，亦無否認懸掛橫額，其中3人聲稱身分證留在山腳的車上，警員陪同3人下山。漁護署稱，根據《郊野公園及特別地區規例》，任何人未經許可，不得在郊野公園或特別地區內展示任何標誌、告示、海報、條幅，違例者最高可被判罰2000元及囚3月。由於案發地點位於獅子山郊野公園範圍，署方會跟進調查，如有足夠證據將會檢控。
金鐘佔領區周日投票回應政府
晚上10時半，學聯向政府提出要求「民情報告能影響人大決定」，以及「多方平台不能只討論2017年後發展，要討論2016、17年的政制發展」。學聯、和平佔中及學民思潮亦宣布，周日晚在金鐘佔領區就上述兩項內容舉行電子投票，以獲取授權向政府反映意願。

## 10月24日
獅子山上的巨型標語被移除

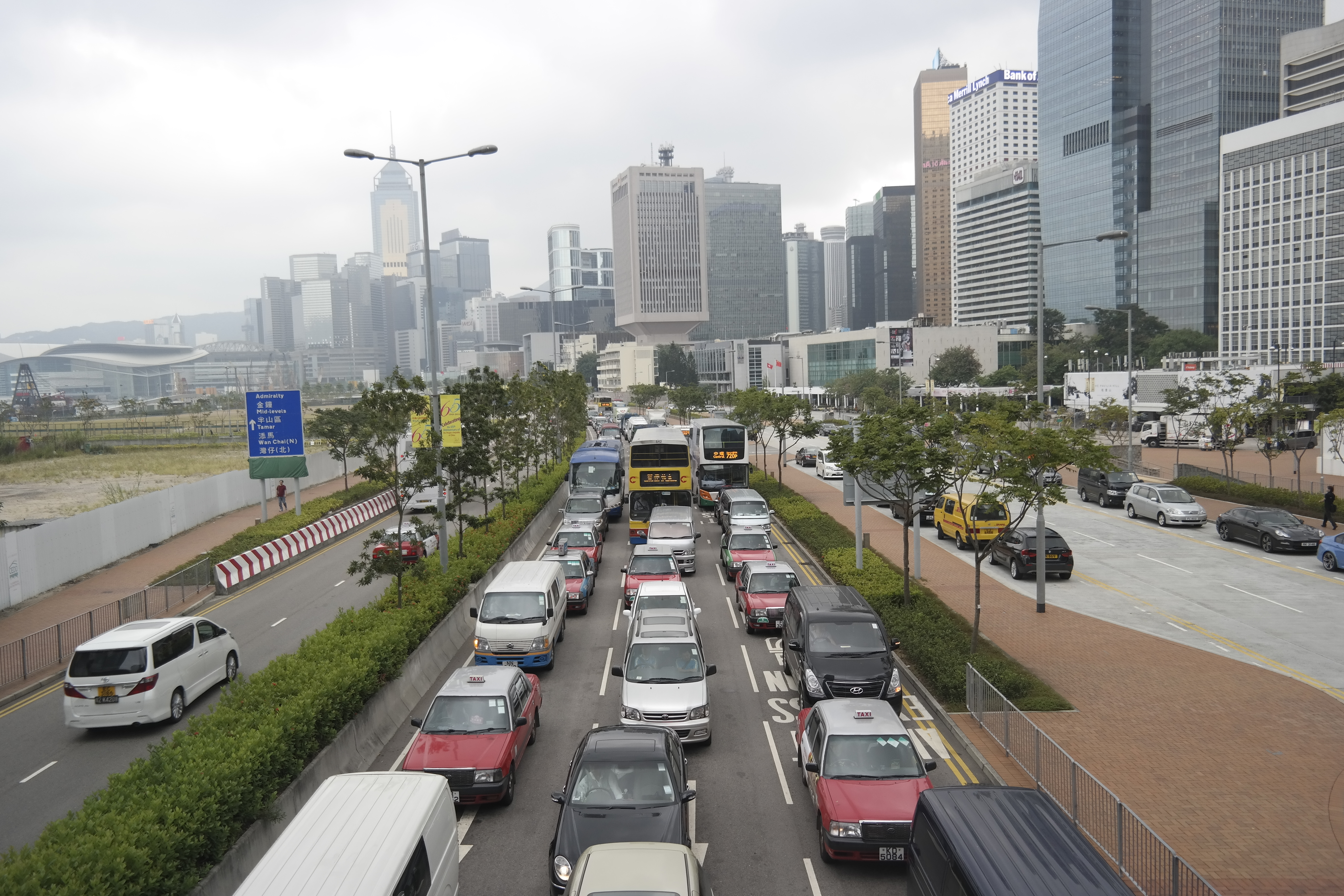
受干諾道中等主要幹道被封閉影響，龍和道成為了進出中環的主要路徑之一，擠塞情況嚴重。

日前被懸於獅子山頂上的「我要真普選」巨型標語，政府相關部門則稱直幡懸掛的位置涉違法及有潛在風險，行動約中午12時半開始，派出13名消防高空拯救隊人員移走直幡，塞進垃圾袋抬落山，歷時約一小時，現由漁護署暫時保管。其間多名行山者大叫「唔好拆呀」、「我要真普選」及「梁振英下台」口號，惟工作人員沒有理會。移除直幡方法，是把幡由下而上收起，其間直幡外觀出現「我要真」及「我要」情景，被多個傳媒用以報導標題，指「政府收起『普選』」及「港人面前，正式收起「『真普選』」，顯示普選爭議。
「香港蜘蛛仔」得知直幡被拆除後發表聲明，稱深信香港人要求真普選，永不言敗。政府可以拆獅子山上的直幡，但家中的窗台及各處、甚至自己的額頭，都可掛起「我要真普選」五大字。多名巡山警察及漁護署人員亦來到山頂，由兩名警員負責把守，要求在場人士離開。部分漁護署人員就到另一個山頭視察情況。他們由山頂游繩而下，先拆走鞏固標語的繩，然後將標語收起，用了大約一小時，成功拆走標語。
董建華召開記者會
前行政長官董建華再次召開記者會，率先表明已感覺到學生的不滿，亦聽到學生的訴求，但強調公民提名違反《基本法》和人大決定時不能更改。他指出佔領行動影響中港互信、對經濟負面影響，亦令香港嚴重撕裂，要求佔領人士撤離。董指出佔領不是革命，中共不會出動解放軍，也指梁振英會完成任期，同時大家應為香港警察感驕傲。董建華表示，行政長官梁振英收取澳洲公司UGL巨款事件，是正常商業活動，在道德及操守上都無問題。2017年的特首普選貨真價實，已經是真普選。被問到佔領運動是否顏色革命，董建華不認同。他又相信警隊可以妥善處理佔中，不用出動解放軍。
下午時分，自由黨黨魁田北俊向特首梁振英提出建議，指行政長官梁振英這兩年，在多方面的管治做得不好，令人感到憂慮，應考慮向中央請辭。
數十名戴口罩男子旺角拆路障
有市民於10月23日晚上7時，拍攝到連日來在旺角拆路障的綠色和諧大聯盟核心成員伍忠榮及姓周的光頭男，與同黨在尖沙嘴茶餐廳策劃清場行動，有人「吹雞」，更聲稱「做賊都不怕」，揚言要淋火水、放火燒。10月24日，數十名戴口罩男子於下午3時，分別在亞皆老街、豉油街及山東街清拆路障，對企圖阻止的佔領人士拳打腳踢，並將泊在路邊的單車擲向佔領人士。社民連副主席吳文遠和一名《蘋果日報》記者受襲，但現場警員未有阻止，再被質疑「放軟手腳」。（綠色和諧大聯盟曾於10月13至15日，以綠色和平大聯盟為名，號召民眾於深夜阻礙《蘋果日報》運報車進出。環保組織綠色和平為防混淆視聽，於10月15日成功向法庭申請臨時禁制令，禁止大聯盟再用綠色和平之名。大聯盟隨即改名，由「綠色和平」變成「綠色和諧」。）
其後警方在旺角拘捕6人，全部涉普通襲擊，包括一名襲擊《蘋果日報》記者的29歲男子，以及一名31歲、經常手持「美國隊長」盾牌的男子，他涉嫌用盾牌推倒一名持鉗子清除路障的白頭漢。

## 10月25日
保普選反佔中大聯盟 全港收集簽名

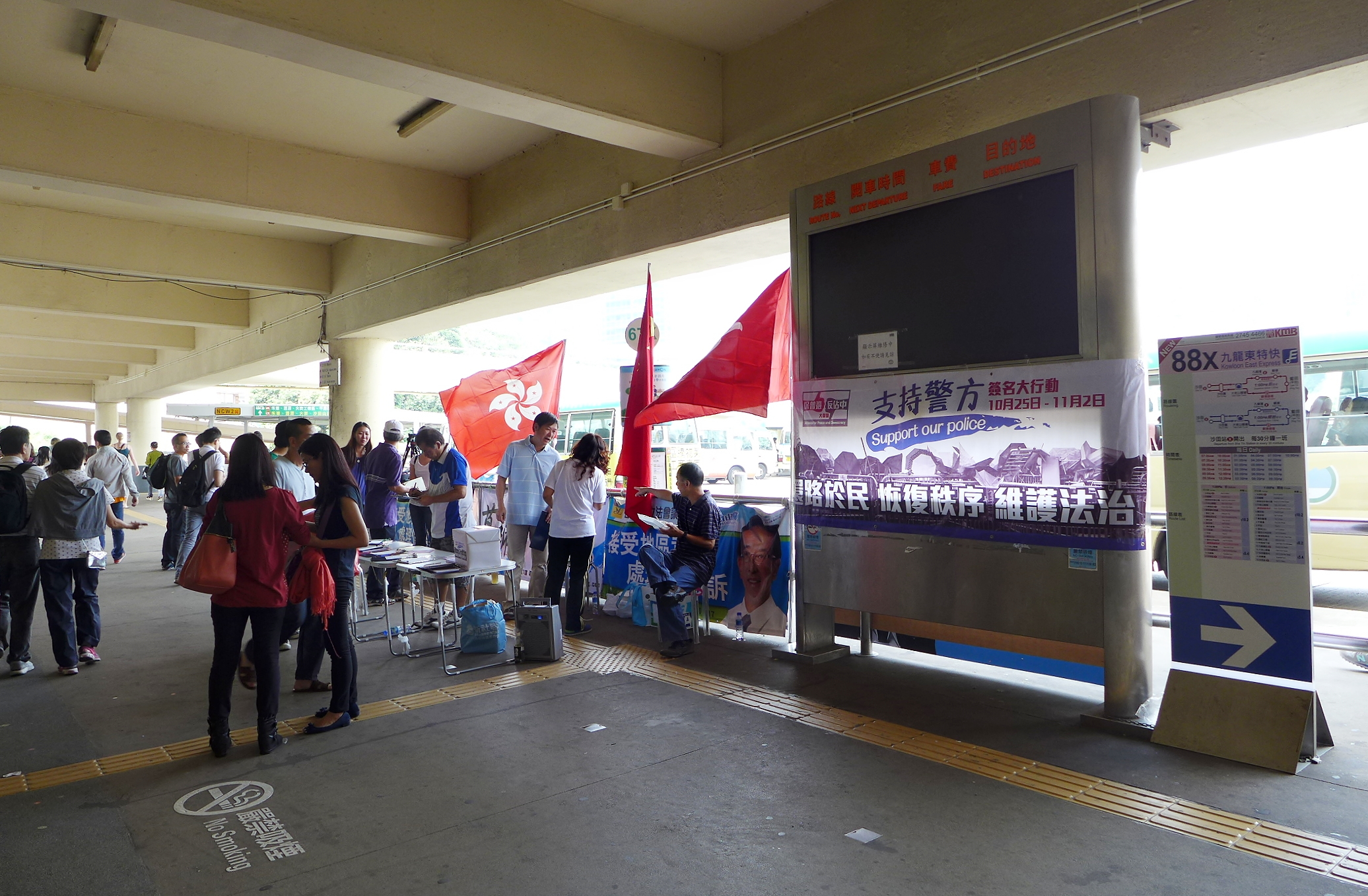
保普選反佔中大聯盟於港鐵沙田站街站

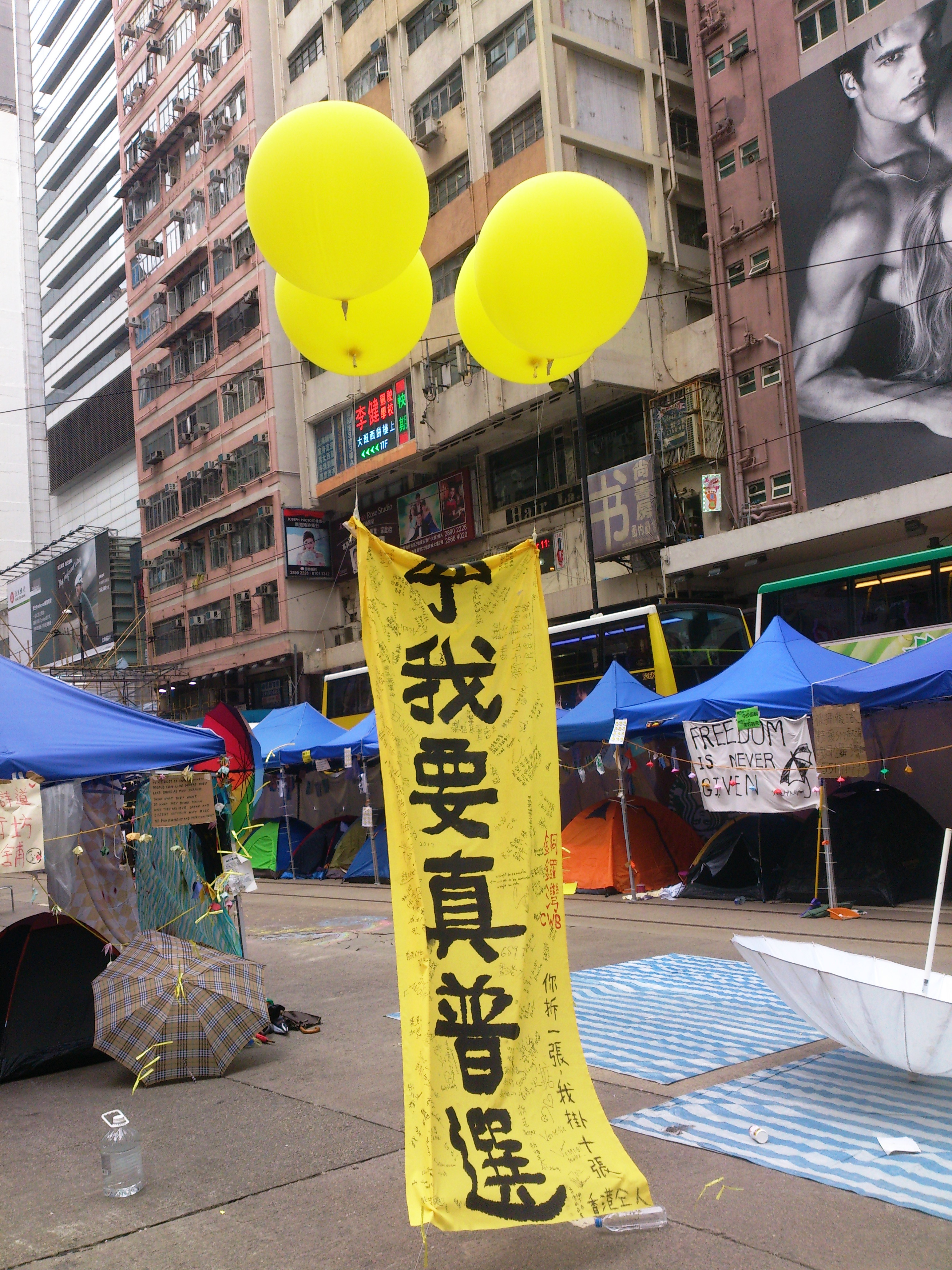
仿照日前獅子山上展示「我要真普選」橫額製作的小型橫額在銅鑼灣怡和街佔領區展示。

「保普選反佔中」大聯盟由10月25日至11月2日發起簽名行動，支持警方執法。大聯盟在全港設置908個街站，發起簽名行動。在中環一個街站所見，有不少市民簽名支持。有市民表示，參與簽名是要維護法治精神，認為今次佔領行動不只影響佔領區內的商戶和市民，亦影響香港的零售業和市民的心情，希望警方能使用最低的武力清場。又認為，學生犯罪亦應該被拘捕。食物及衞生局局長高永文指，佔領行動持續近一個月，影響多區市民生活及運輸業界的生計，故大部分問責官員均會響應反佔中大聯盟發起的簽名行動。
截至晚上9時正，大聯盟聲稱一共收集到逾32萬個簽名。其中近28萬為街站簽名，40,000多為網上簽名。保普選反佔中大聯盟舉行支持警方簽名行動，要求佔領團體還路於民，恢復社會秩序及維護法治。保普選反佔中大聯盟總結首日收集簽名的情況，指將軍澳及大埔的街站曾被騷擾，需報警處理。其中將軍澳街站是被支持佔領的人士衝擊，批評他們撕裂社會。
中學生於坑口反佔中街站示威 惹推撞4人被捕
大聯盟傍晚在港鐵坑口站對開設置街站，約10名聯校中學生政改關注組成員到街站示威，唯遭30多名撐警市民包圍指罵，雙方發生口角。混亂中，六人包括一名警員被推跌地上。一名不足18歲的學生支持佔中，舉起雨傘保護跌倒的女生。但該學生卻被指耍賴，被警員及支持警方的市民撕破雨傘。混亂中，一名警長手掌受傷流血。警方今晨證實，在場共拘捕4名17至26歲的男子，另有兩名警員受傷。案件已交觀塘重案組跟進。
佔鐘男子絕食24日盼再撐
在金鐘佔領區絕食24日的政府測量師莫紹文表示，已做好長期作戰準備，絕食至曾經贊成「袋住先」的各界領袖能誠實道出方案的不足。預期可繼續絕食40至50日。莫紹文在過去的24日，只飲水、鹽水及一些補充營養的藥物，他表示身體狀況良好，已適應絕食的情況，並接受治療厭食症醫生詳細檢查及諮詢意見。
反佔領行動於尖沙咀鐘樓外舉行集會 四記者遭藍絲帶集會者毆打
反佔領行動的「藍絲帶運動」、「撐警大聯盟」及「正義聯盟」3個團體於尖沙咀鐘樓外舉行集會，反對佔領運動，大約一千人參加，集會人士坐滿文化中心外的廣場。大會在台上以電子展版顯示「清場」和「佔中不代表我」等口號，亦播出數段佔領區發生衝突的短片，集會亦有歌手演唱。其間最少有4名無綫電視及港台記者晚上採訪集會時，被參加者圍堵及踢中腰腳，無綫攝影記者被人從後襲擊，眼鏡飛脫，要由同事保護離開。記者亦被拉扯至衣衫不整，面部有傷痕，需要警員介入調停，並護送記者離開現場。港台記者在外國記者協助下，到文化中心暫避。集會近尾聲，一批集會人士圍著無綫電視的採訪隊指罵，要由警員分隔。混亂期間，攝影師眼鏡飛脫，其頭部亦被襲擊。他的同事立即上前保護他，護送他離開。事後一名參與集會人士拿著無綫新聞部的攝影機，一度拒絕交回給無綫的工作人員，警員事後介入。而半島電視台的採訪隊亦指被集會人士質疑記者身分和指罵，他們亦報警求助。港台記者已報警，香港電台節目製作人員工會於facebook專頁中表示，即時起暫停採訪有藍絲帶組織之活動。無綫、港台、記協、攝影記者協會及新聞行政人員協會嚴厲及強烈譴責暴行，其中港台表示憤怒，會採取法律追究行動。另外，一名港台女記者採訪同一個集會時，亦報稱遇襲，耳機被弄壞。她表示，因拍攝問題與集會人士爭執，突然有人從後拉扯她，令她跌倒，又踢她的肩膀和背部，她報警後送院檢查。李偲嫣指，譴責任何情況下使用暴力，但強調只是個別參與者的行為，與大會無關，又表示不排除有人蓄意混入生事。李偲嫣表示，準備了兩個果籃，親身送往無綫及港台慰問。對於有傳媒暫停採訪藍絲帶活動，她反指暴力事件未經調查，就將責任推向藍絲帶，是極不公平的指控。無綫電視新聞部嚴厲譴責藍絲帶襲擊電視台記者事件，希望各方尊重及保障記者的採訪權利。無綫指，記者及攝影師有明顯被打的傷痕，已經報警和送到伊利沙伯醫院驗傷，促請警方果斷執法，防止類似暴力事件再發生。新聞部亦去信行政長官梁振英及警務處處長曾偉雄，要求調查記者採訪藍絲帶運動被襲案，果斷執法。
對於有記者報稱被反佔中人士襲擊，民建聯主席譚耀宗表示，反對一切暴力行為，參與集會人士都要保持克制。保普選反佔中大聯盟發言人周融指，強烈譴責昨晚襲擊記者的反佔中人士，要求警方盡快執法，又指會與任何使用暴力的人士劃清界線。立法會主席曾鈺成譴責記者被襲擊事件，他表示，不能判斷警方是否執法不力，但理解警方這段時間的工作很艱難。政務司司長林鄭月娥對暴力對待記者的事件，予以強烈讉責，強調警方會不偏不倚執法，把施襲者繩之於法。行政長官辦公室發表聲明，指行政長官及特區政府一向尊重新聞自由，對於有關暴行予以譴責，警方一定會嚴正跟進。
警方於10月26日傍晚在荃灣拘捕一名61歲中醫師，在案中涉襲擊無綫電視的新聞工作者。曹接受查詢時說，佔中影響其生計，又撕裂香港，令他很痛苦。他稱沒有打人，指當晚場面混亂，有人大叫有佔中者前來「搞事」，他稱誤以為在場記者是佔中者，又說看不到記者有採訪用的咪、攝影機等，其臂章雖寫着「Press」，但不懂英文而有誤會。警方高度關注事件，已交由西九龍總區重案組調查。到10月27日，警方再拘捕多一名涉案人士。
警方到2015年4月29日首次公開表示，涉向4名港台及無綫電視記者施襲者，一律因證據不足未作刑事起訴。記協主席岑倚蘭對警方決定表示詫異及匪夷所思，質疑當日眾目睽睽，且有大量照片，何以會證據不足，要求警方交代有無作多方位調查。
特首稱宗教體育界無經濟貢獻
特首梁振英繼早前接受外國傳媒訪問時質疑公民提名或令政策傾向月入少於1.4萬元的基層後，梁振英出席仁川2014亞洲殘疾人運動會中國香港代表團返港歡迎儀式後會見記者，解釋選舉安排要符合「均衡參與」原則時，指宗教界和體育界「沒有任何經濟貢獻」，但在選舉制度中亦有參與。特首辦深夜發聲明補充，指梁振英就提名委員會的意見，是指必須實踐《基本法》中的均衡參與，體現不同界別的社會功能，而不是以人數或經濟價值來分配委員人數。發言人稱，特首及特區政府一向十分重視香港的體育發展和體育界的貢獻，全力支持體育運動朝普及化、精英化和盛事化三大方向發展。
經濟學家關焯照指梁的說法有常識問題，因為體育運動會帶很多其他經濟發展，例如世界盃帶來的消費、旅遊等，宗教團體辦學等也有貢獻，相信梁見統計處數據沒有量化，就當這些界別沒貢獻。
新華社批香港富豪對佔中仍未表態
新華社英文報道指，早前訪京的一眾香港富豪，包括長和主席李嘉誠、恒基主席李兆基、嘉里主席郭鶴年及九倉主席吳光正仍對佔中仍未表態。董建華是香港少數幾位富豪表明反對這場持續一個月的運動。唯網站紀錄顯示，報道於傍晚約7時被刪除。新華社晚上9時再發稿，報道指「商界多位知名人士和商會發表言論，斥責『佔中』嚴重破壞社會秩序」。

## 10月26日

旺角佔領區設習近平撐著黃色雨傘的易拉架，吸引不少遊人拍照

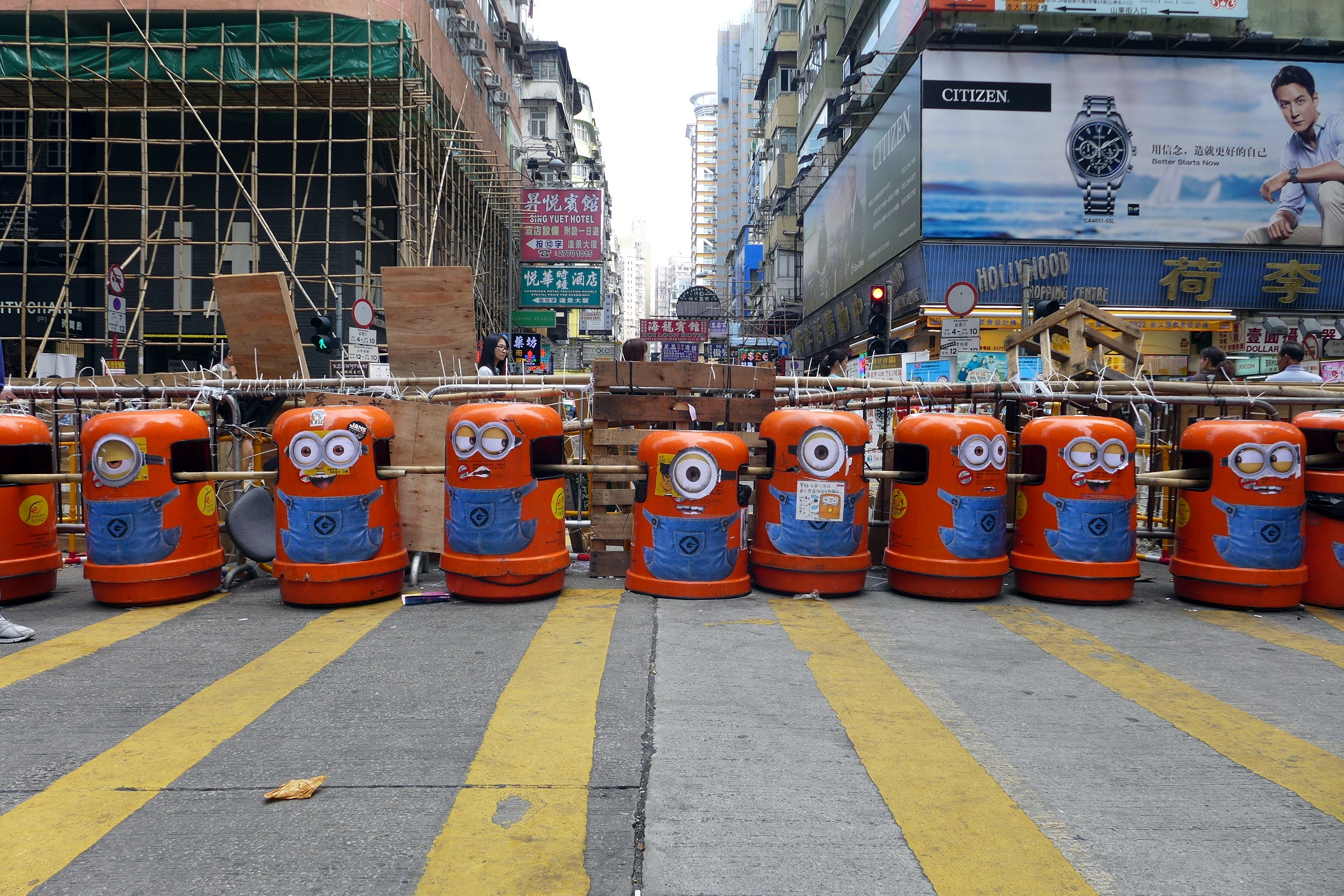
山東街近星際城市位置的垃圾桶貼上神偷奶爸中的角色小黄人作為裝飾

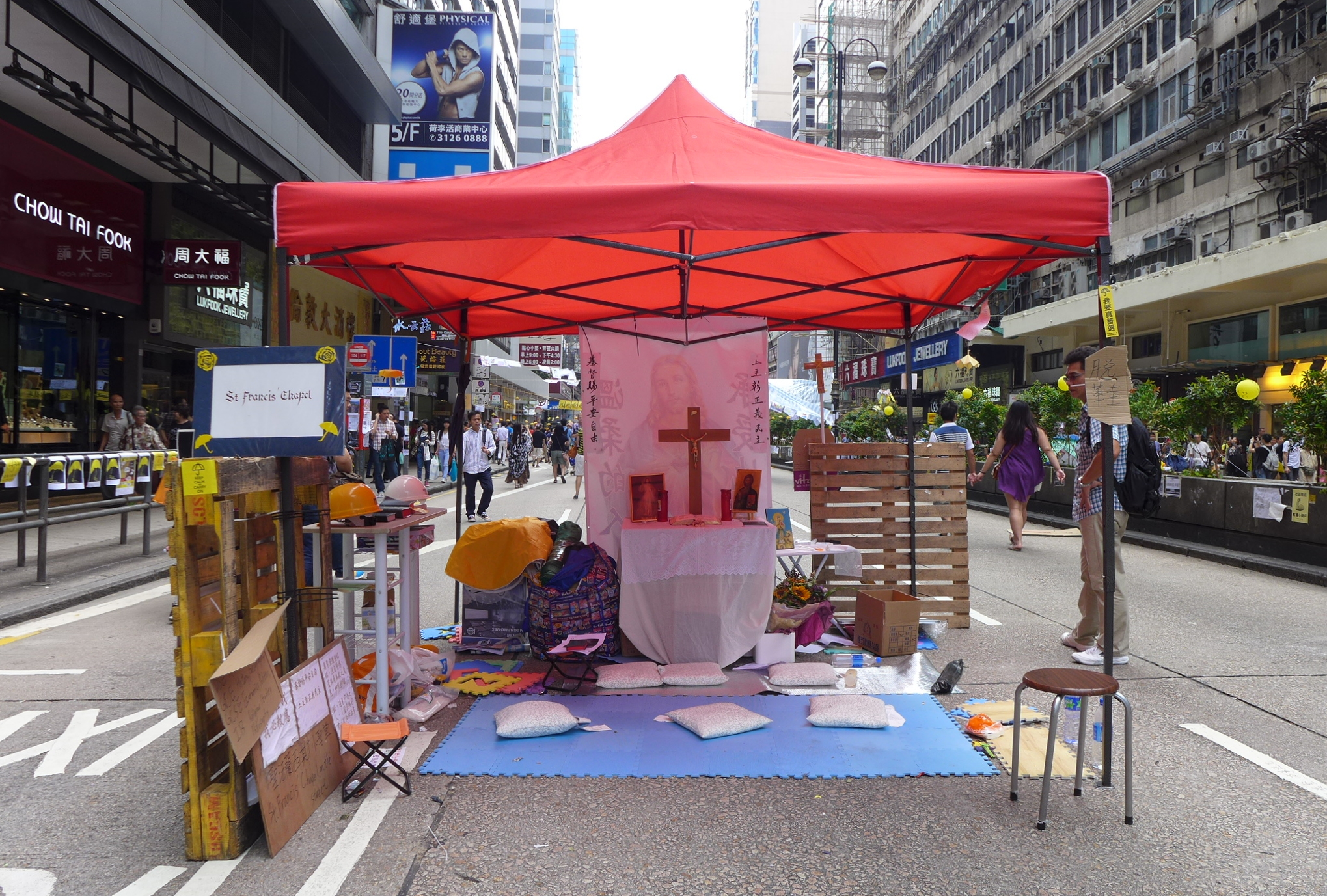
旺角佔領區教堂
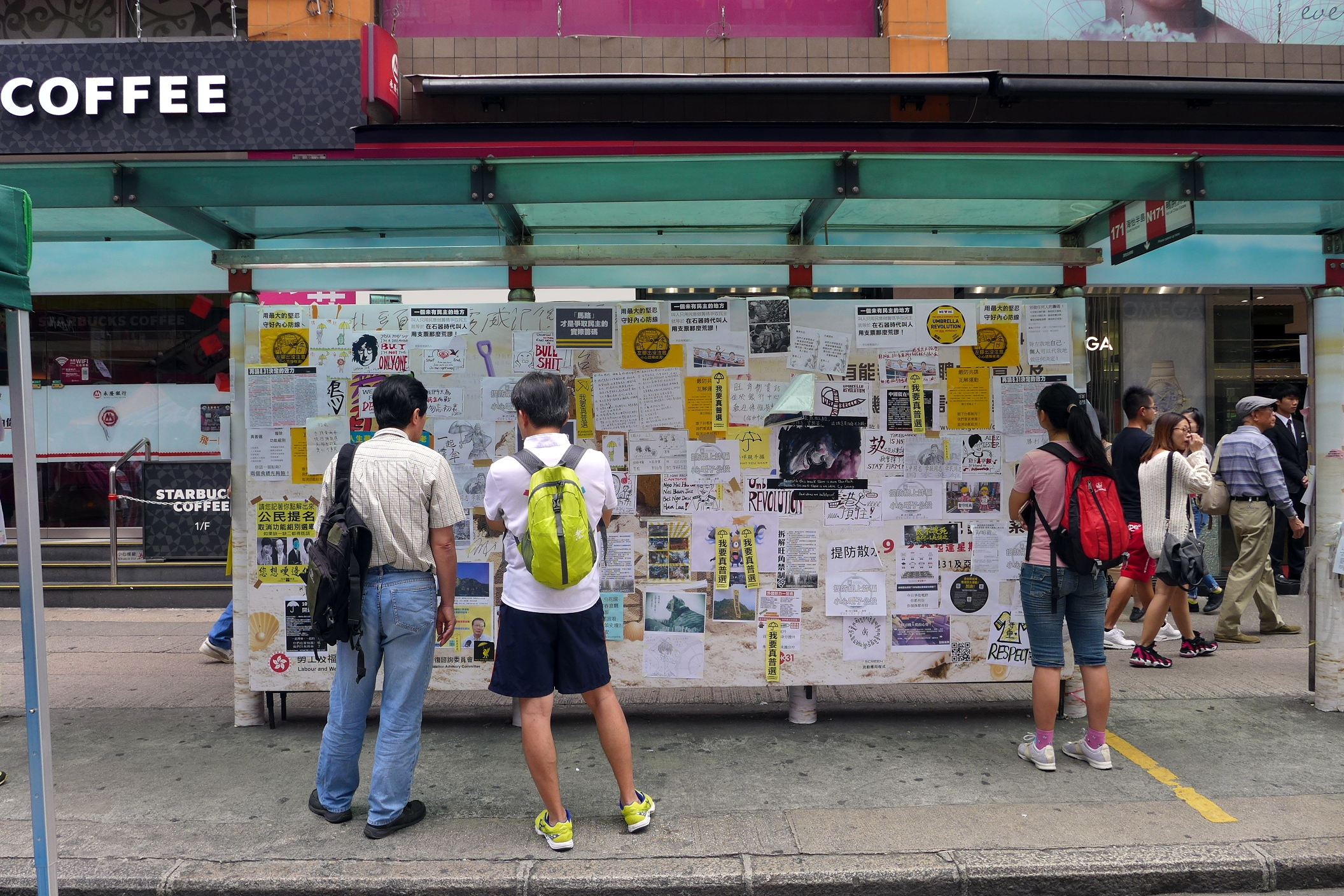
巴士站廣告版位置成為連儂牆
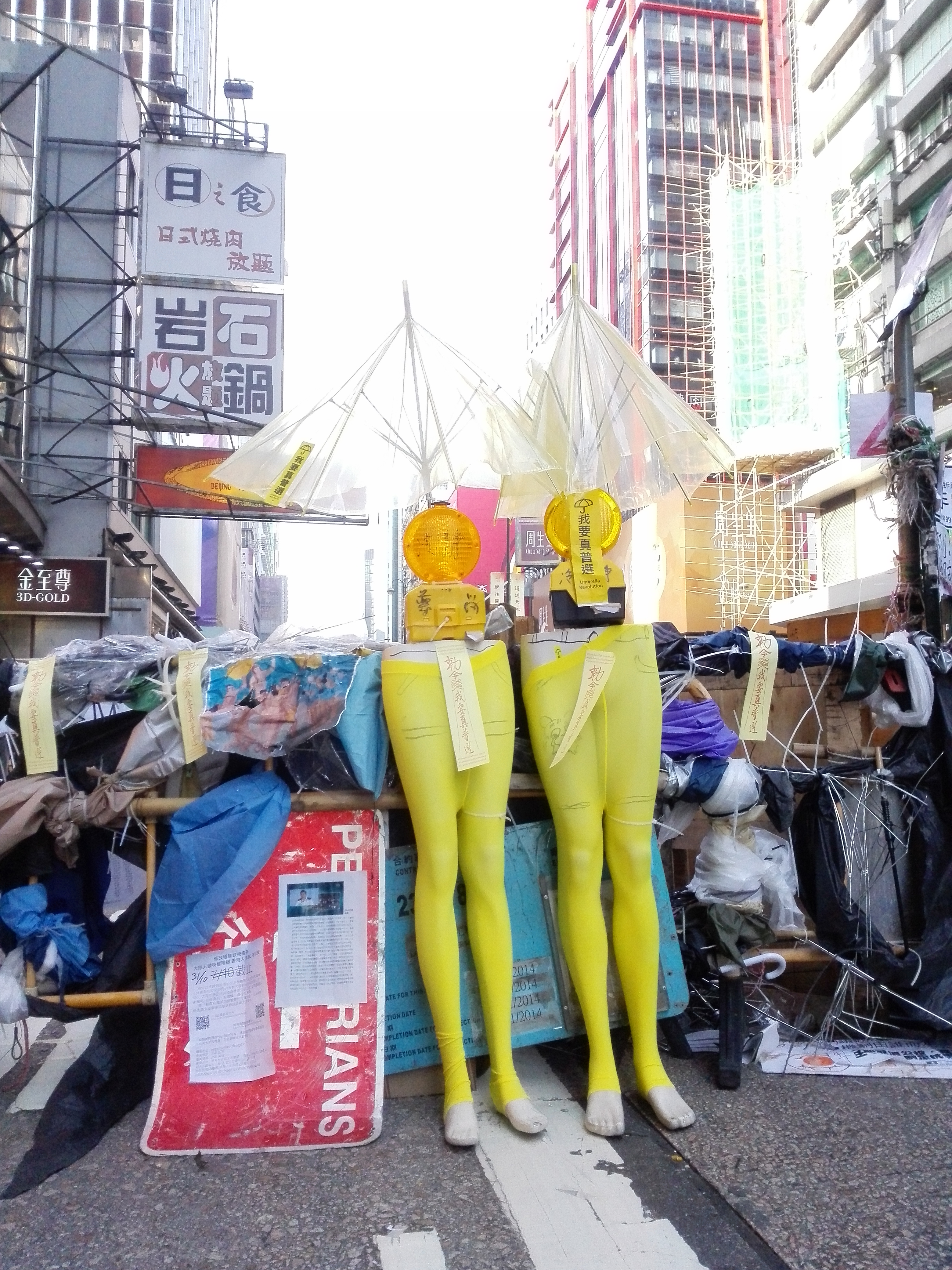
示威者以時裝店櫥窗模型作為路障
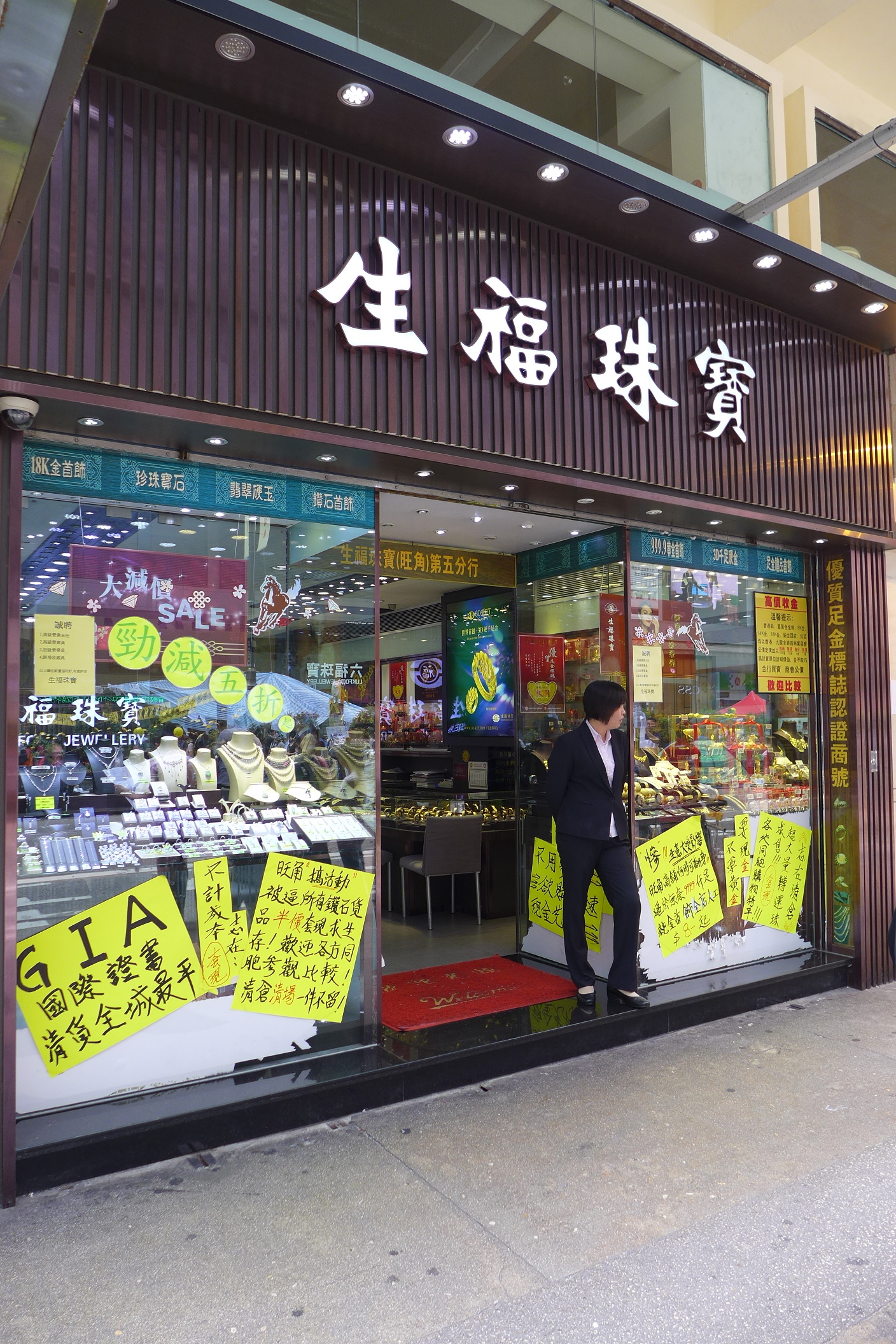
受影響的租戶在門口貼出減價告示

佔中、學聯、學民思潮和泛民等代表擱置投票
原定晚上7時開始，一連兩晚在三個佔領區開展的廣場投票，於開展前3.5小時突宣佈擱置。共同提出投票的佔中、學聯、學民思潮和泛民等代表組織承認公投決策倉卒，收集各佔領區意見後決定擱置。佔中發起人戴耀廷、學聯秘書長周永康、學民召集人黃之鋒等代表三度向公眾及支持者鞠躬道歉。佔中發起人戴耀廷承認搞投票一事上決策有不足、安排太倉卒，所以要擱置。他指今次安排或令市民感覺他們在領導或組織上有問題，但認為擱置投票，是因為要尊重佔領者的意願。學聯周永康亦承認「學生做錯了」，但相信事件不會影響佔領者的士氣。佔領者對擱置投票的決定普遍正面。在金鐘佔領區，有人掛起寫上「勿忘初衷，暫緩公投」的大型標語，希望主辦團體停止廣場投票。現場仍有不少市民在帳篷留守，氣氛大致平靜。
對於佔中擱置投票，是否反映學生釋出善意，政務司長林鄭月娥回應說，不知道有關投票所代表的立場，但表示特區政府以最大誠意與學聯對話，盡快走出目前困局。
消防要求移除關帝廟 示威者反對

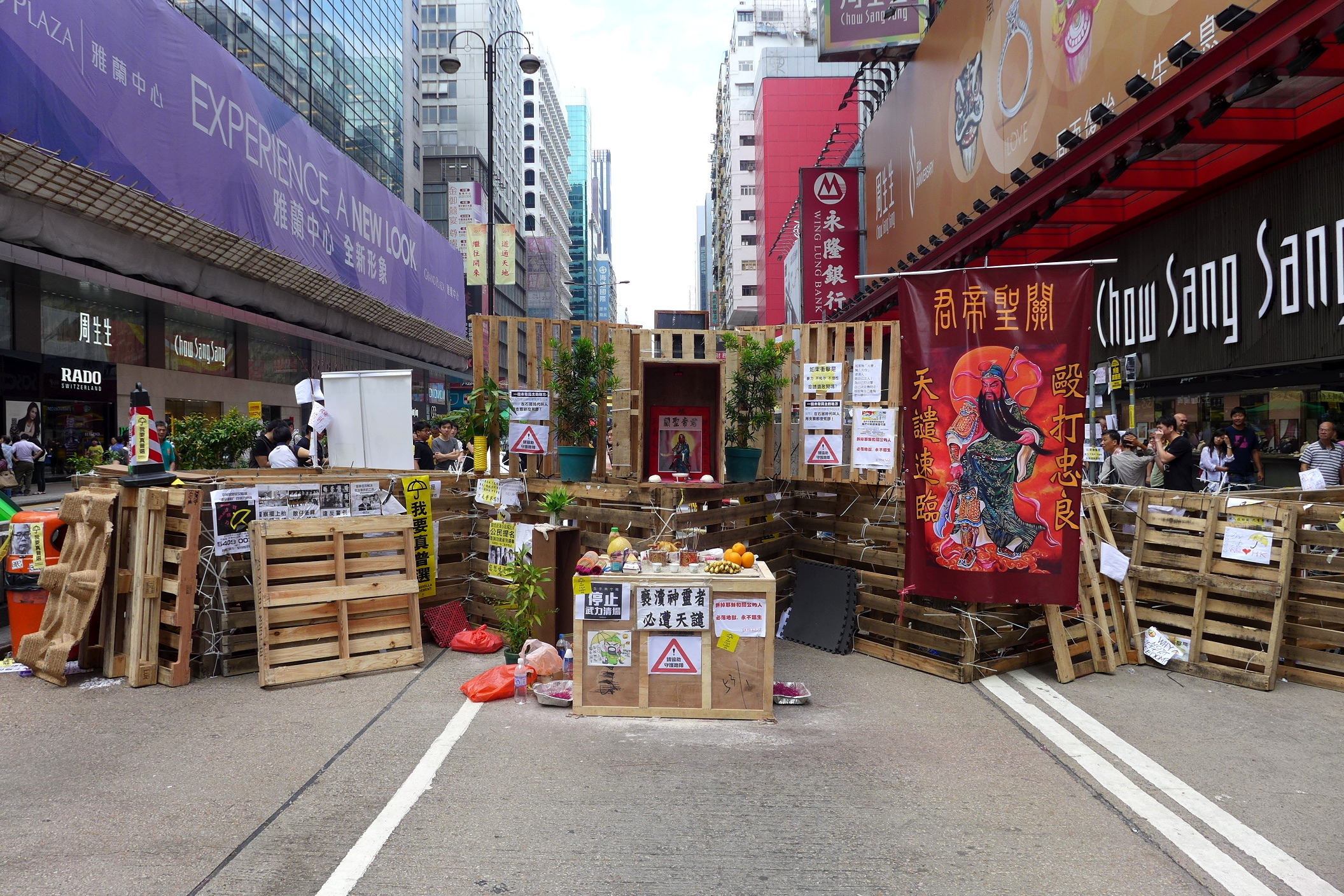
關帝廟被警方及消防指木製結構的神壇易引發火警，一度要求把關公像香燭移除。

警方及消防分別於3時許及4時許現身旺角佔領區的關帝像前，指木製結構的神壇，因有明火供奉，加上有易燃液體（放在枱上的3杯燒酒），認為一旦引起火警，恐一發不可收拾，要求把關公像香燭移除。數名市民上前理論，百多人圍觀，擾攘逾句鐘，其後示威者同意盡量改善現場消防情况，包括把附近膠索帶剪除，改用鐵索帶，又指會把木枱改為鐵桌，以金屬桌子放置香爐，並再添滅火筒。佔領人士即場吹熄蠟蠋，又把香爐移離卡板陣，佔領人士答應不明火，但會繼上香，而木檯會換成鐵檯及包上防火物料，雙方擾攘近一小時。

## 10月27日
特首梁振英評分首跌穿40分
中大亞太研究所的調查顯示，特首梁振英的評分跌至40分之下，表現整體評分為38.6，較上月顯著下跌2.8分，是上任以來新低。
市民$68.9逐日交差餉
有市民實行不合作運動，由9月26日開始，分開多張支票、每張68.9元逐日寄出繳付差餉，並於支票背面寫上「我得689！請袋住先！」該市民卻被差餉物業估價署發信，「提醒」他差餉和地租並非指定用作支付警隊薪俸。
「我要真普選」標語遍地開花
香港城市大學、香港科技大學、嶺南大學、香港大學及香港中文大學、浸會大學、香港理工大學、香港樹仁大學陸續有學生掛上巨型「我要真普選」標語。而位於威爾斯醫院的何善衡夫人醫科生宿舍外，亦掛有「我要真普選」巨型直幡。

## 10月28日
佔領行動滿月 撐傘默站87秒

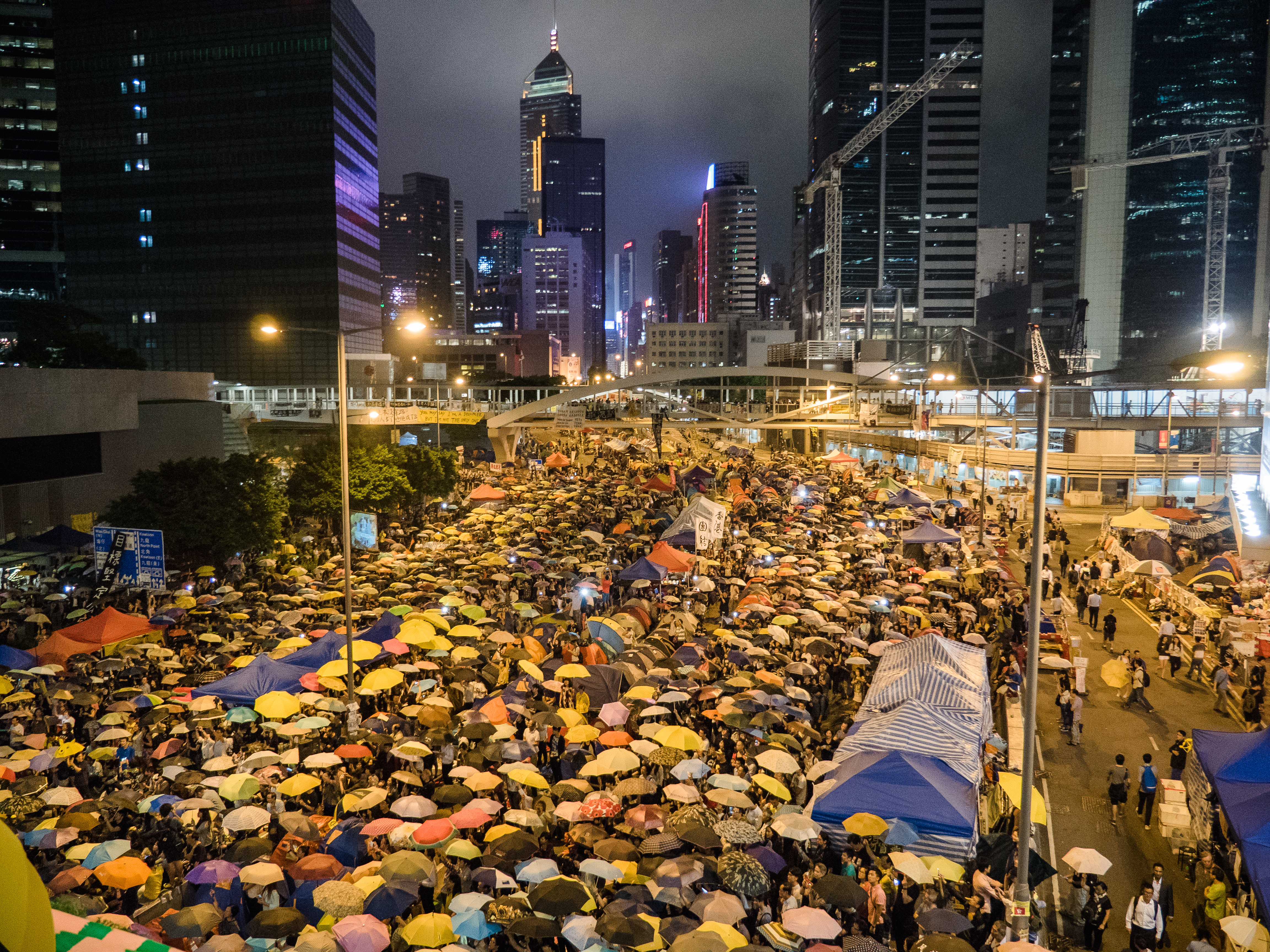
佔領行動一個月，撐傘儀式在下午5時57分打開雨傘，默站87秒，抗議警方一個月前在這個時間開始施放87枚催淚彈。

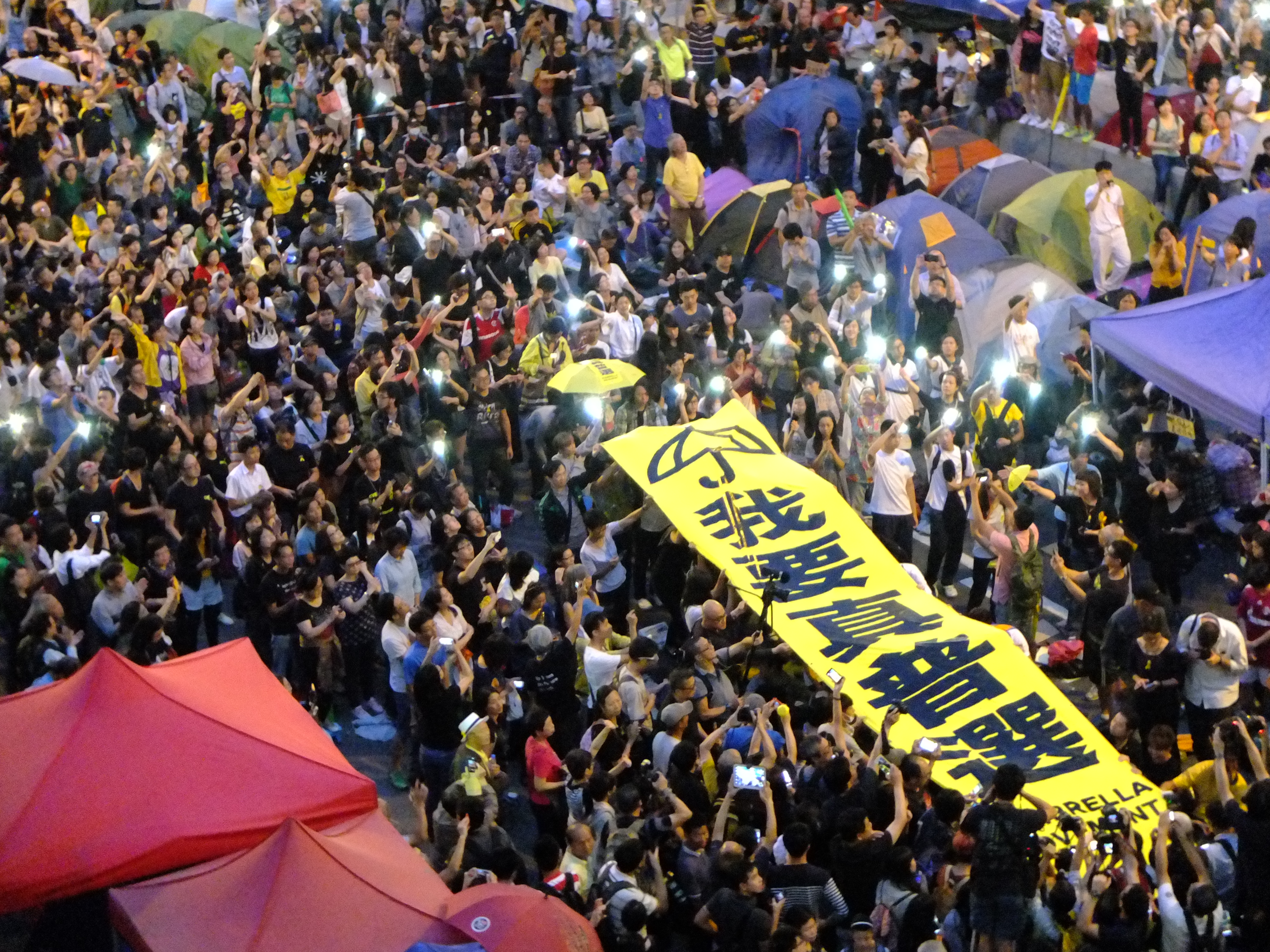
人們舉起「我要真普選」直幡並將其掛在海富中心通往政府總部橫跨夏慤道的天橋

佔領行動一個月，有網民發起撐傘默站活動，紀念在9月28日警方施放催淚彈驅趕示威者。行動隨即獲得「文化監暴」響應，之後學聯、學民思潮及「和平佔中」亦有響應，而「和平佔中」更宣佈由下午5時半至晚上10時，發起「民主不怕催淚彈，香港從此不一樣」集會。撐傘儀式在下午5時57分開始，舉傘默站87秒，抗議警方一個月前在這個時間開始施放87枚催淚彈。金鐘佔領區的市民全部響應，舉傘默站87秒，再收傘，現場一片傘雨，並播放歌曲《撐起雨傘》，現場亦有人舉起寫有「我要真普選」直幡，市民舉起手機的燈光呼應。
旺角佔領區的市民亦響應運動，舉起雨傘，高呼「我要真普選、公民提名」，「梁振英下台」等口號。
戴耀廷、陳健民復教
「和平佔中」其中2位發起人戴耀廷和陳健民趁這次運動首個紀念日，宣布將會重返香港大學法律系授課；戴耀廷強調自己復教，並不代表退場，大部分時間將會與群眾「留守」佔領廣場。學民思潮召集人黃之鋒認為，兩位教授的做法對佔領運動無實質影響，因為他們晚上仍會一同開會，加上同是佔中發起人的牧師朱耀明仍然全程留守；而一個月以來，一直有參與的學生與市民上課上班都無問題。有佔領人士就感到不滿，指戴耀廷作為佔領運動牽頭一分子，今次決定會令大家士氣低落，亦有佔領人士指無所謂。
學聯提出第二輪對話條件
學聯於下午向政務司長林鄭月娥發公開信，促請政府在港澳辦提交的民情報告加入撤回人大8．31決定的內容，立法會選舉廢除功能組別的時間表及路線圖，直接接觸佔領者了解訴求等。如無法滿足這些要求，懇請香港政府安排，邀請國務院總理李克強及主理港澳事務的中央官員，直接與學生對話。
而學聯副秘書長岑敖暉9月26日因衝擊政府總部東翼前地被捕，下午到中區警署報到，拒絕保釋（俗稱「踢保」）以要求警察無條件釋放，或立即落案檢控。最終岑敖暉獲警方無條件釋放。
政協常委討論免除田北俊政協職務
曾經提出要求行政長官梁振英考慮辭職的自由黨黨魁田北俊，將會被免去全國政協委員資格。消息透露，全國政協常委會認為，田北俊違反政協章程，10月29日會表決相關的決議。

## 10月29日
田北俊被撤銷全國政協委員資格

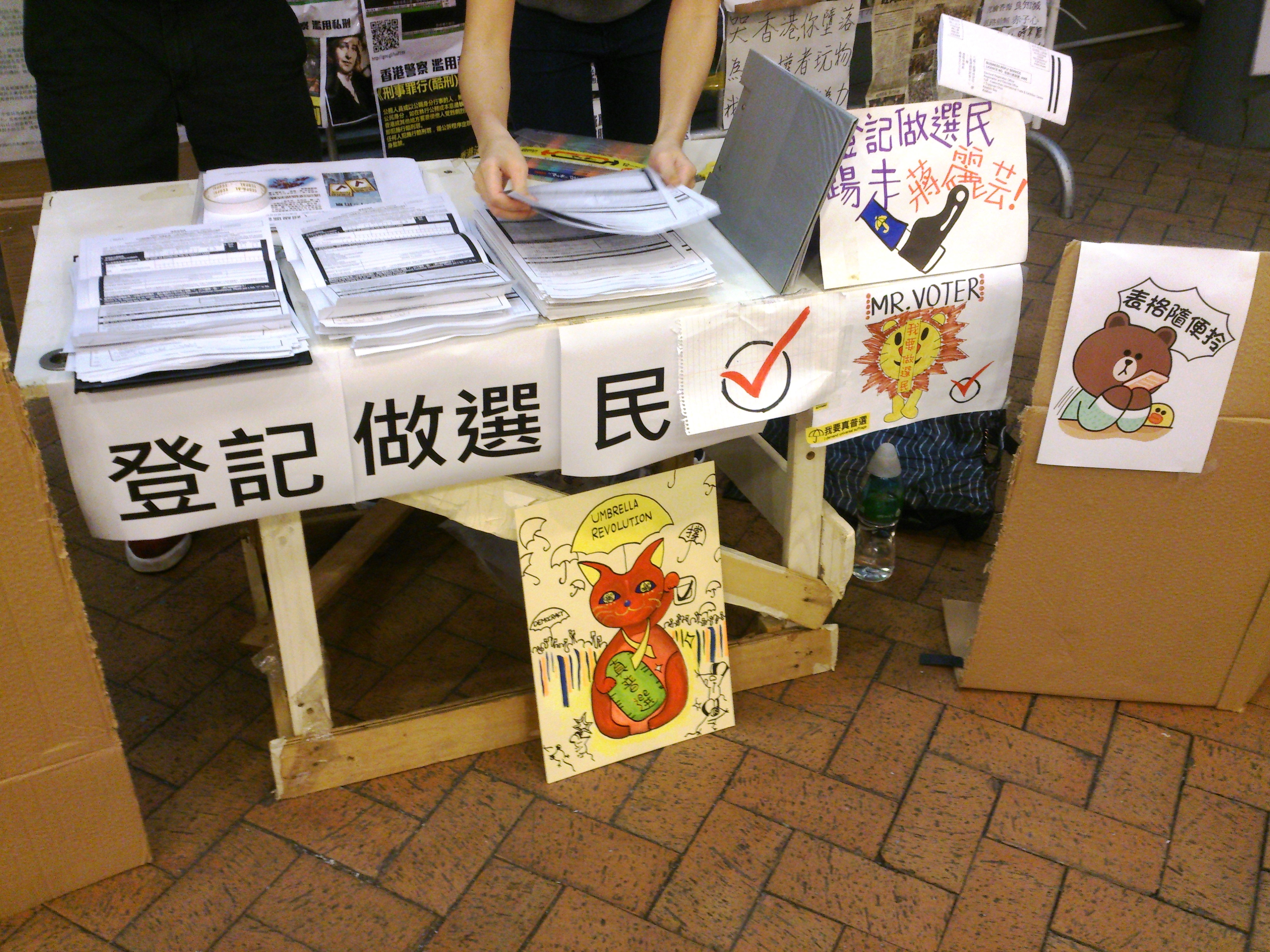
金鐘有義工設立選民登記攤位

下午3時半，全國政協常委會以267票贊成、2票反對及3票棄權，通過撤銷田北俊政協委員資格。有關決定內容為，「鑑於田北俊嚴重違反政協會議章程和全體會議決議，按照政協會議章程第29條的規定，撤銷其政協委員資格。」下午4時半，田北俊召開記者會，表示退出自由黨黨魁一職，他直言沒有兩個名銜的包袱，今後可更暢所欲言，為市民發聲。
無綫電視員工聯署反暴力 高層打壓
10月26日，有無綫電視員工發起網上聯署譴責暴力，促暫停採訪相關團體任何活動，以保障前線員工安全，並希望新聞部管理層，可以尊重編採同事的專業判斷。獲300多個現職及前員工簽名支持，惟無綫高層余詠珊卻將此舉視為「反公司」，指摘發起人對公司「指指點點」，是「魯莽及無知」；又指受僱於公司，「好好執行工作任務是我們的職責，因為我們是收取報酬的」，不應監察公司及對付公司的管理層。下令旗下監製向有份聯署的員工「照肺」，以扣減本年花紅作懲罰，又要求即時刪除簽名，否則革職。發起是次聯署的員工是綜藝科編審譚小龍，他表示已經辭職。
查史美倫發表黑奴論勸袋住先 網民聯署促道歉
身兼匯豐控股的非執行董事、港區人大的行政會議成員查史美倫，談及政改時促港人「袋住先」，又以美國黑奴歷史為例，指黑奴由解放到獲得投票權經歷要100年時間，稱爭取民主需時，籲港人勿要求「一步到位」。「黑奴論」受各界炮轟，指比喻不倫不類，講法侮辱港人。有網民發動在change.org向匯豐控股董事局聯署，譴責查太言論不道德及冷血，促她為此道歉。

## 10月30日
戴耀廷指現時是雨傘運動，不是和平佔中
和平佔中發起人戴耀廷回應傳媒是否淡出或撤出佔領運動時，兩度重申「現時是雨傘運動，不是和平佔中」，又說會在適當時候自首，但其他人是否自首則屬個人決定。泛民議員及學聯認為，戴的言論不是與佔領運動劃清界線。後來戴耀廷補充，他的言論是要釐清概念，因為「雨傘運動」不是完全由「和平佔中」發起，亦與「和平佔中」原定的抗爭模式不一致。
另一方面，「正義聯盟」及「一群愛香港的市民」分別前往灣仔警察總部和教資會，要求兩個部門機構徹查佔中發起人、港大法律系副教授戴耀廷處理朱耀明匿名向港大捐款一事。戴耀廷重申，是按照大學程序，協助朱耀明向港大捐款。
葉劉淑儀指佔領者用Google地圖部署精密
新民黨主席葉劉淑儀，在立法會討論應否以特權法查佔中時，質疑佔領者大量使用Twitter、Google地圖，又用Firechat、Telegram。而Zello Walkie Talkie更曾在烏克蘭橙色革命期間使用，質疑佔領行動有精密部署。
梁國雄被生雞蛋襲擊
晚上8時半，立法會議員梁國雄於金鐘佔領區添美道中為網台D100節目〈長Q直進〉主持前，被六名不明身份人士投擲生雞蛋，並中一名在場人士受牽連中蛋。六名施襲者分別乘的士及徒步逃走，梁國雄拾得其中一名施襲者的手機，在節目結束後交予警方作報警處理。

## 10月31日
旺角佔領者掛紗網防墜物

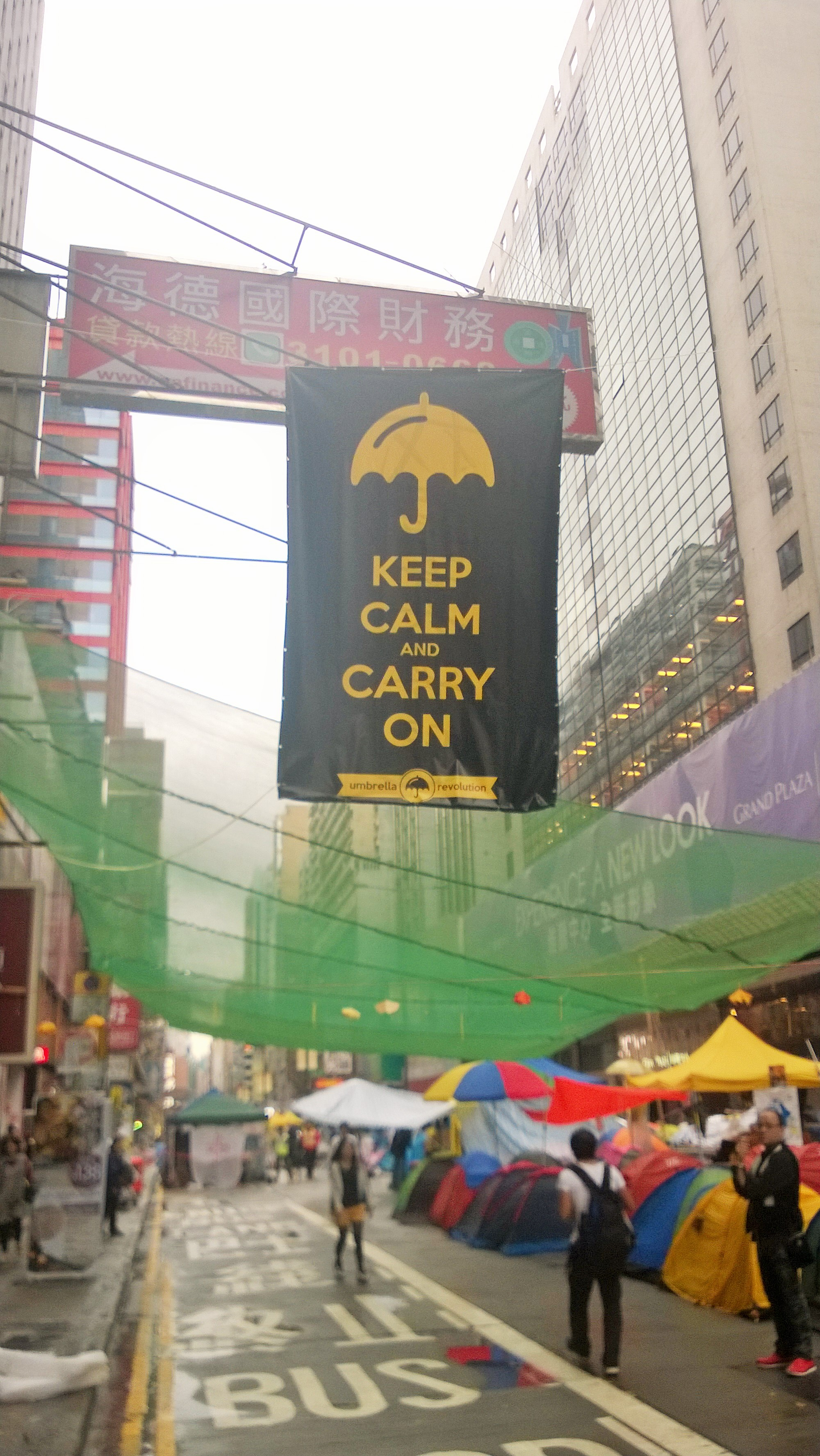
由於旺角彌敦道不時有人在高處投下雜物等，集會者為防有人受傷，於彌敦道兩條行車線掛紗網

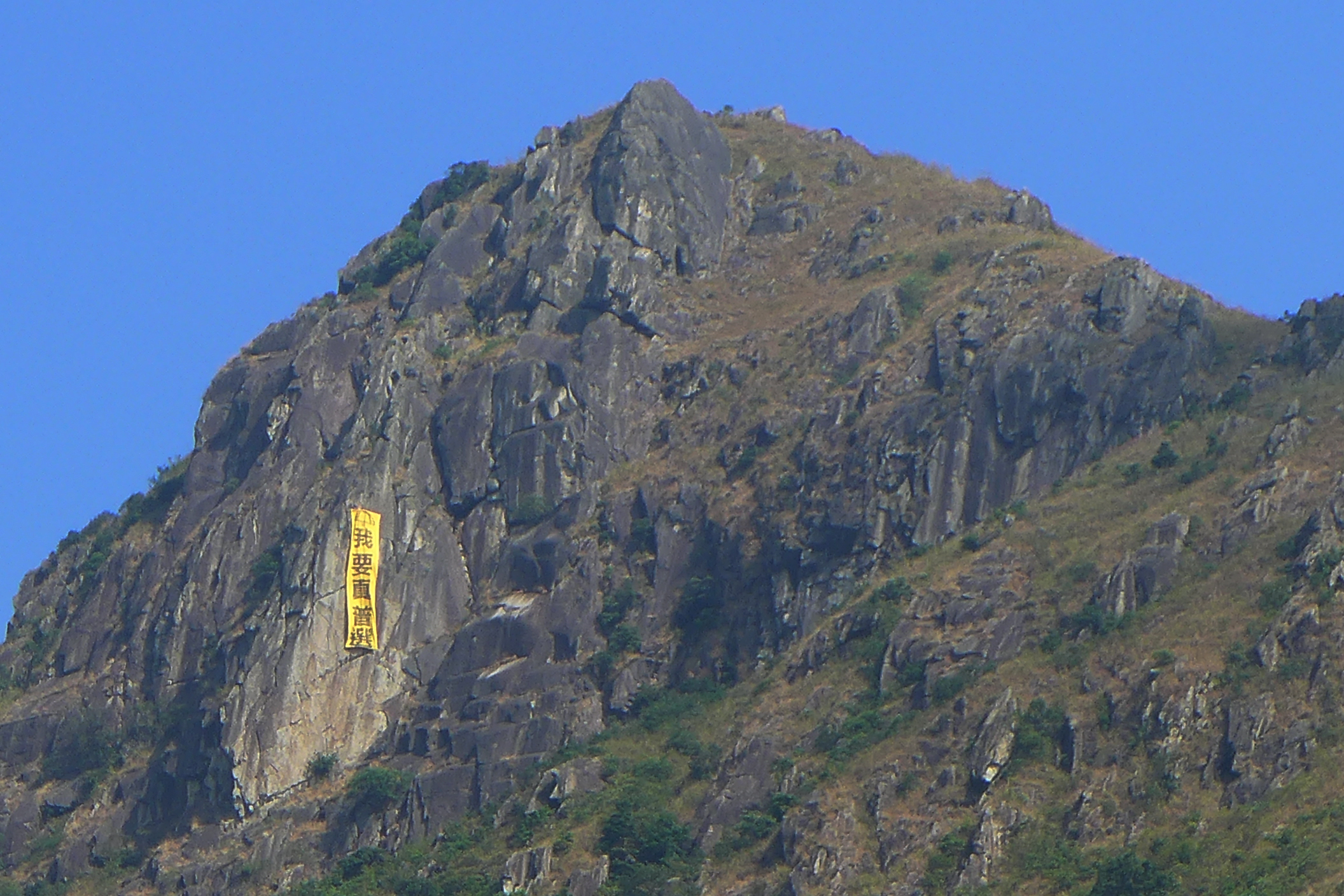
面向清水灣道的飛鵝山山頂峭壁上出現「我要真普選」直幡

由於旺角彌敦道不時有人在高處大廈投擲油漆袋、玻璃樽等，集會者為防有人受傷，凌晨2時許拿來地盤的防墜紗網，製成一幅橫跨彌敦道兩條行車線的巨型天幕。
立會否決兩項調查佔領行動議案
立法會今早續會，辯論是否引用《權力及特權條例》，調查警方處理佔領運動的手法，以至整個佔領運動。獨立議員黃毓民提出成立專責委員會，調查10月3日警方在旺角處理衝突的手法。而經民聯議員梁君彥提出，就9月28日在多區發生大規模佔領事件進行全面調查，包括其組織策劃，資金來源，對香港各方造成影響，以及政府的處理手法等相關事宜。兩項議案，都未能通過，遭到否決。
金鐘佔領區有大學生患肺炎
一名曾於金鐘佔領區留守的大學生，感染肺炎到醫院求醫。和平佔中醫療隊表示，屬於個別病例。和平佔中醫療隊召集人歐耀佳確認，一名大學生十月初在金鐘留守，10月中肺炎病發到醫院求診，情況嚴重，但屬於個別病例，未必與佔領有關。在金鐘佔領區，救護站義工呼籲集會人士要注意衞生，並提供消毒濕紙巾，亦有毛氈和被供集會人士借用。
又一城內撐傘 保安沒阻撓
有市民發起10月28日傍晚、即警方向示威者施放第一枚催淚彈「滿月」時於不同地點撐起雨傘紀念，不過當晚有學生在九龍塘又一城商場內舉傘時，遭保安以「不可以在商場內玩」為由制止，相關錄影片段其後在網上瘋傳，惹起部份支持佔領市民的不滿。有網民發起7時半重返又一城撐起雨傘，有響應市民一手撐傘、一手高舉「我要真普選」標語，在場保安人員其間未有阻止，市民其後和平散去。
「我要真普選」直幡掛飛鵝山
面向清水灣道的飛鵝山山頂峭壁上出現「我要真普選」直幡。據悉，香港蜘蛛仔與「佔領飛鵝山」無關，暫時未有人或團體承認掛幡。
無綫新聞部秋後算賬 當日撰寫報道主任被調職
無綫新聞部管理層黃淑明發出內部電郵通告，指10月15日警方在金鐘龍和道清場新聞，助理採訪主任何永康當日以「拳打腳踢」形容七名警員毆打雙手被扣上手銬的被捕示威者曾健超。但有關字眼事後被新聞及資訊部總監袁志偉要求刪去。即日起降職為首席資料搜集員。有新聞部員工稱何明顯是被秋後算賬，憂有份聯署表不滿的員工被清算。